# Codex Borgia

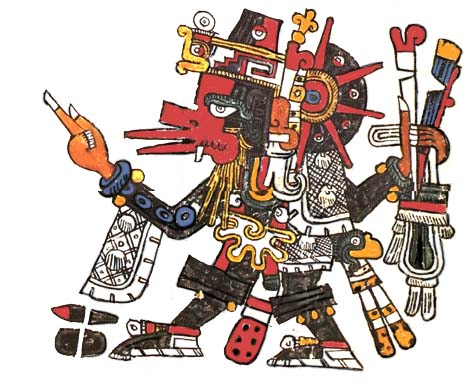
Het hoger wezen Quetzalcoatl in menselijke vorm, die de symbolen van Ehecatl gebruikt, uit de Codex Borgia.

De Codex Borgia (of Codex Yoalli Ehecatl) is een Meso-Amerikaans ritueel en profetisch manuscript. Men gaat ervan uit dat het is geschreven vóór de Spaanse verovering van Mexico, in wat nu zuidelijk of westelijk Puebla is.
De Codex Borgia is gemaakt van dierenhuiden en gevouwen in 39 bladzijden. Elke pagina is een vierkant van 27 cm bij 27 cm, de totale lengte is ongeveer 11 meter. Alle bladzijden, behalve de eerste en de laatste, zijn aan beide zijden beschilderd. In totaal zijn er dus 76 beschilderde pagina’s. De codex wordt van rechts naar links gelezen.
De codex is vernoemd naar de Italiaanse kardinaal Stefano Borgia, die het manuscript in zijn bezit had, alvorens het in de Biblioteca Apostolica Vaticana terechtkwam. In 2004 stelden Maarten Jansen en Gabina Aurora Pérez Jiménez voor om de codex de inheemse naam Codex Yoalli Ehecatl, Nahuatl voor "Nacht en Wind", te geven, dit ondanks het feit dat niet vaststaat of de oorspronkelijke makers Nahua's waren.

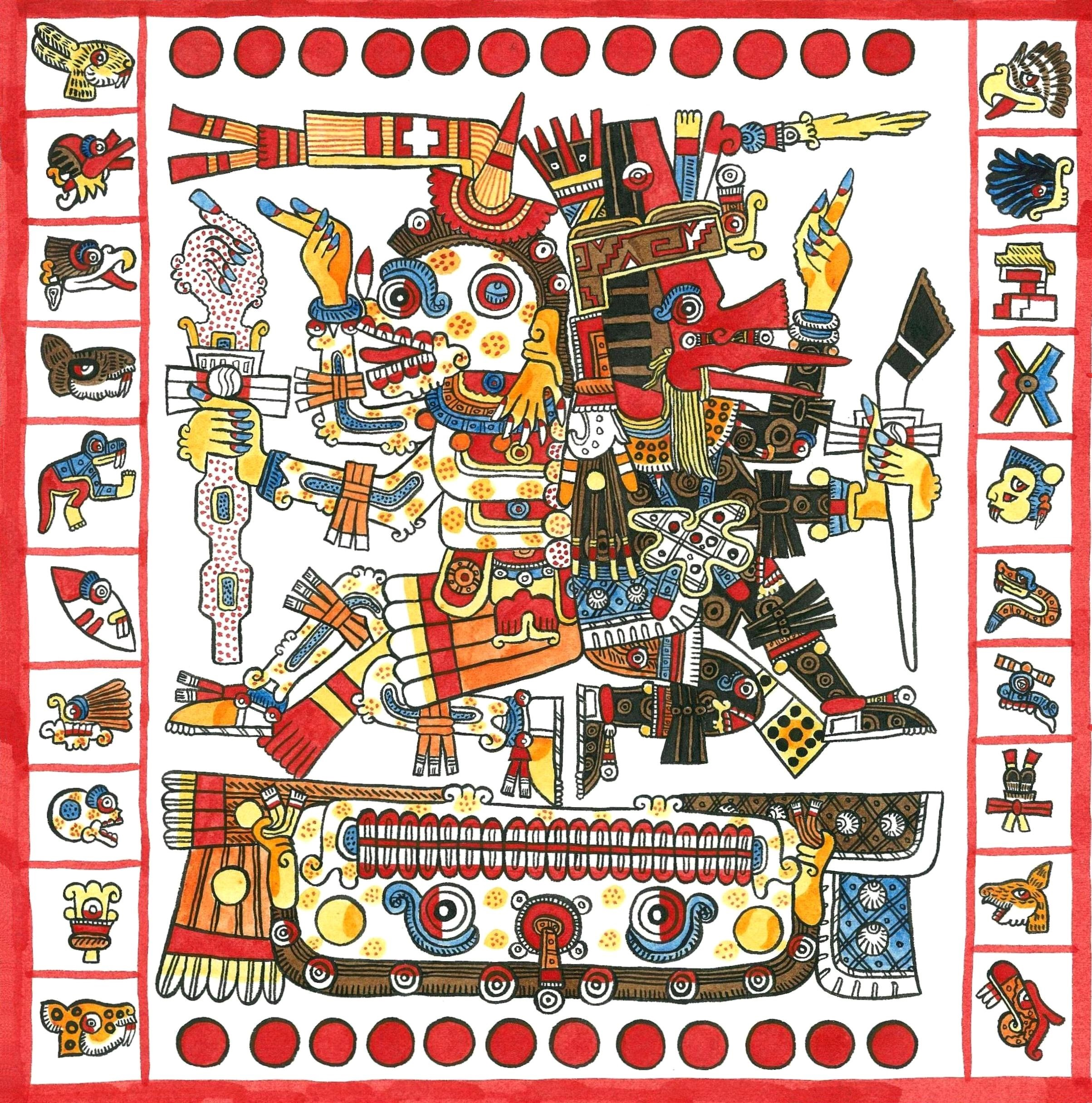
Codex Borgia (Lacambalam, 2002)

De Codex Borgia werd in de vroege Spaanse koloniale periode naar Europa gebracht, waarschijnlijk naar Italië. Hij werd in 1805 ontdekt door Alexander von Humboldt in de nalatenschap van kardinaal Stefano Borgia.

## Inhoud

### 1–8
De eerste acht pagina's laten de 260 dagen tekens ziens van de tonalpohualli (dagteken), elke trecena van 13 tekens vormt een horizontale lijn die twee bladzijdes overbrugt. Sommige dagen zijn voorzien van een symbool van een voetafdruk. Profetische symbolen zijn boven en onder de dagtekens geplaatst.
Secties parallel hieraan zijn te vinden op de eerste acht pagina van de Codex Cospi en de Codex Vaticanus B. Terwijl de Codex Borgia van rechts naar links wordt gelezen, worden deze codices van links naar rechts gelezen. Hiernaast bevat de Codex Cospi naast de dagtekens ook de Negen Heren van de Nacht.

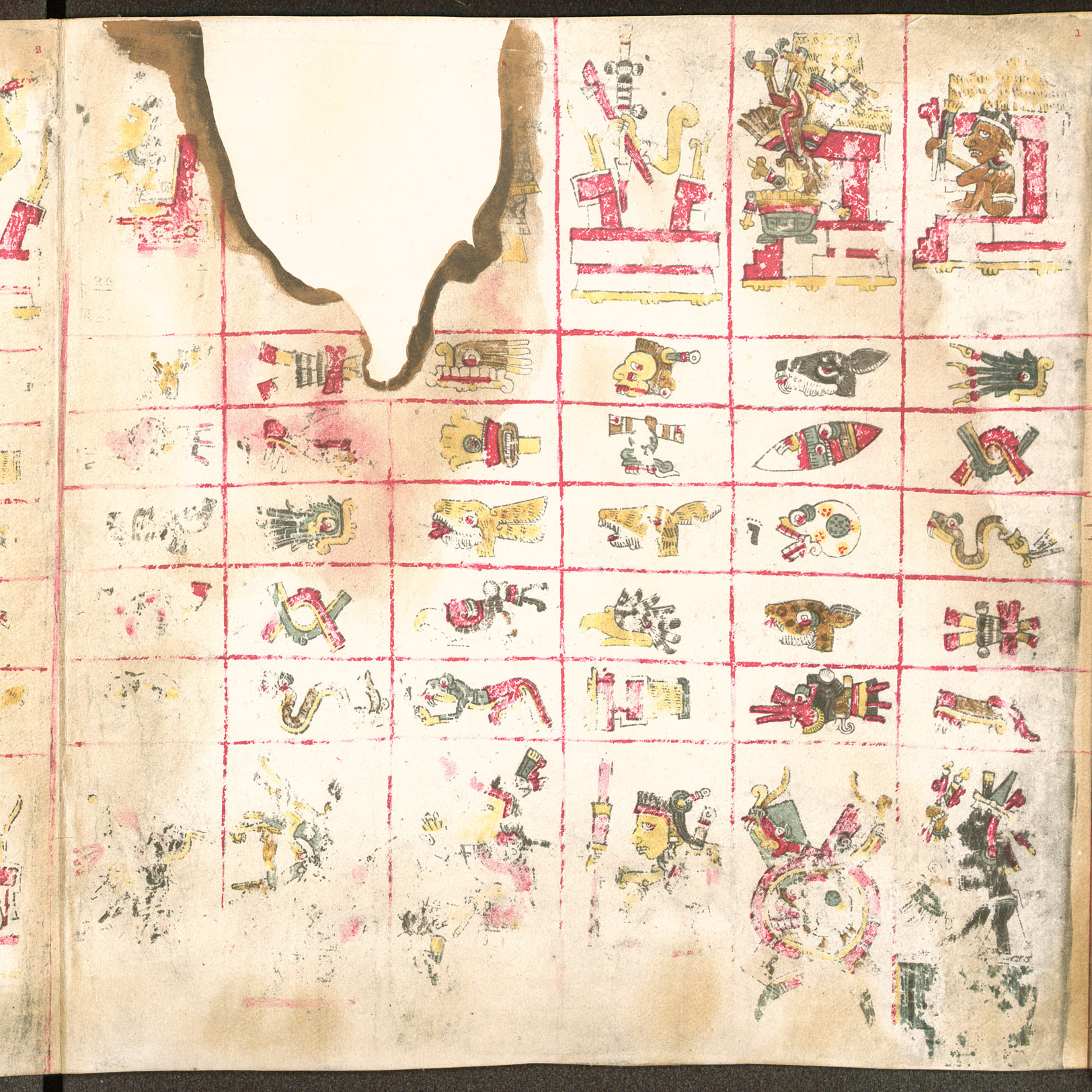
Page 1
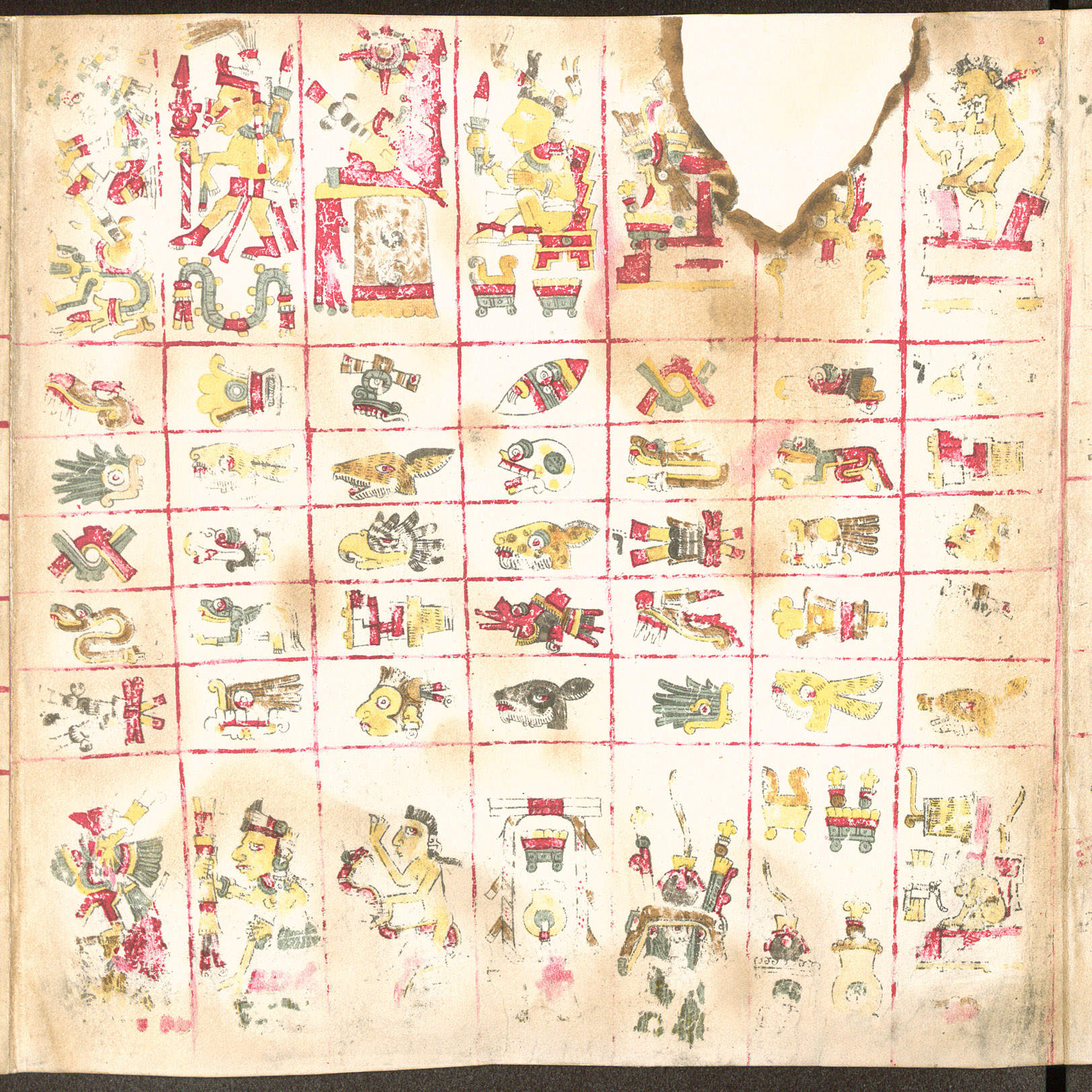
Page 2
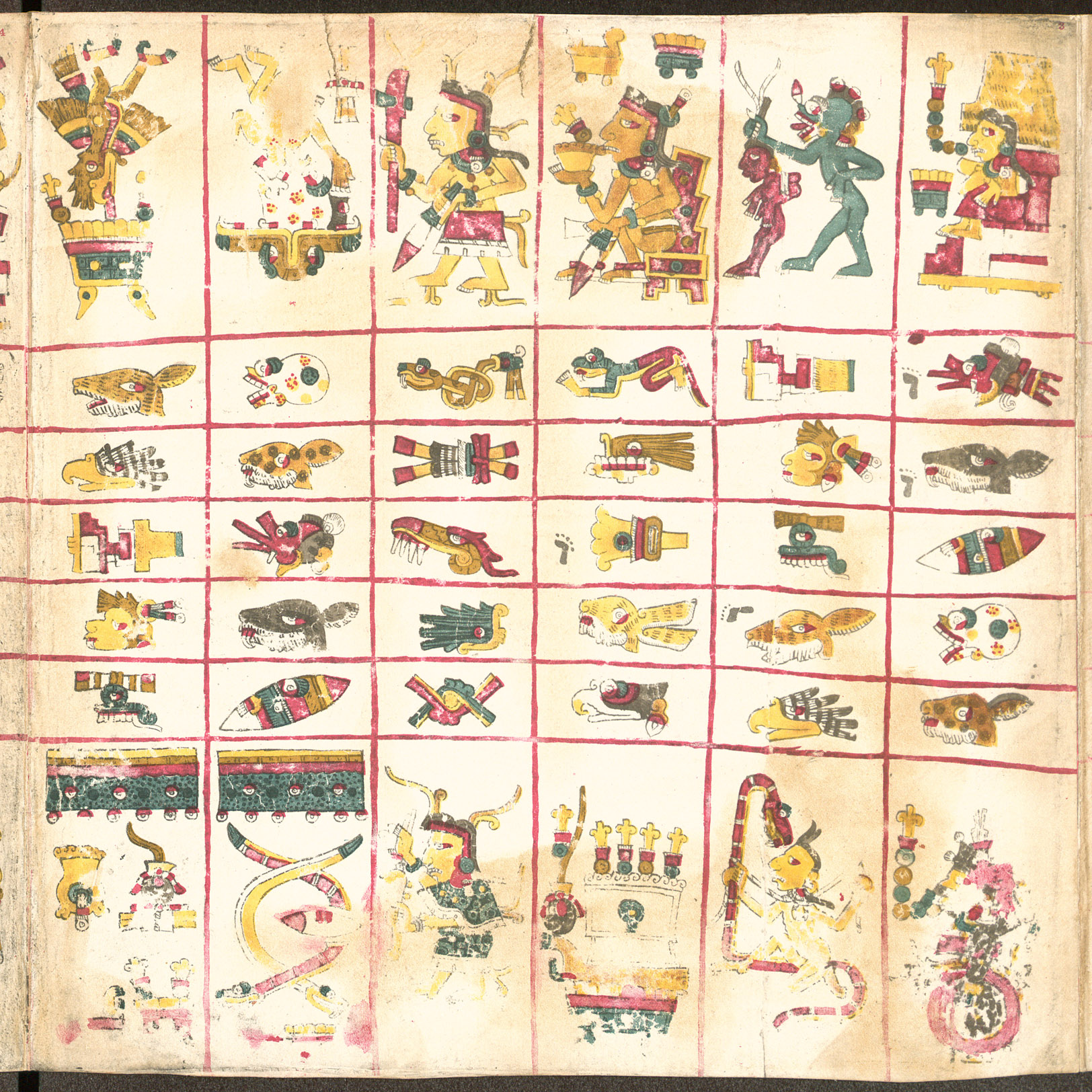
Page 3
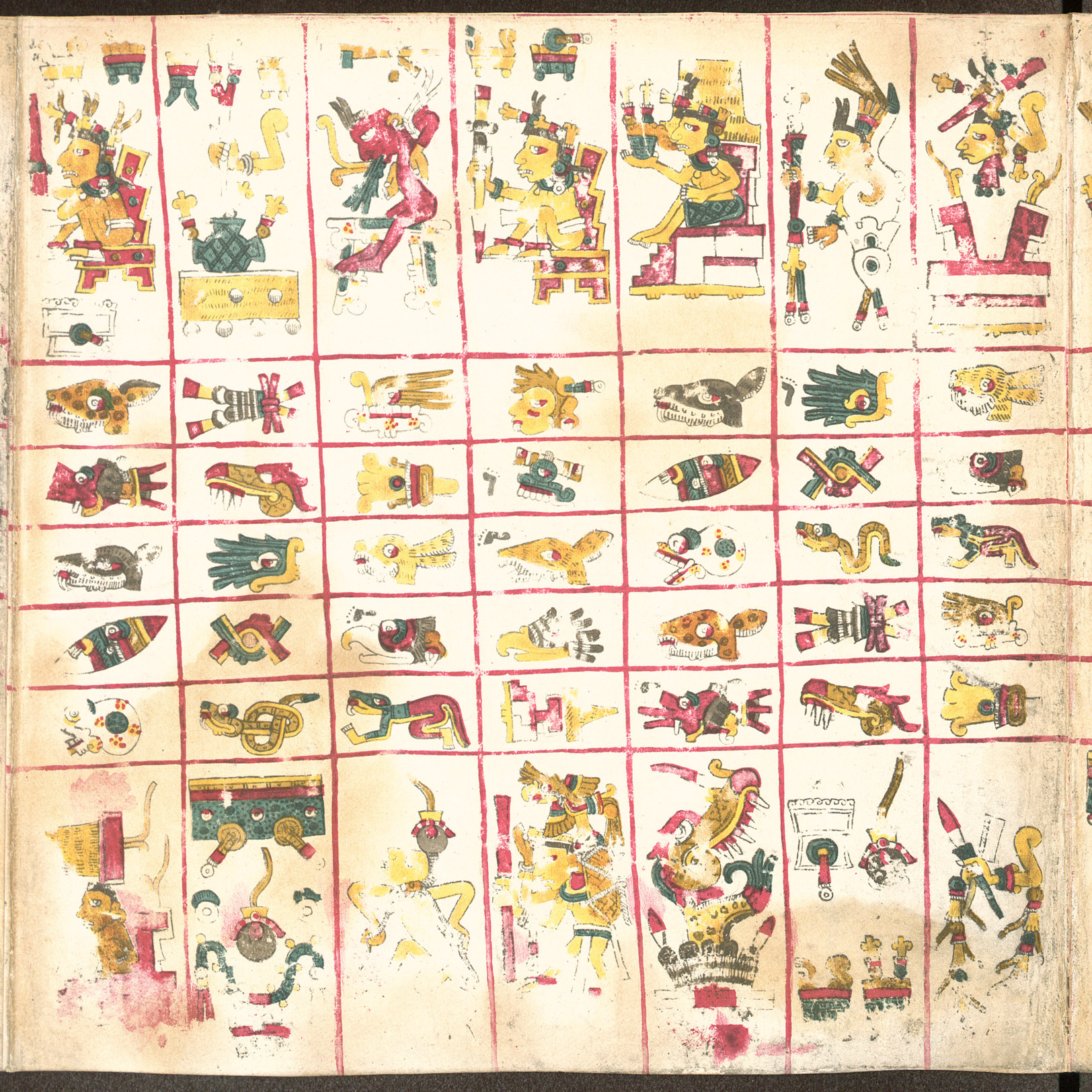
Page 4
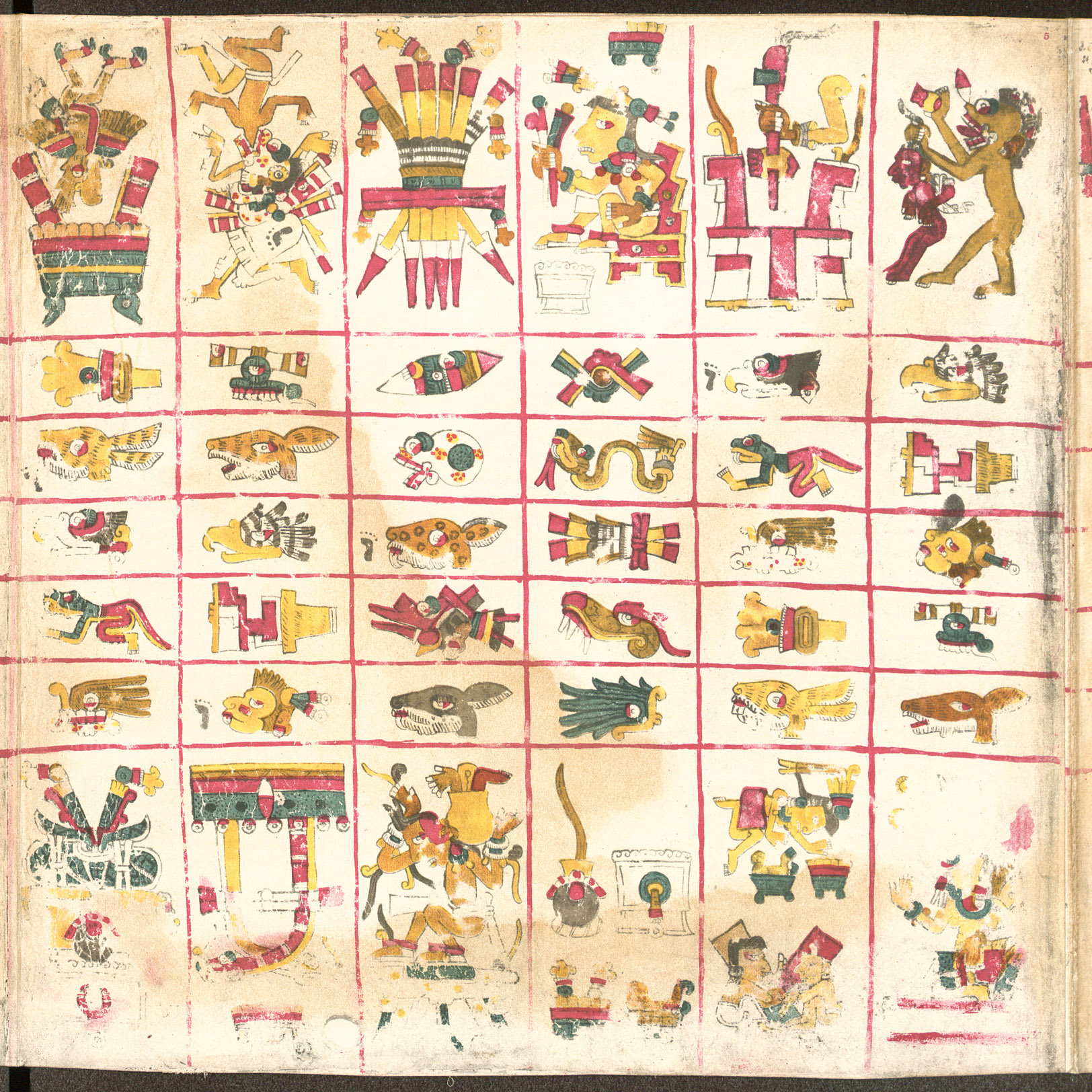
Page 5
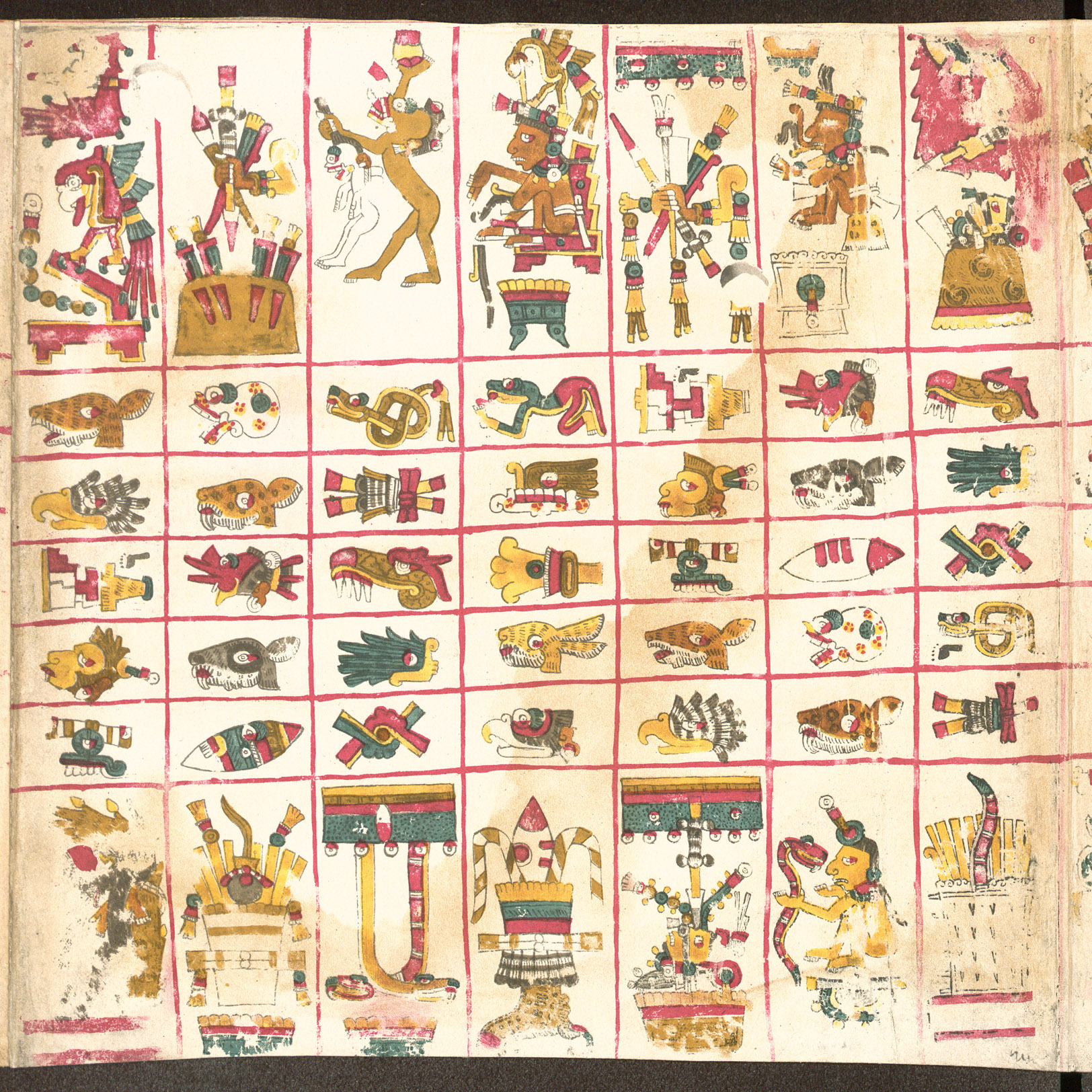
Page 6
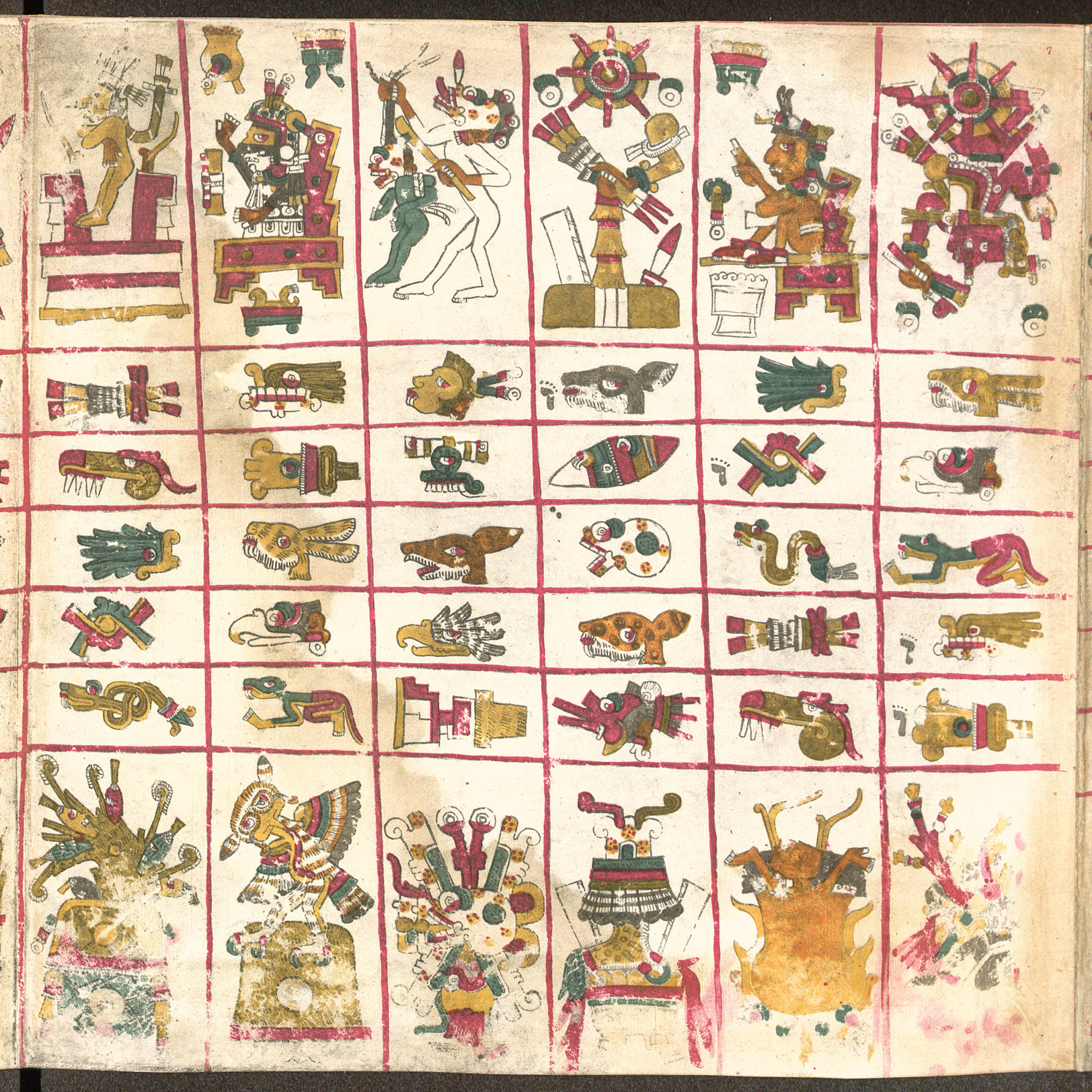
Page 7
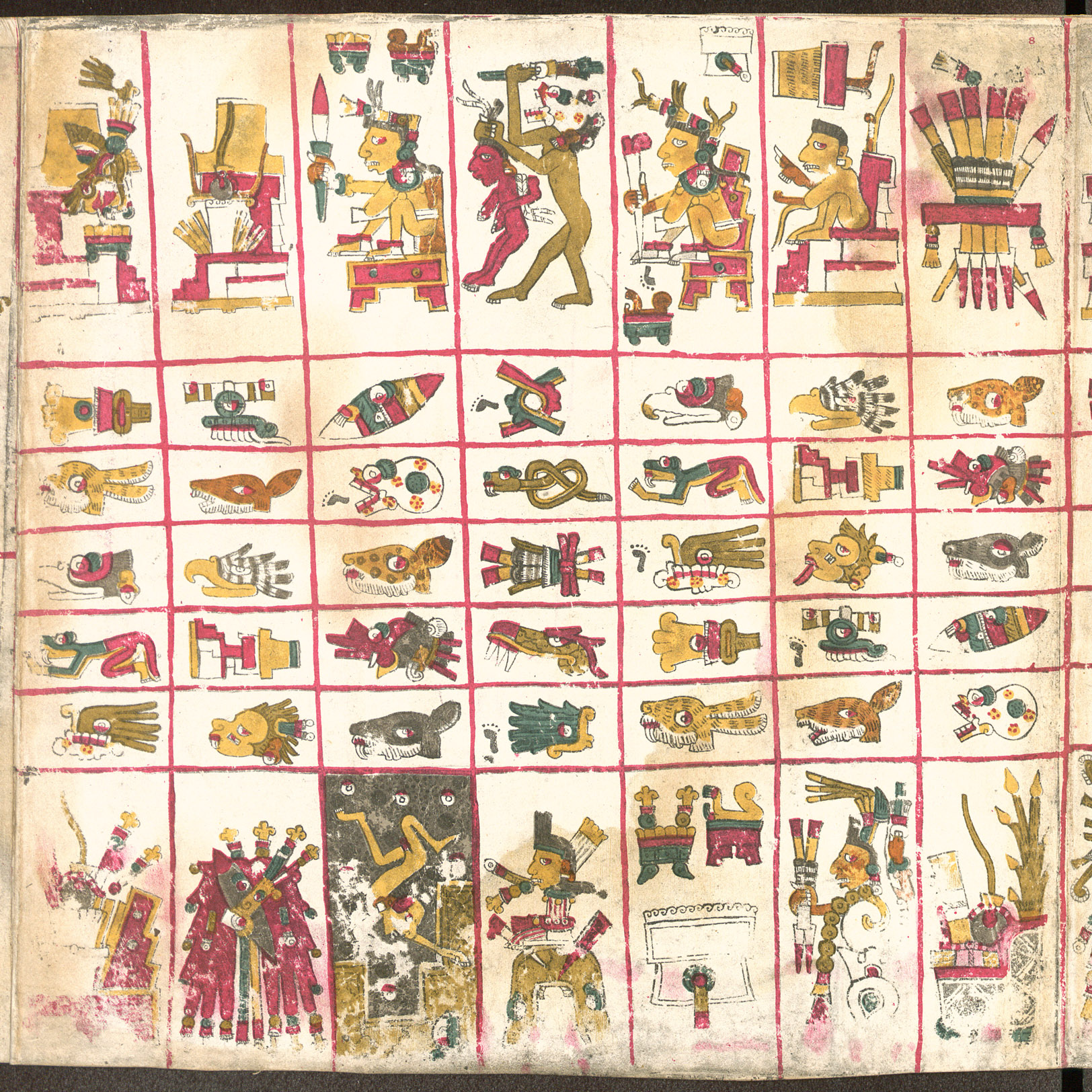
Page 8

### 9–14
Pagina 9 tot 13 zijn verdeeld in 4 kwarten. Elk kwart bevat een van de twintig dag tekens, zijn patroon god en geassocieerde symbolen.
Pagina 14 is verdeeld in negen secties een voor elk van de Heren van de Nacht. Zij worden vergezeld door een dagteken en symbolen die negatieve en positieve associaties laten zien.

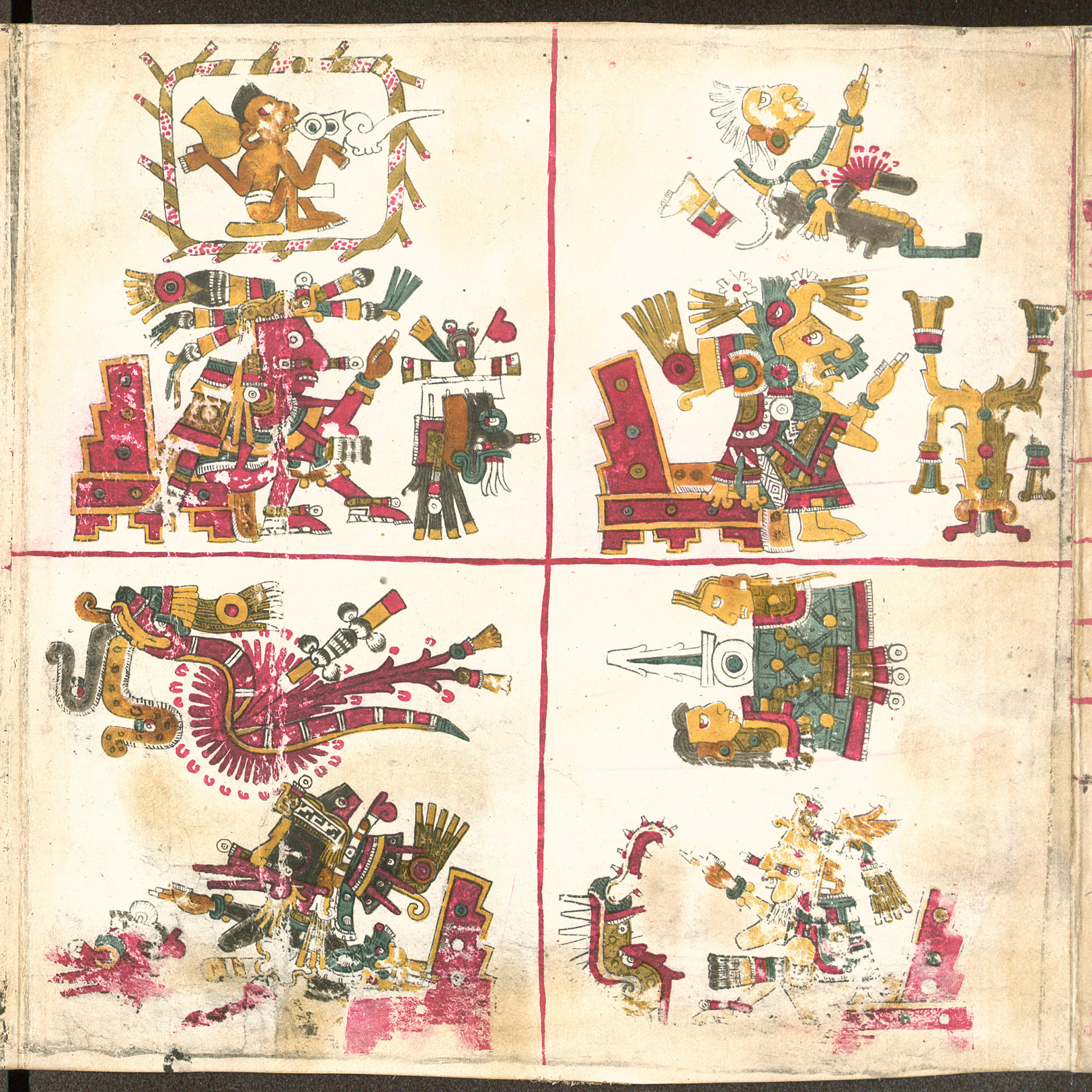
Pagina 9
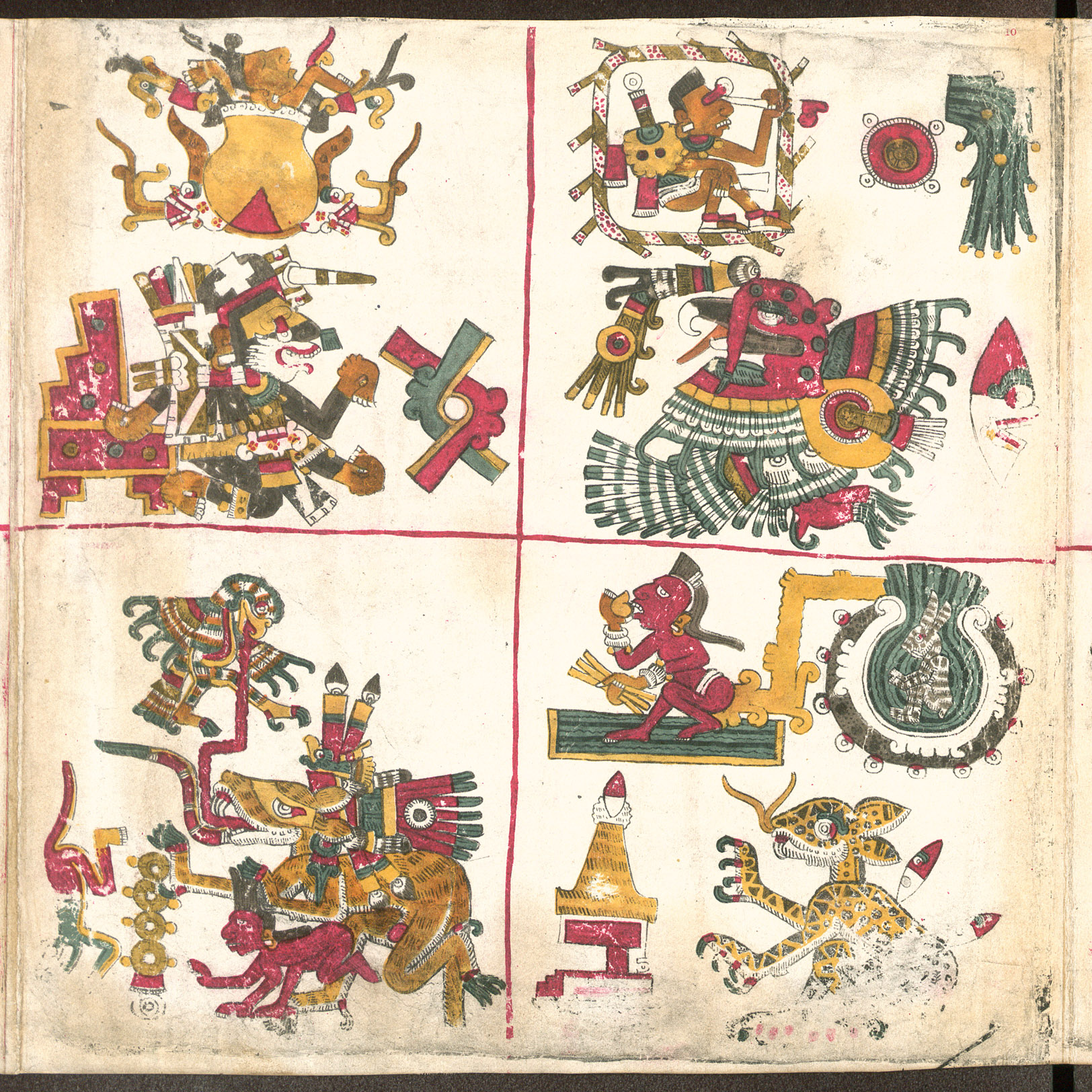
Pagina 10
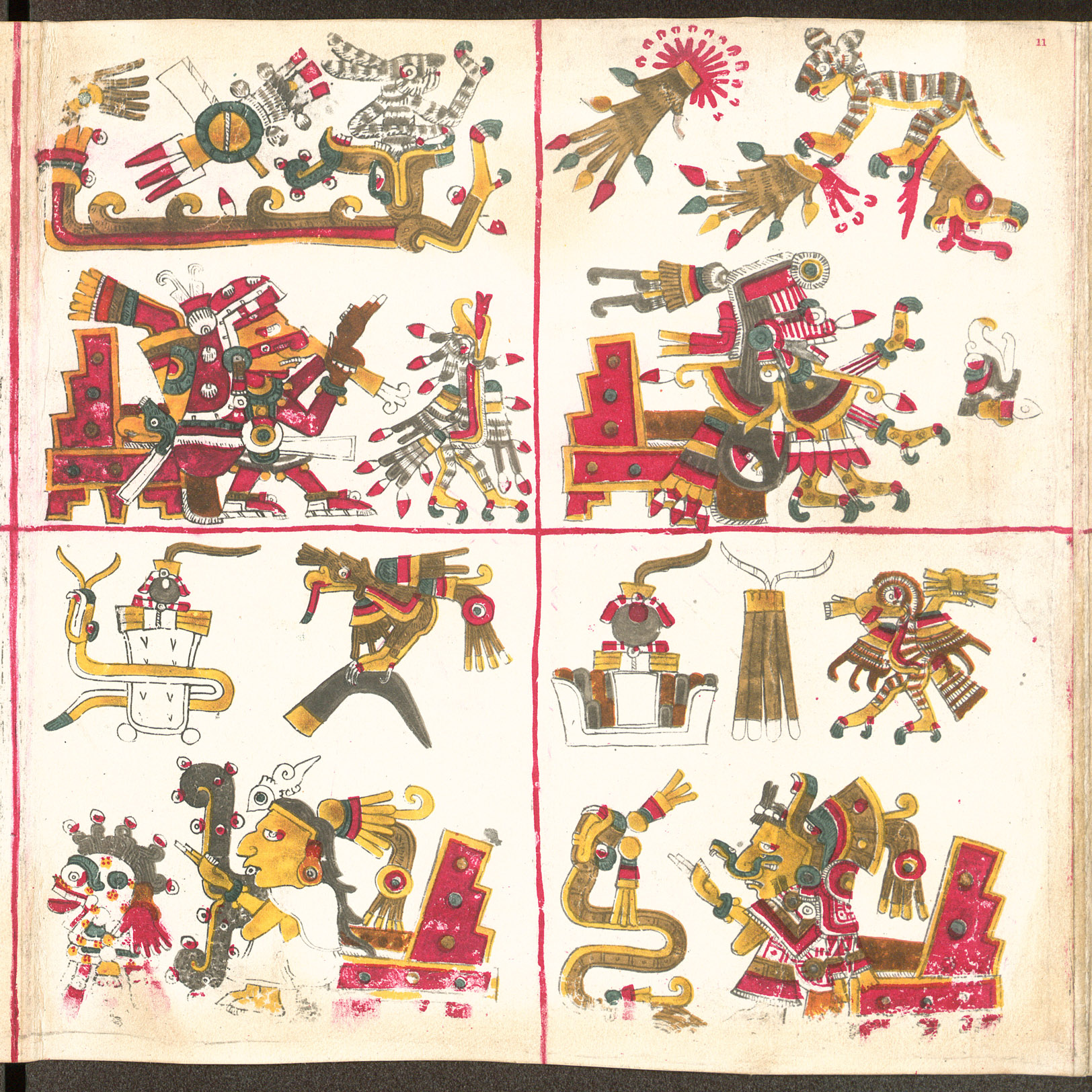
Pagina 11
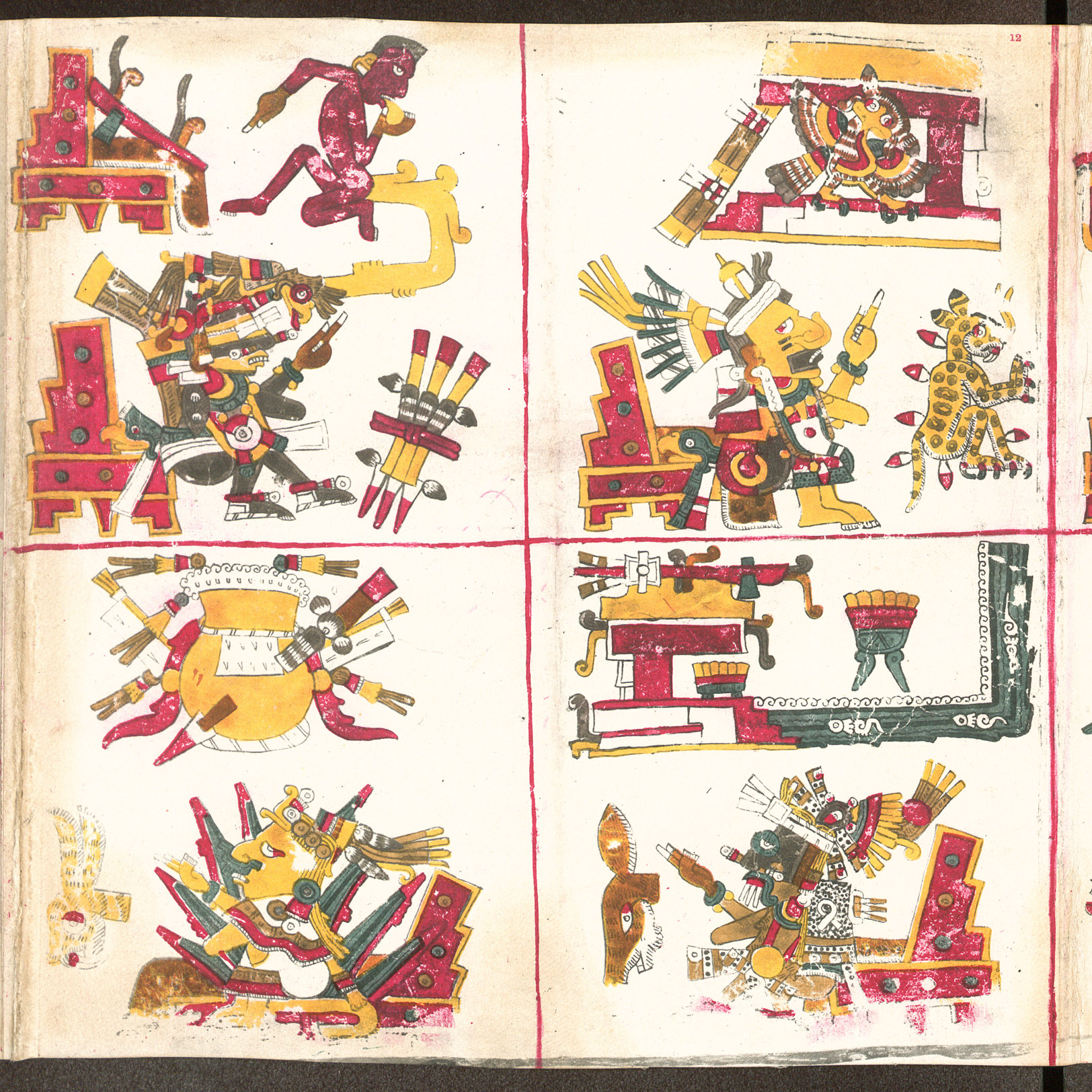
Pagina 12
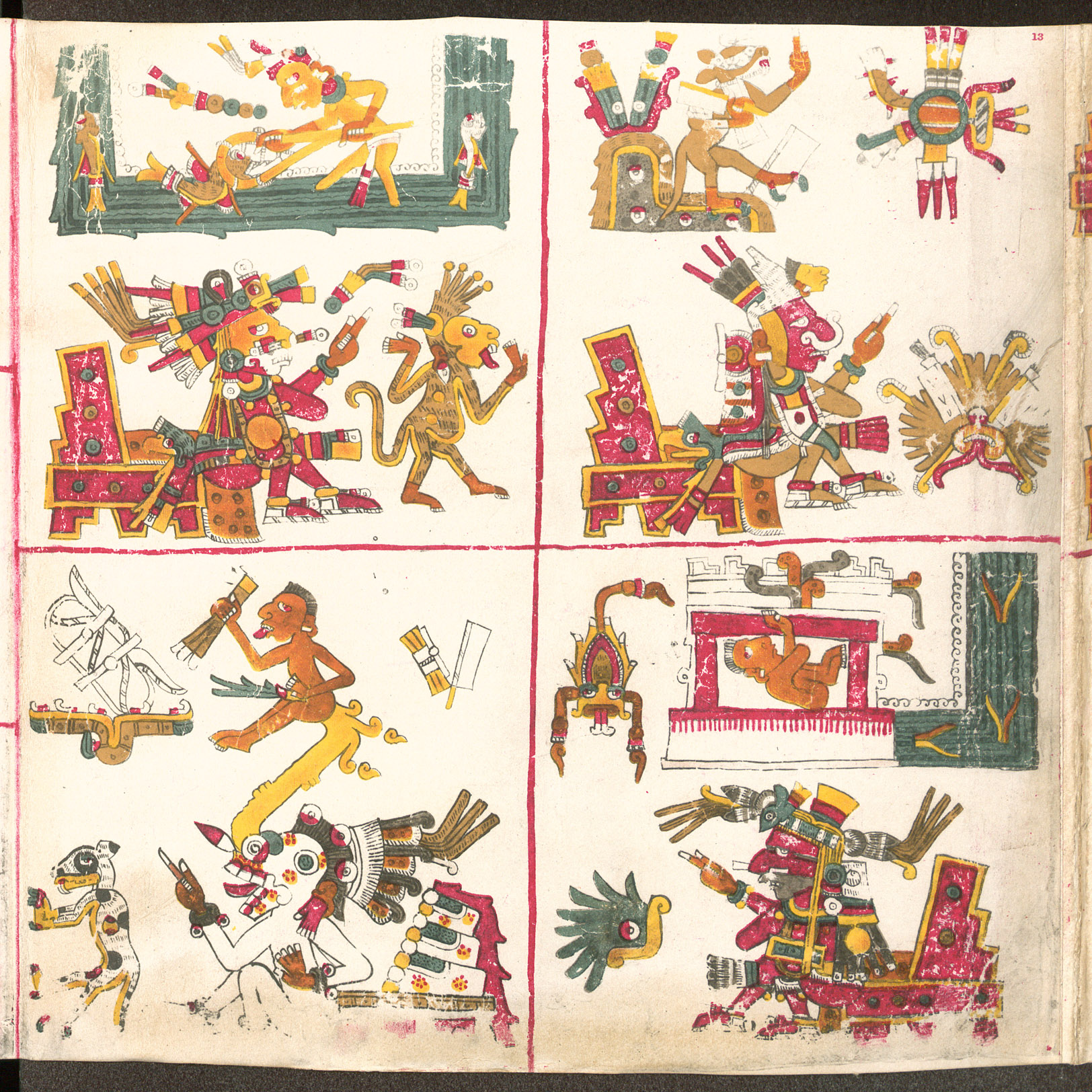
Pagina 13
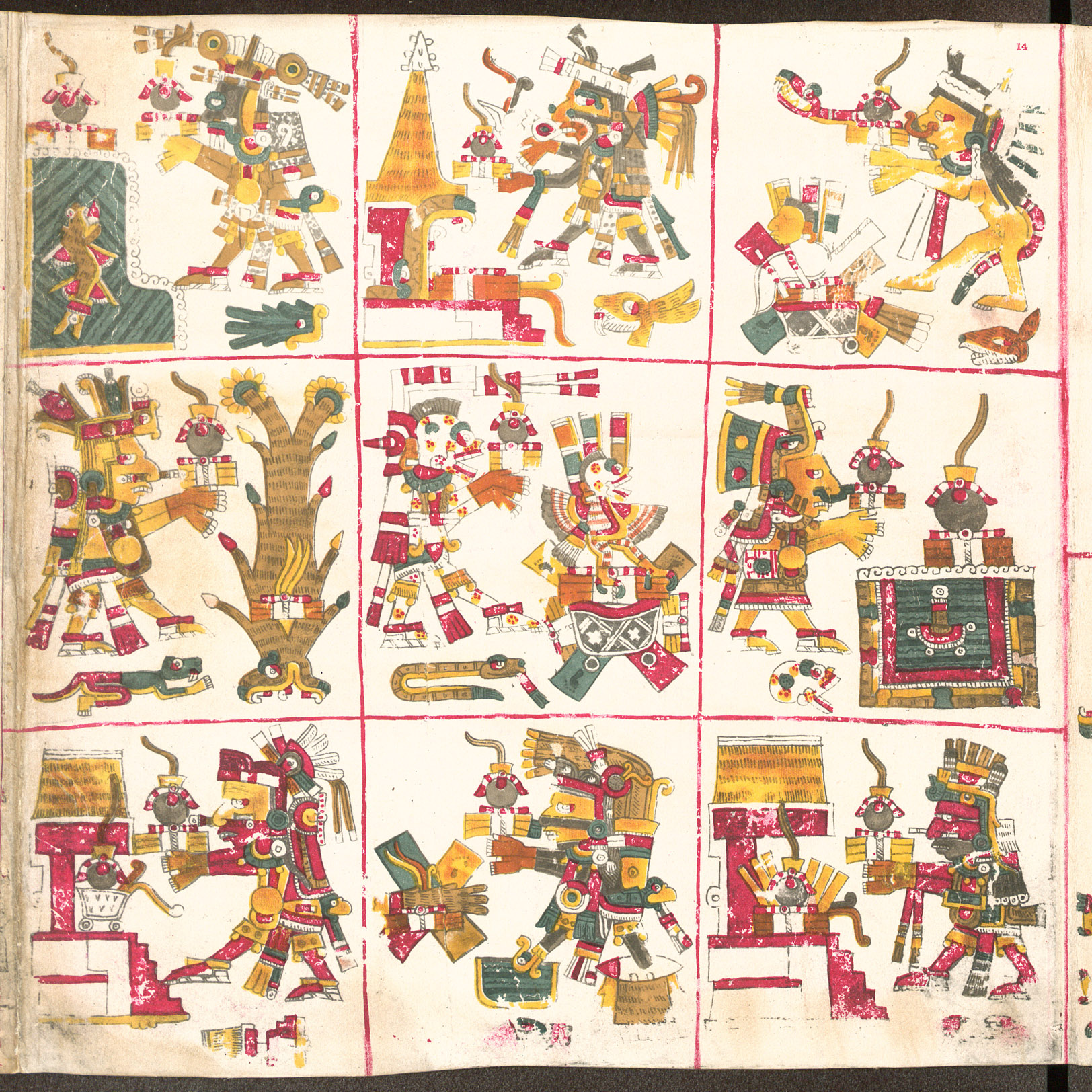
Pagina 14

### 15–17
Pagina 15 tot 17 beeld goden af die geassocieerd werden met de geboorte van een kind. Elk van de 20 secties bevat 4 dagen tekens.
De onderste sectie van pagina 17 bevat een grote afbeelding van Tezcatlipoca, met dag tekens die geassocieerd worden met verschillend lichaamsdelen van zijn lichaam.

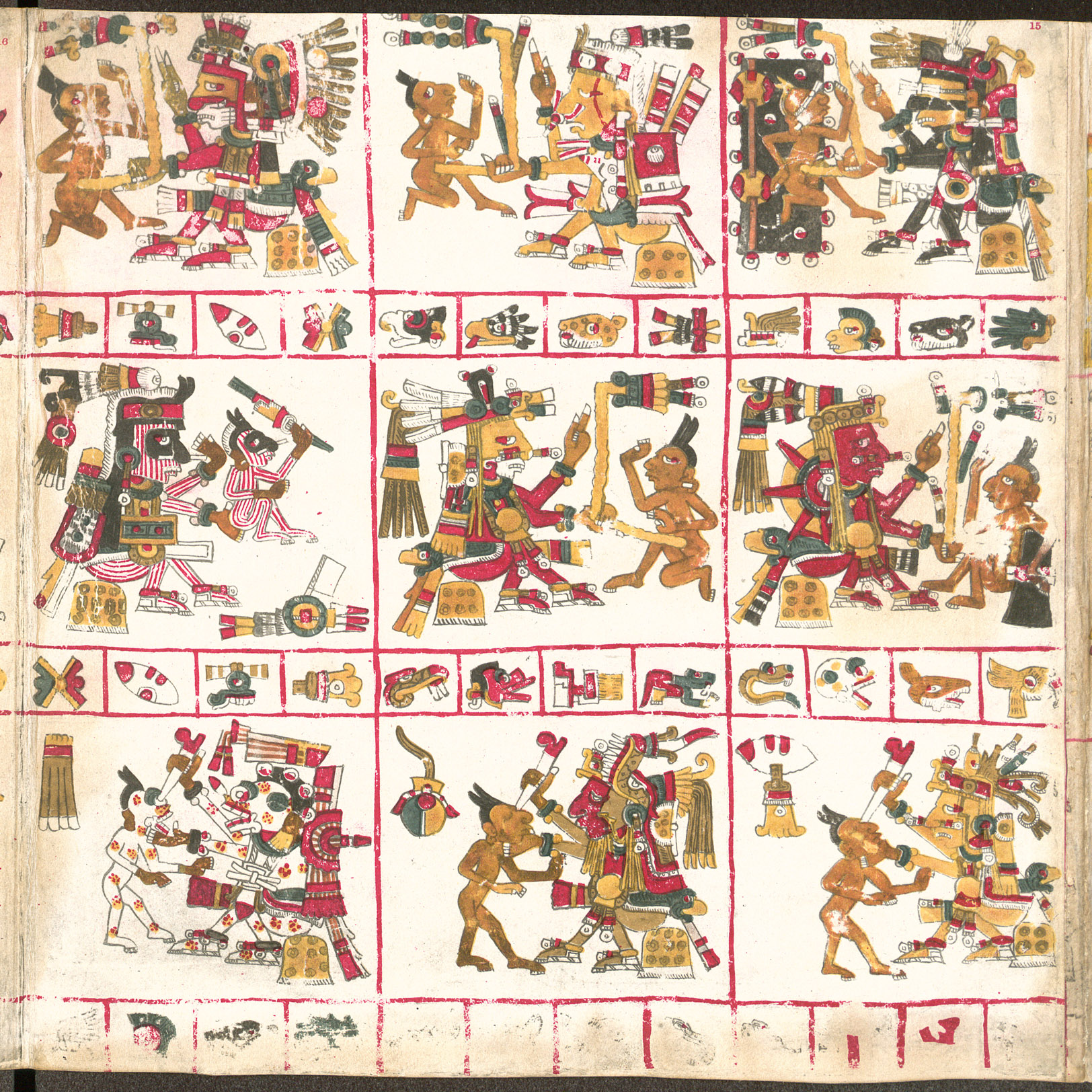
Pagina 15
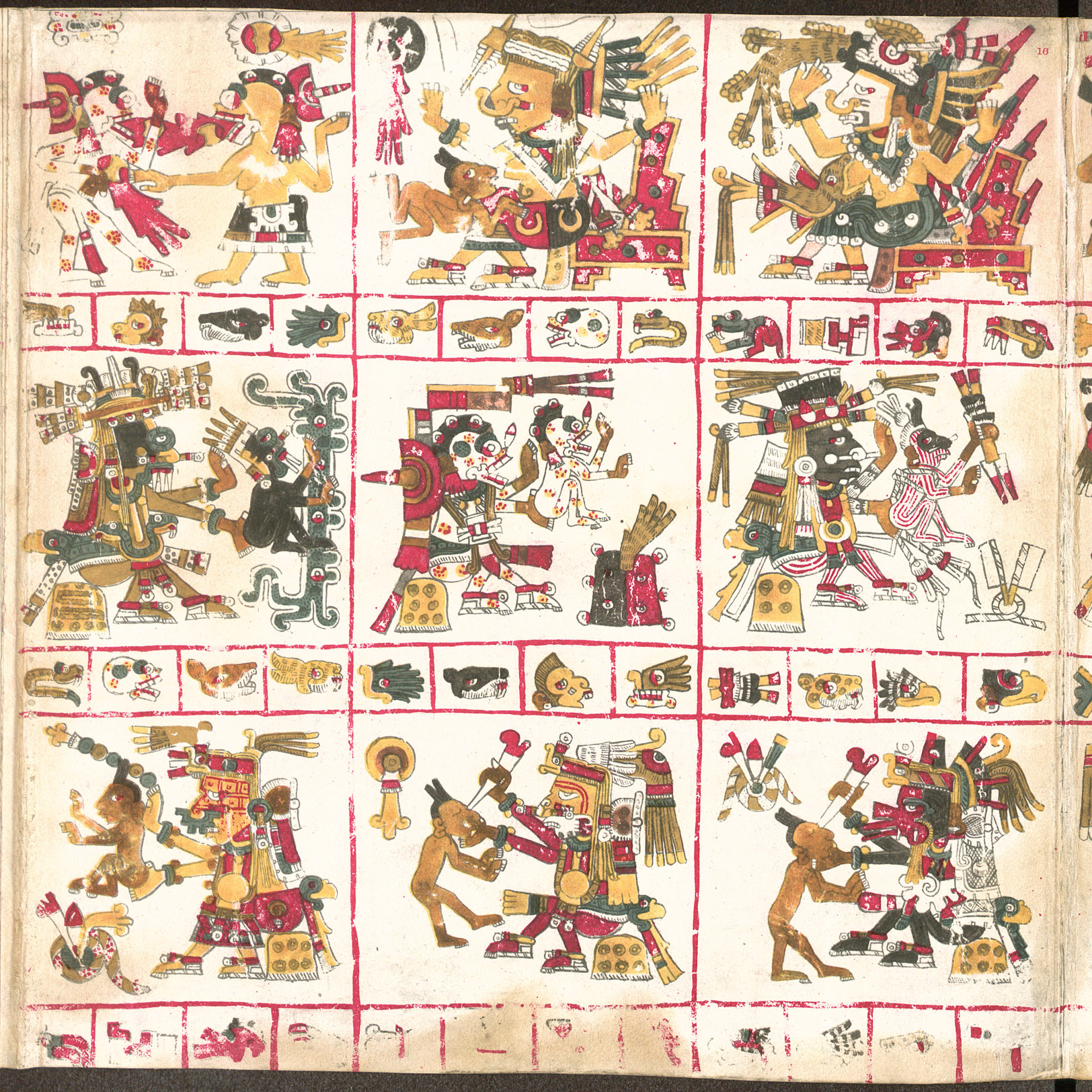
Pagina 16
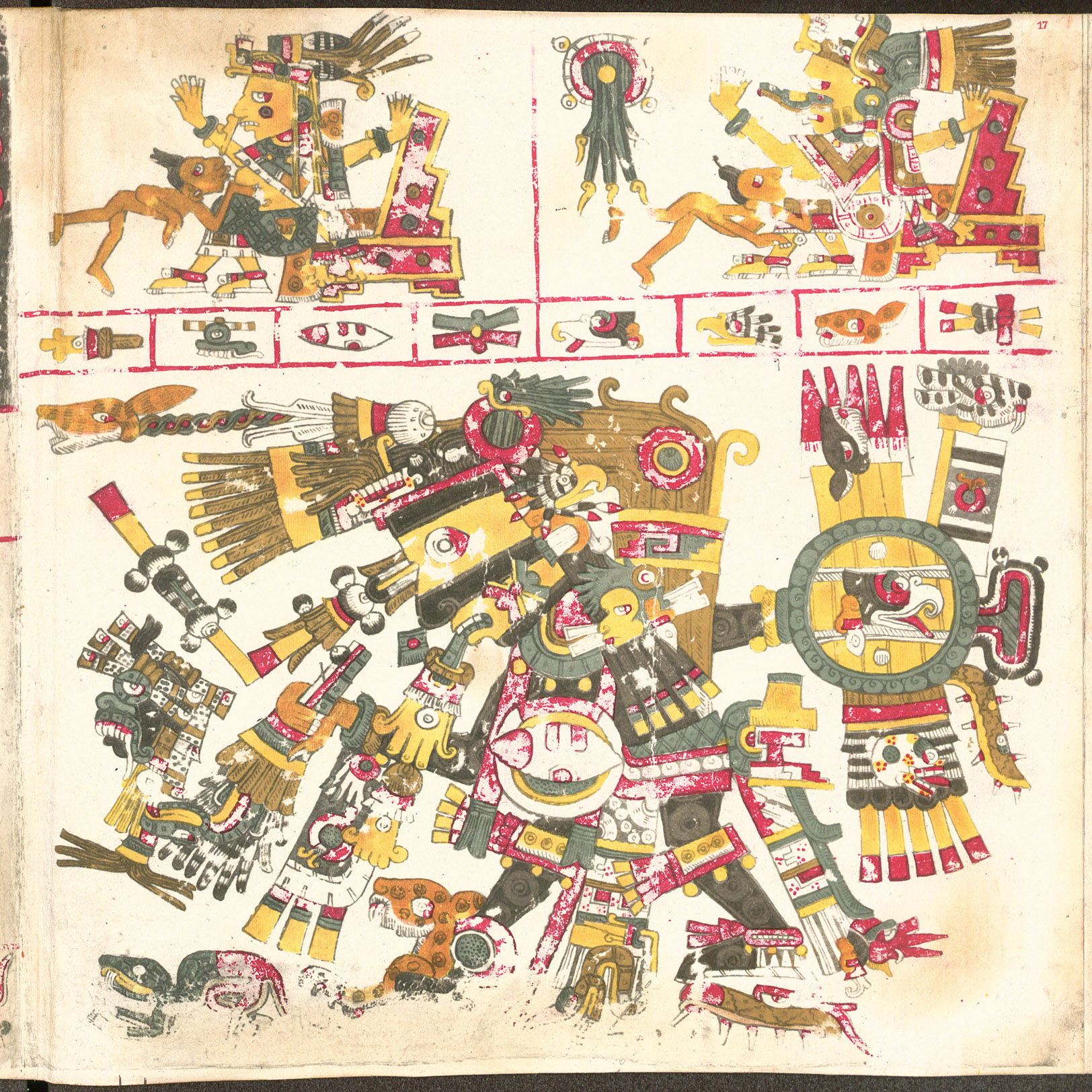
Pagina 17

### 18–21

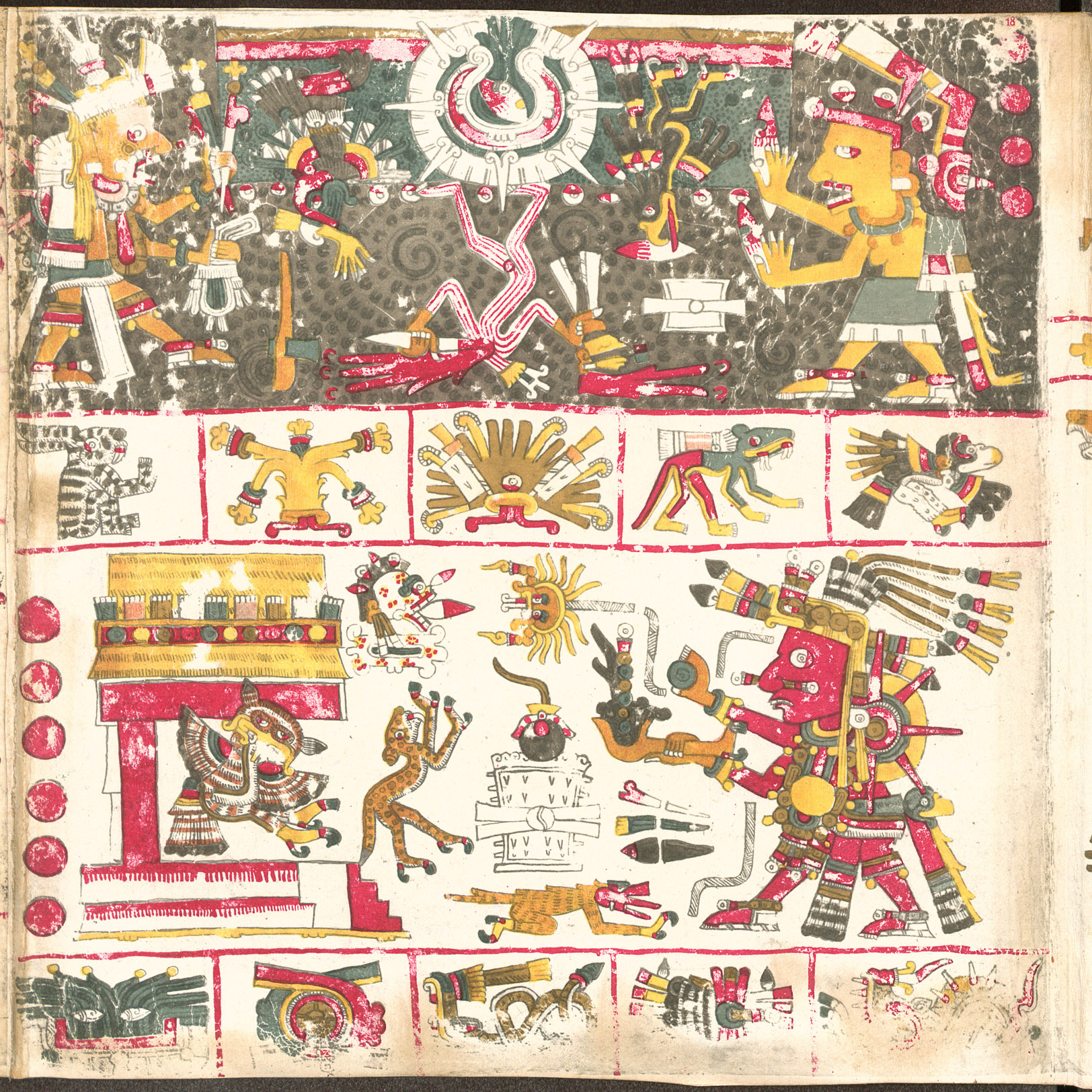
Pagina 18
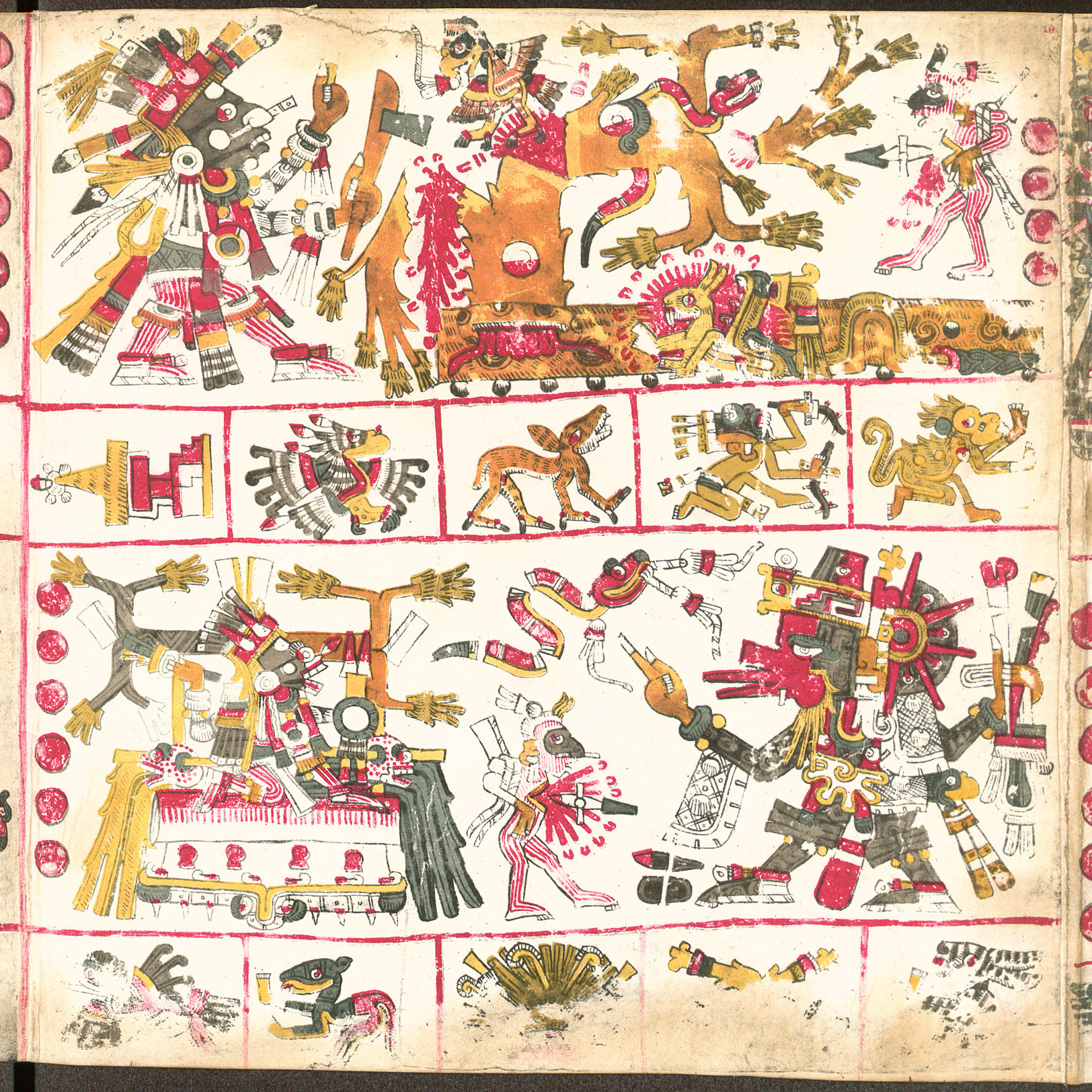
Pagina 19
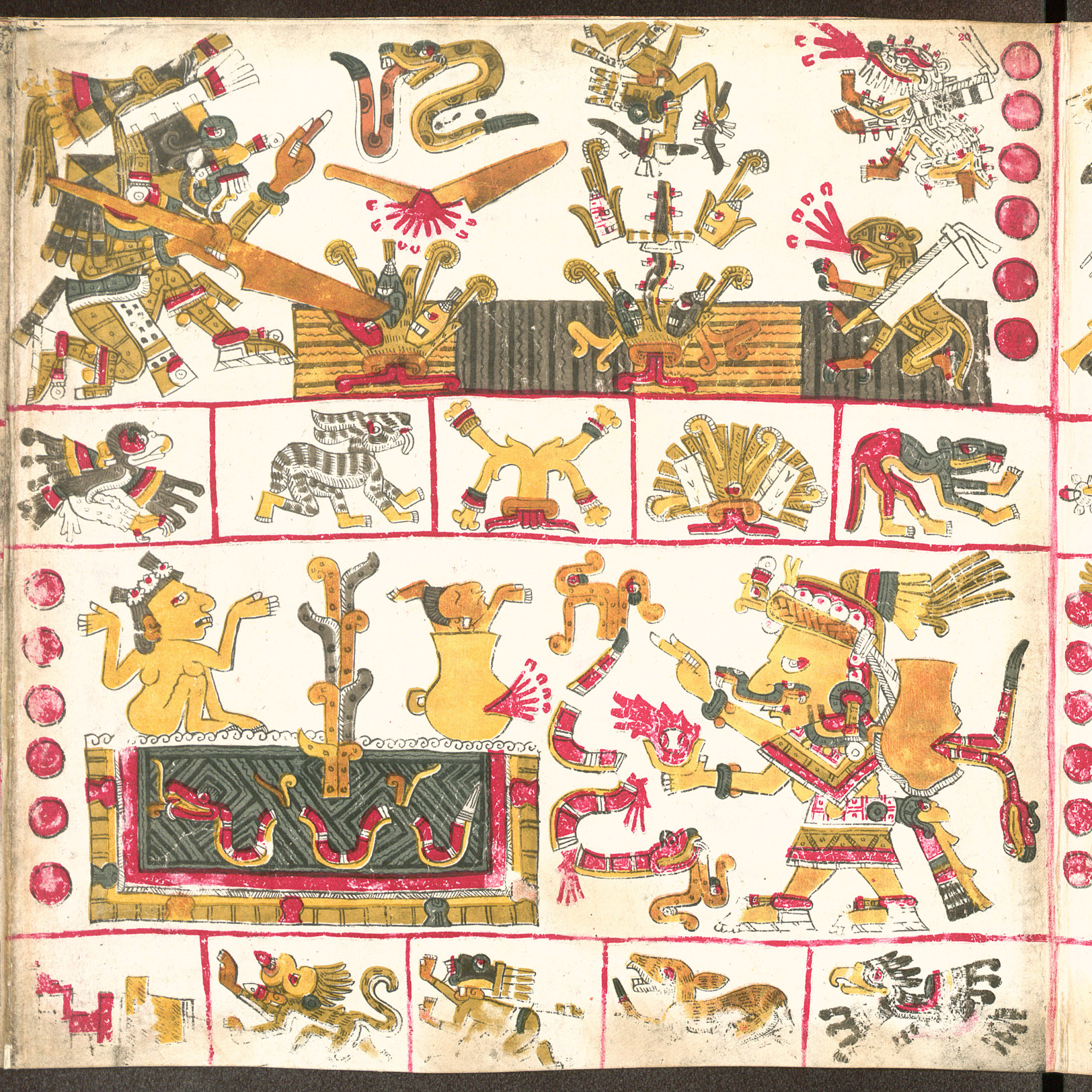
Pagina 20
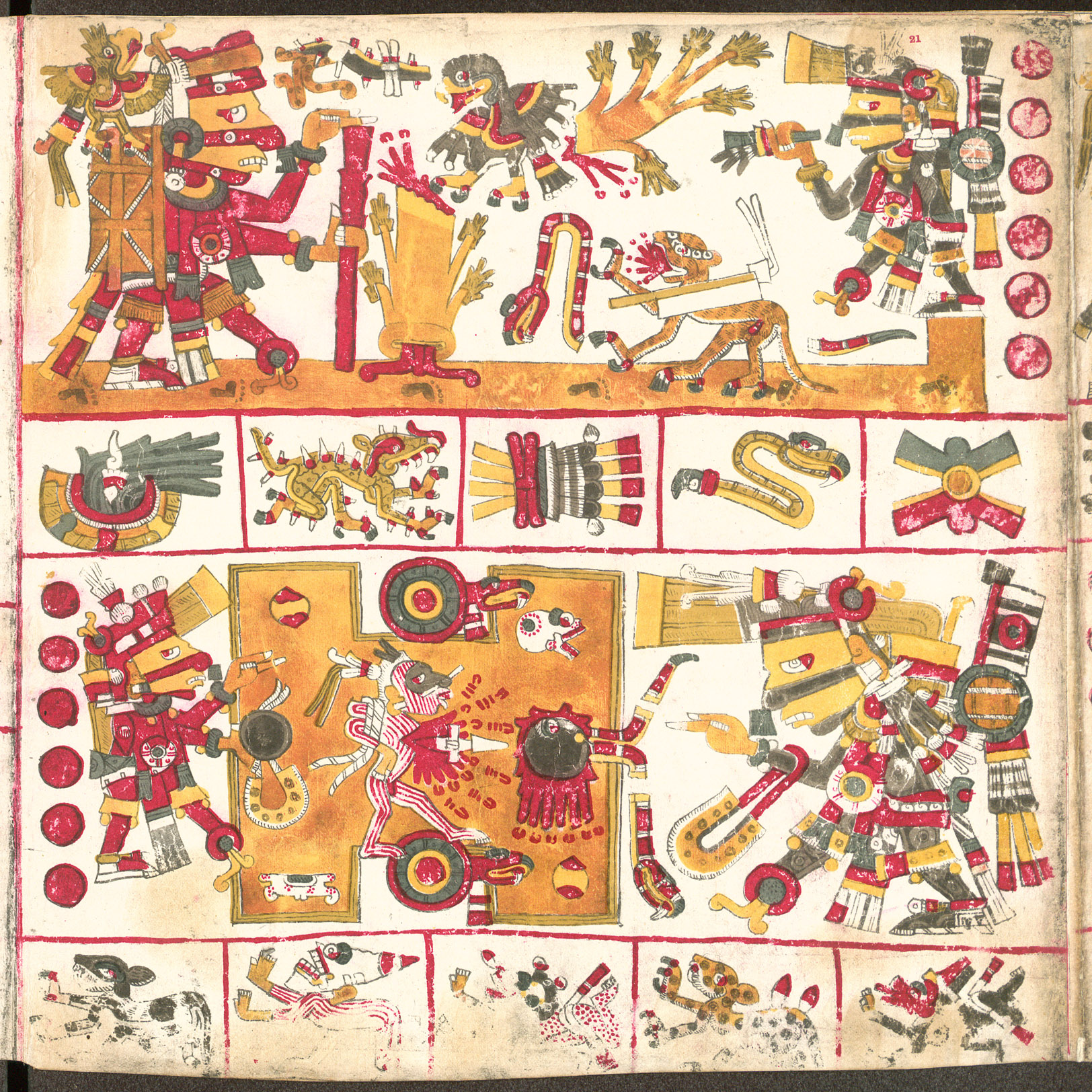
Pagina 21

### 22–28

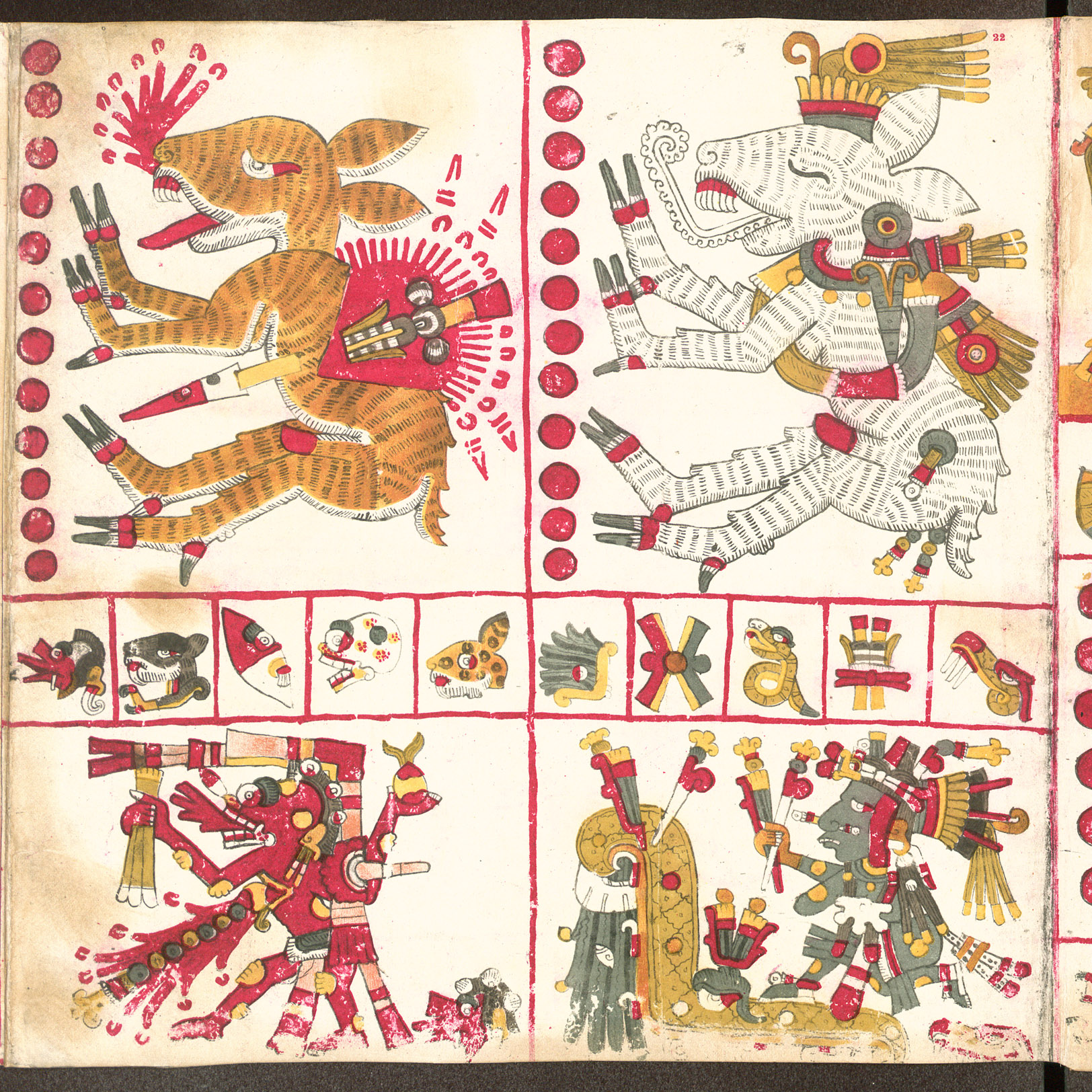
Pagina 22
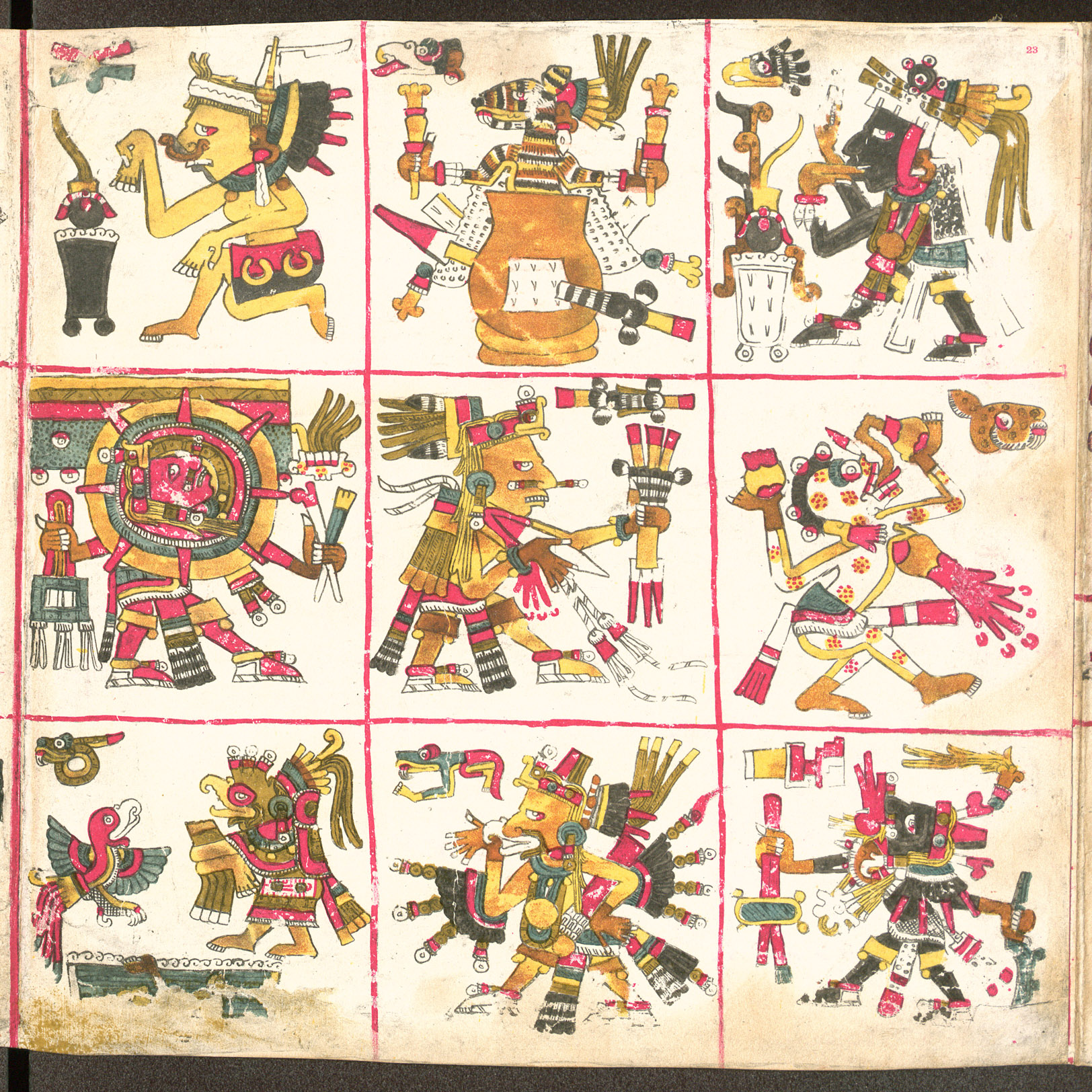
Pagina 23
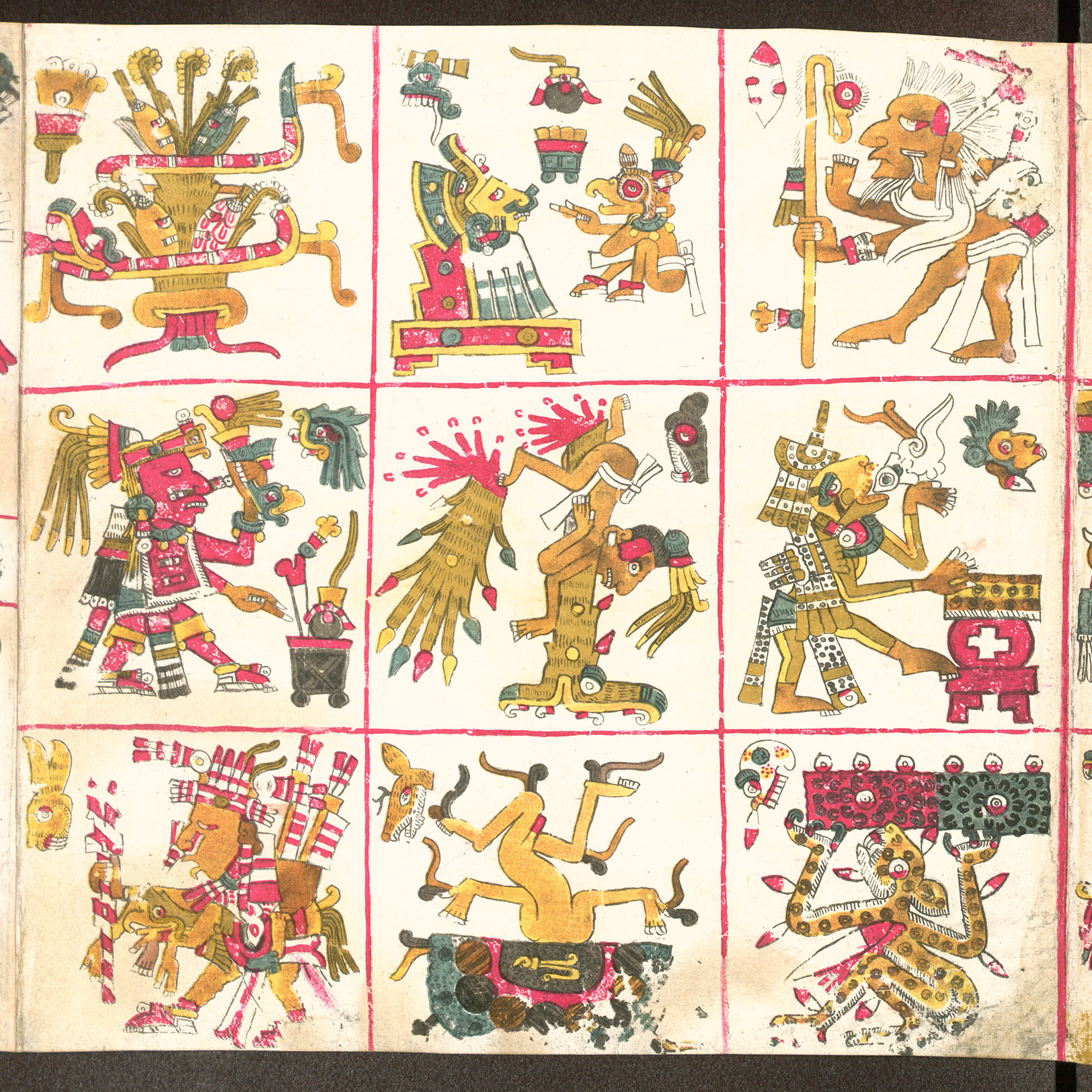
Pagina 24
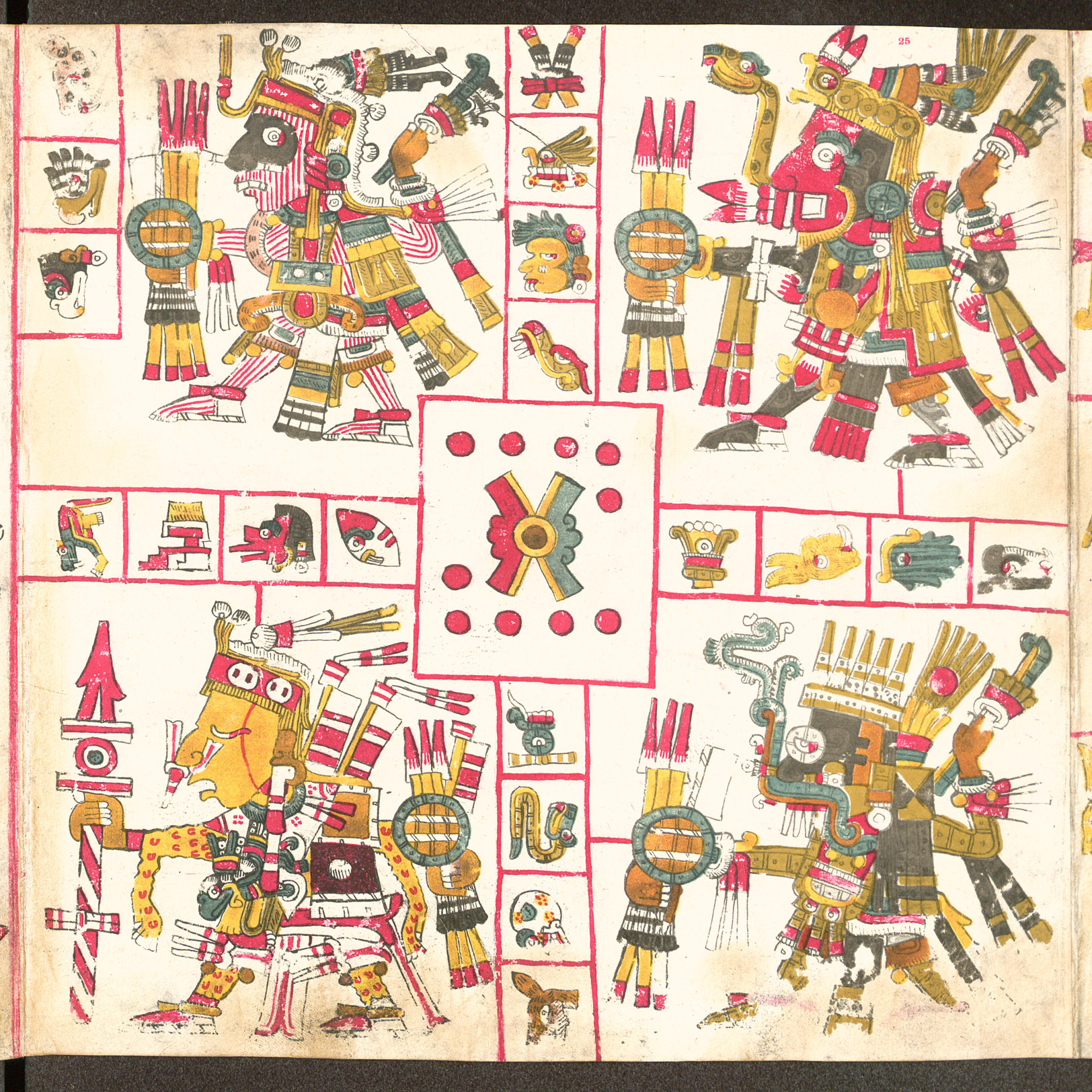
Pagina 25
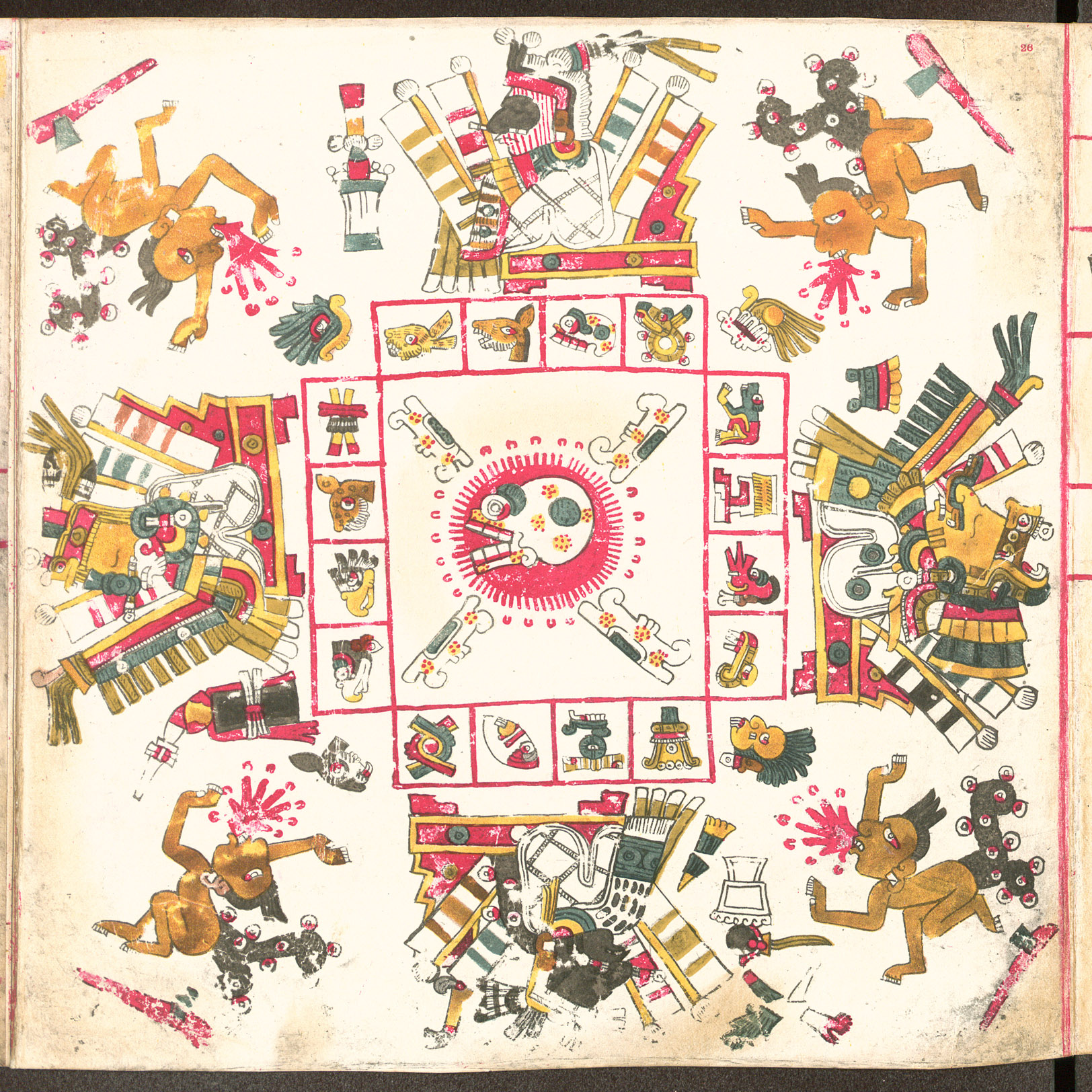
Pagina 26
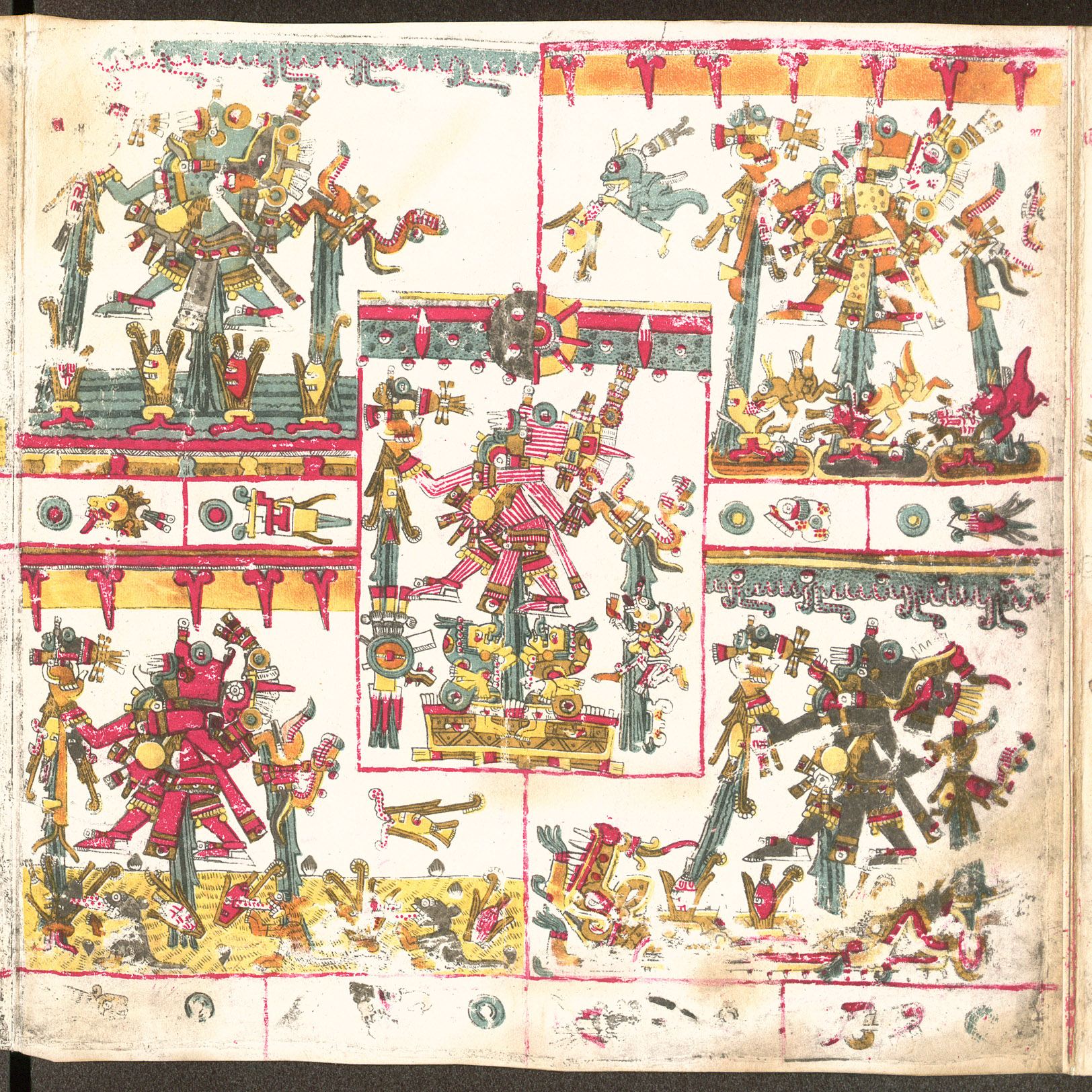
Pagina 27
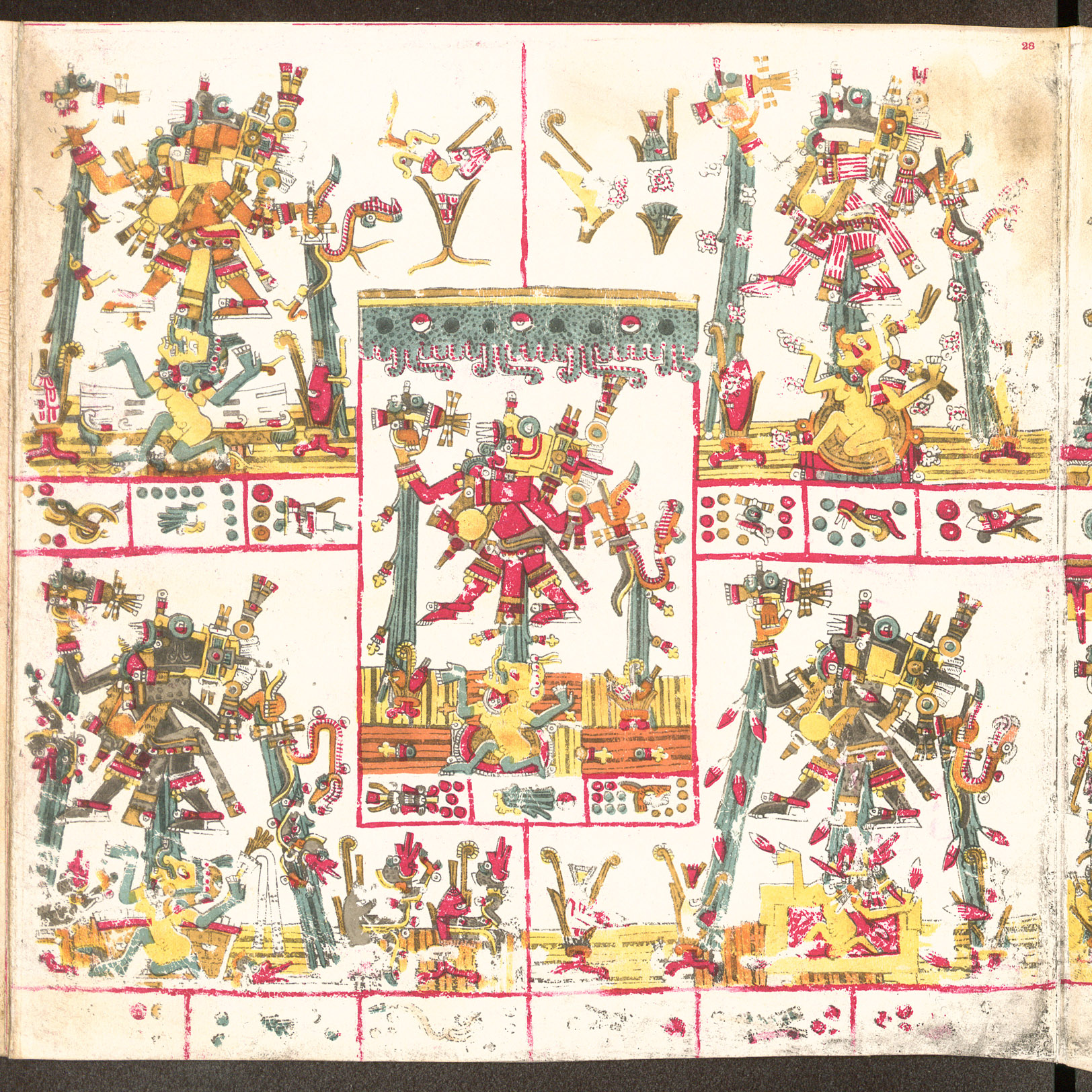
Pagina 28

### 29–46
Pagina 29 tot 46 bevat de langste sectie van de codex en is het meest raadselachtig. Het gaat hier waarschijnlijk om een reis, maar de complexe iconografie en het niet voorhanden zijn van enig vergelijkbaar document zorgde voor verschillende interpretaties, uiteenlopend van een verslag van historische gebeurtenissen tot een passage van Quetzalcoatl – als een personificatie van Venus – door de onderwereld, tot een “kosmisch verhaal van de schepping”. De reeks eindigt met een “nieuw vuur”-ceremonie, die het einde van een 52-jaarcyclus aangeeft, en de start van een nieuwe cyclus.

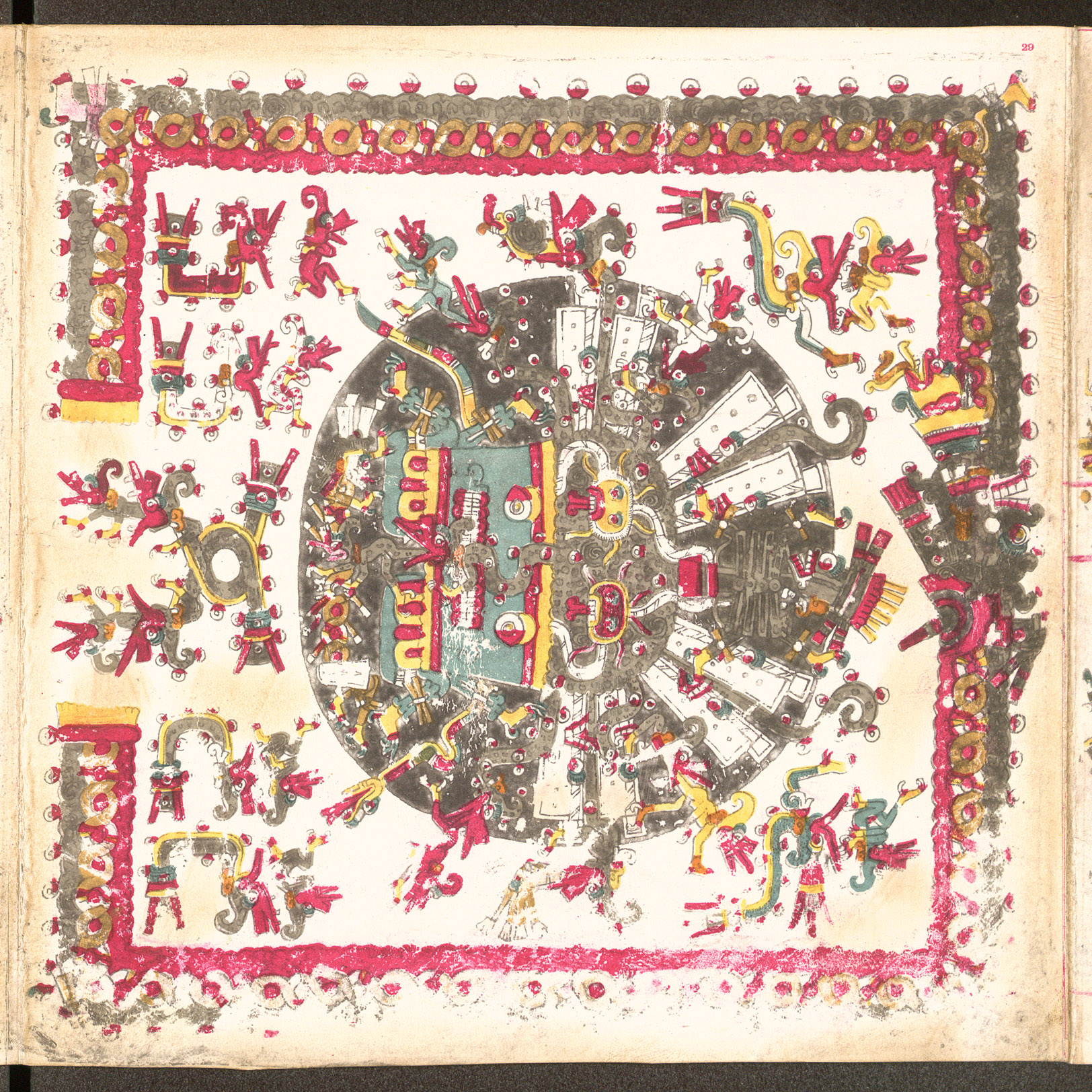
Pagina 29
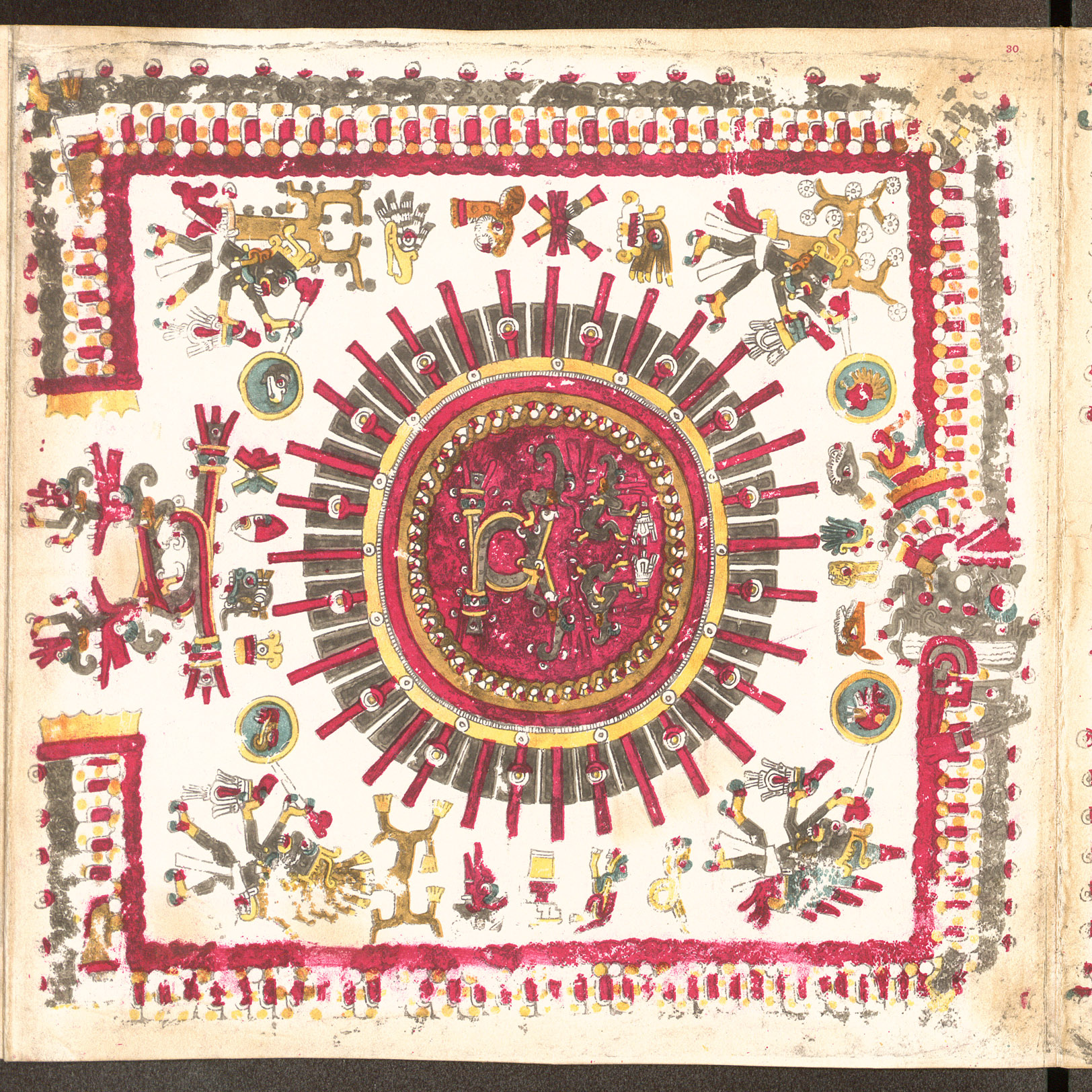
Pagina 30
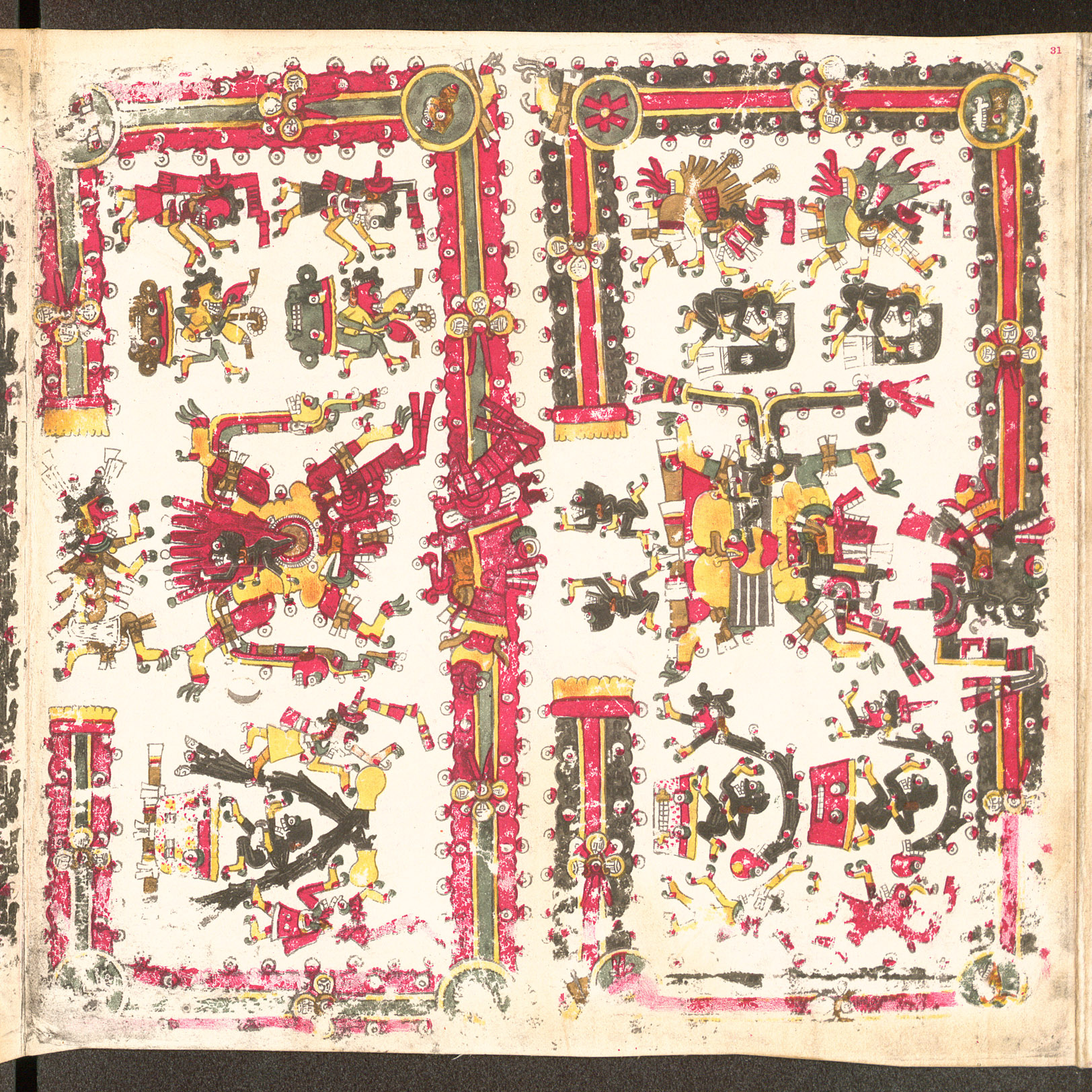
Pagina 31
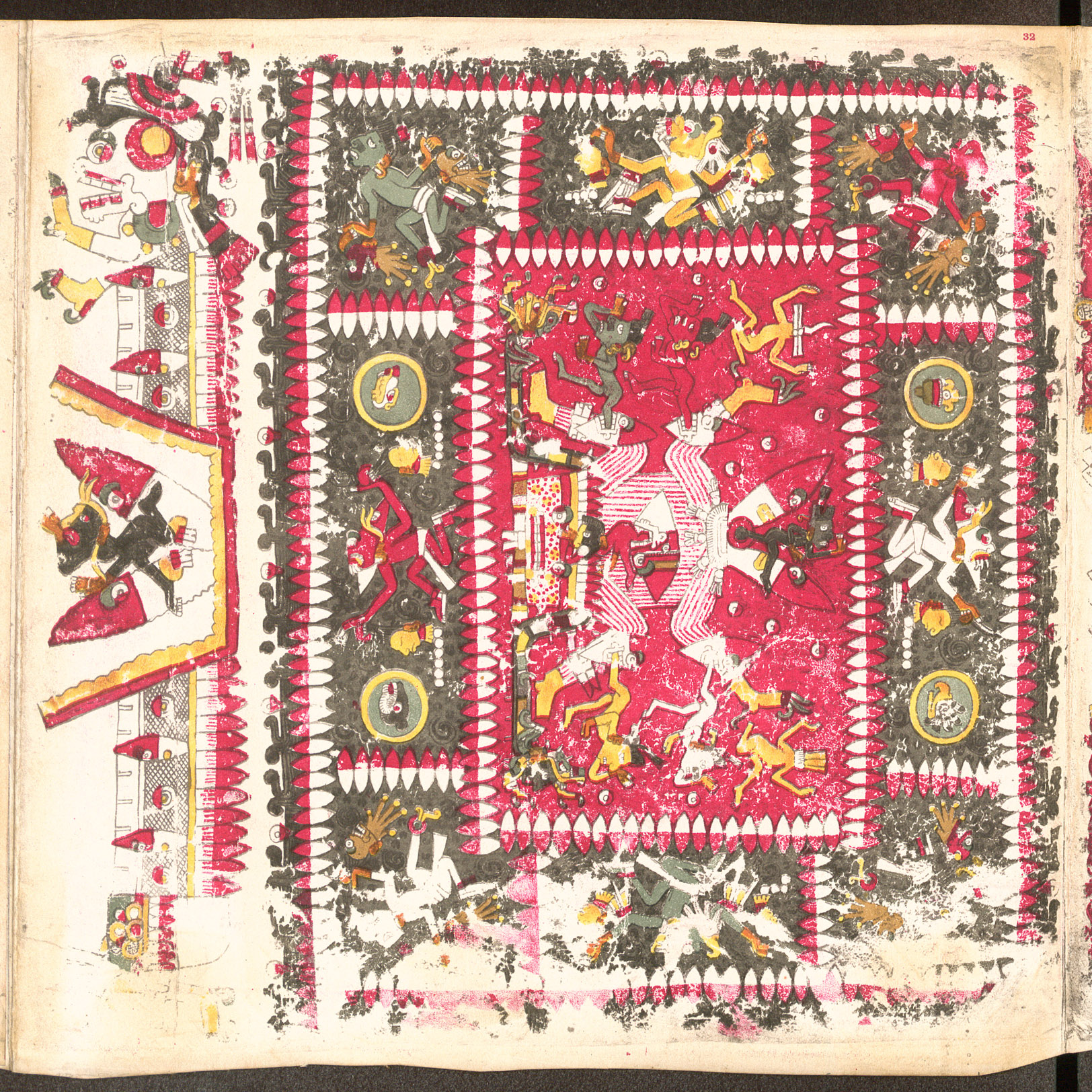
Pagina 32
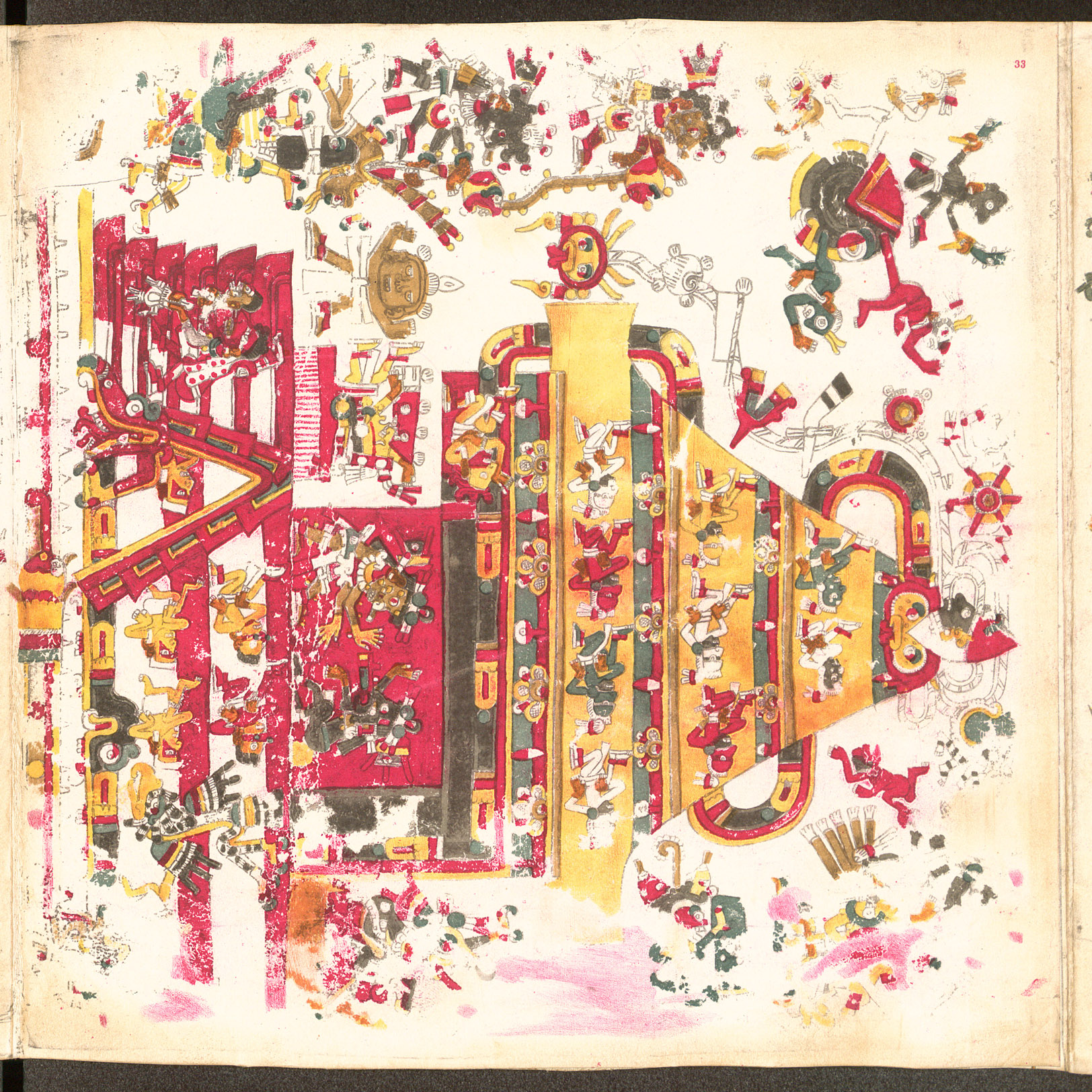
Pagina 33
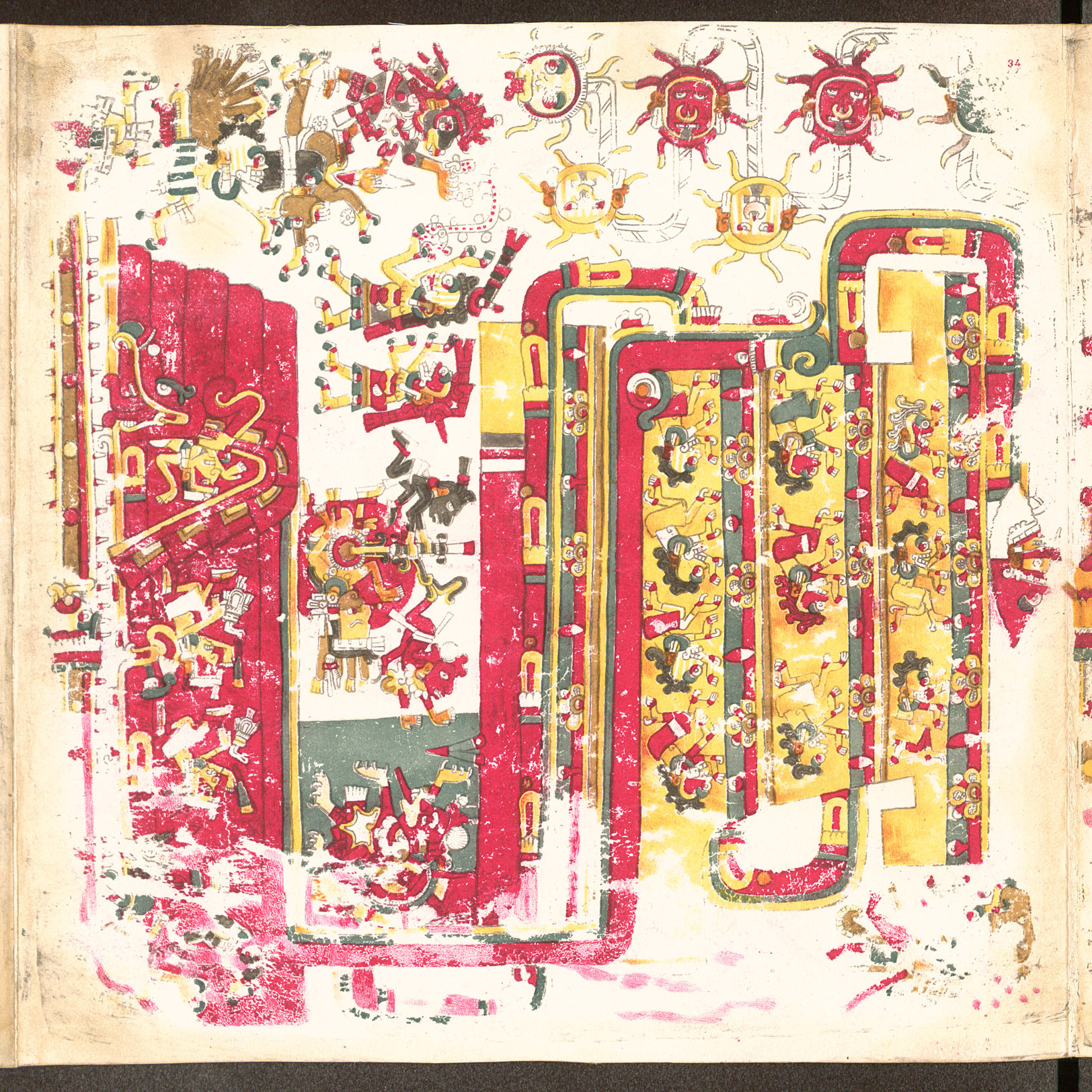
Pagina 34
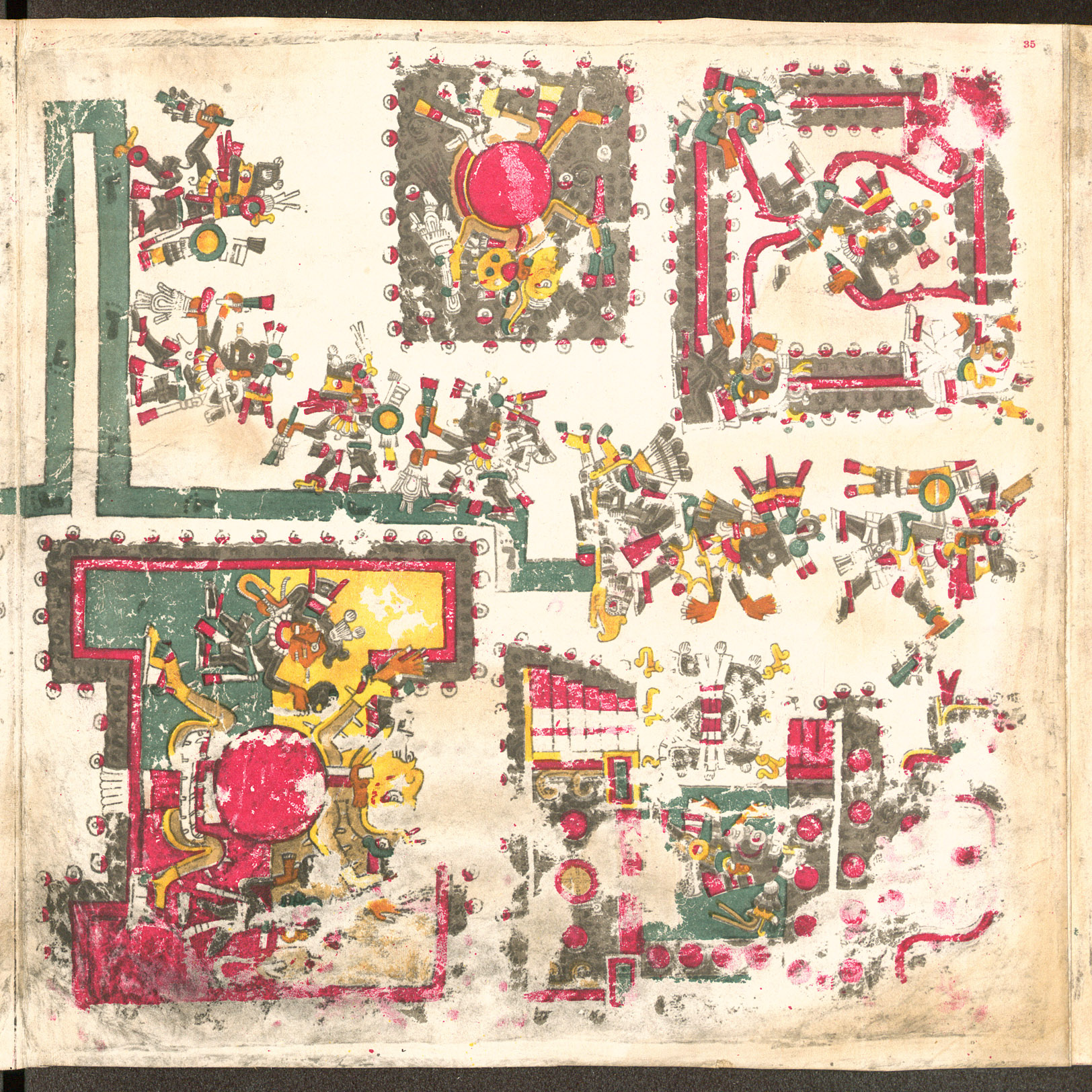
Pagina 35
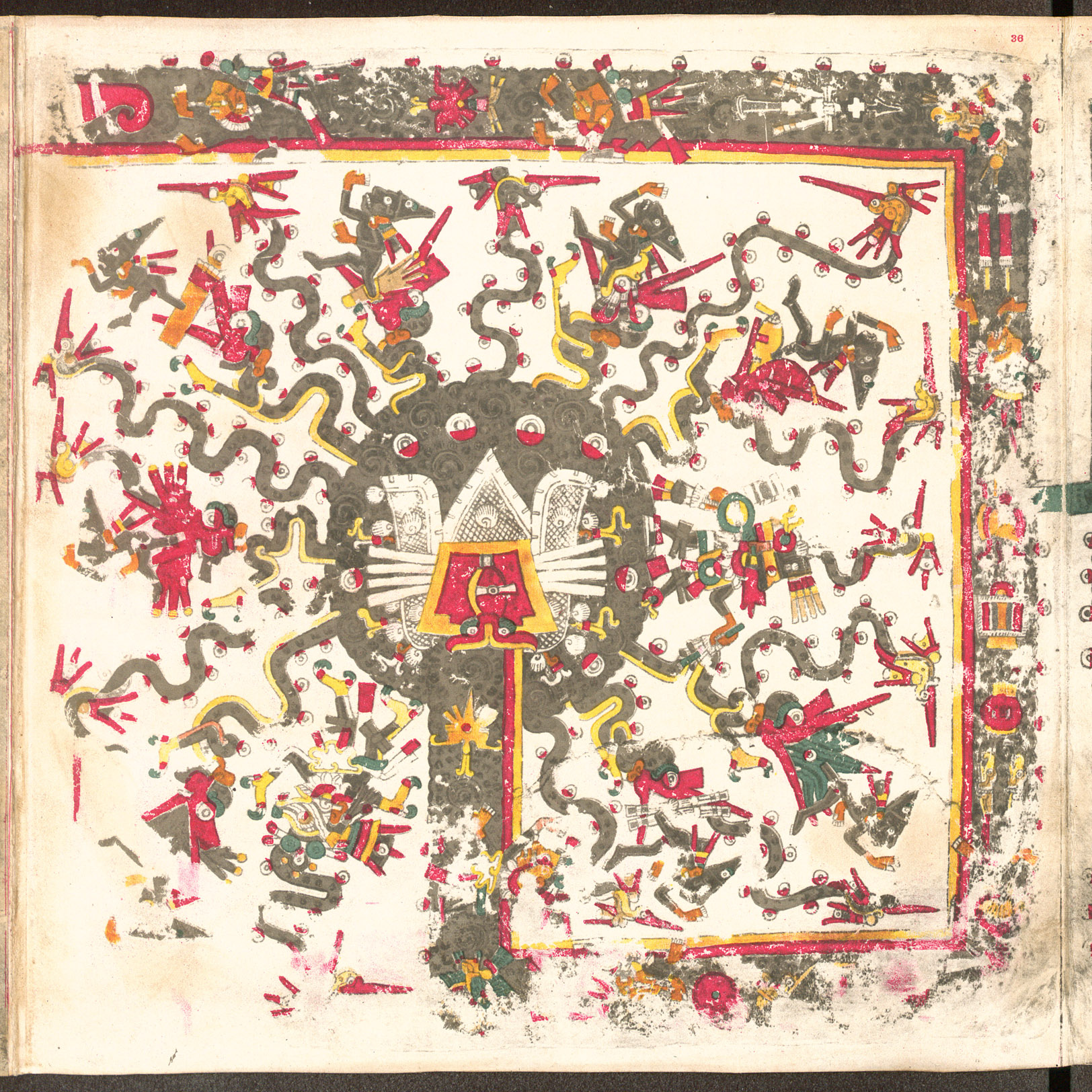
Pagina 36
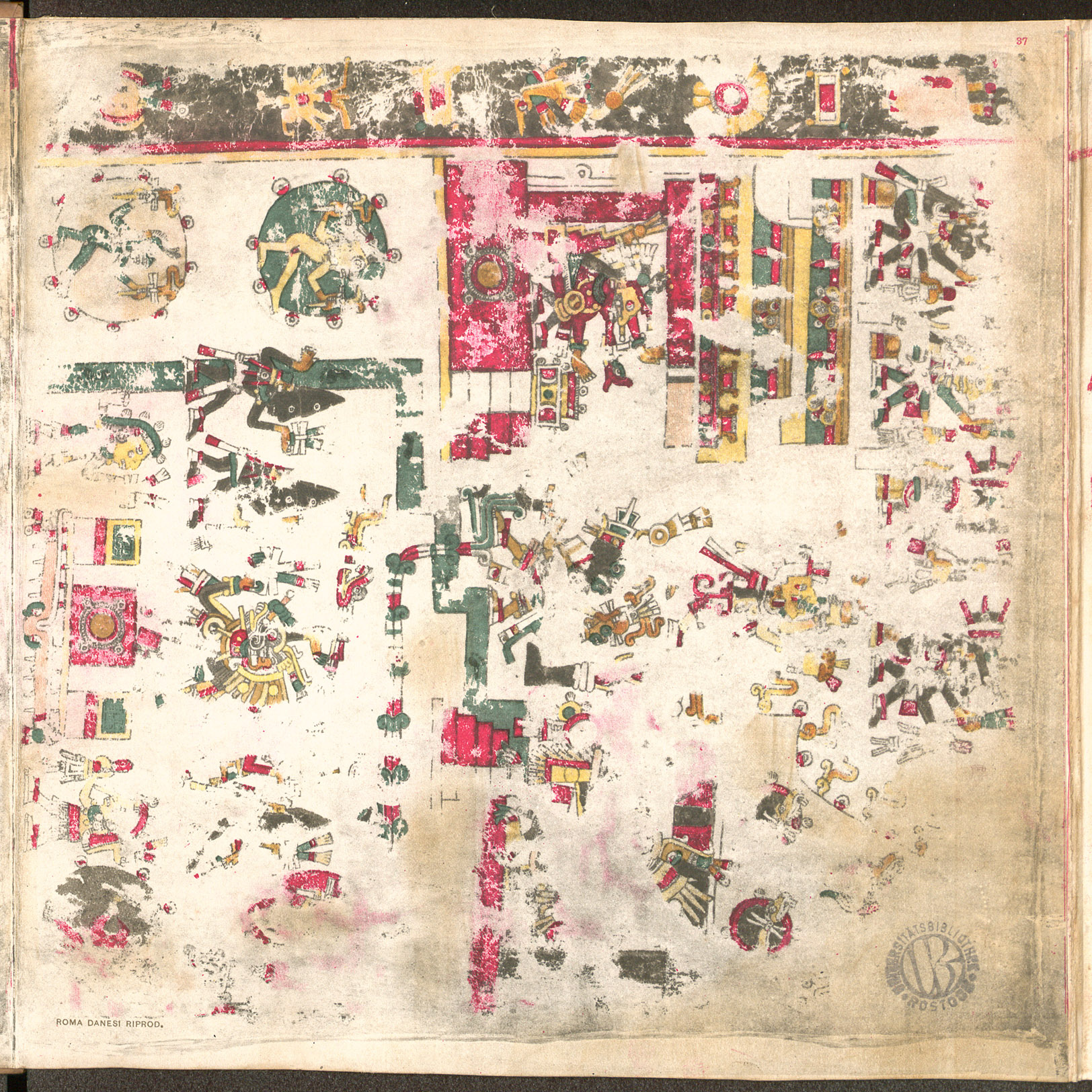
Pagina 37
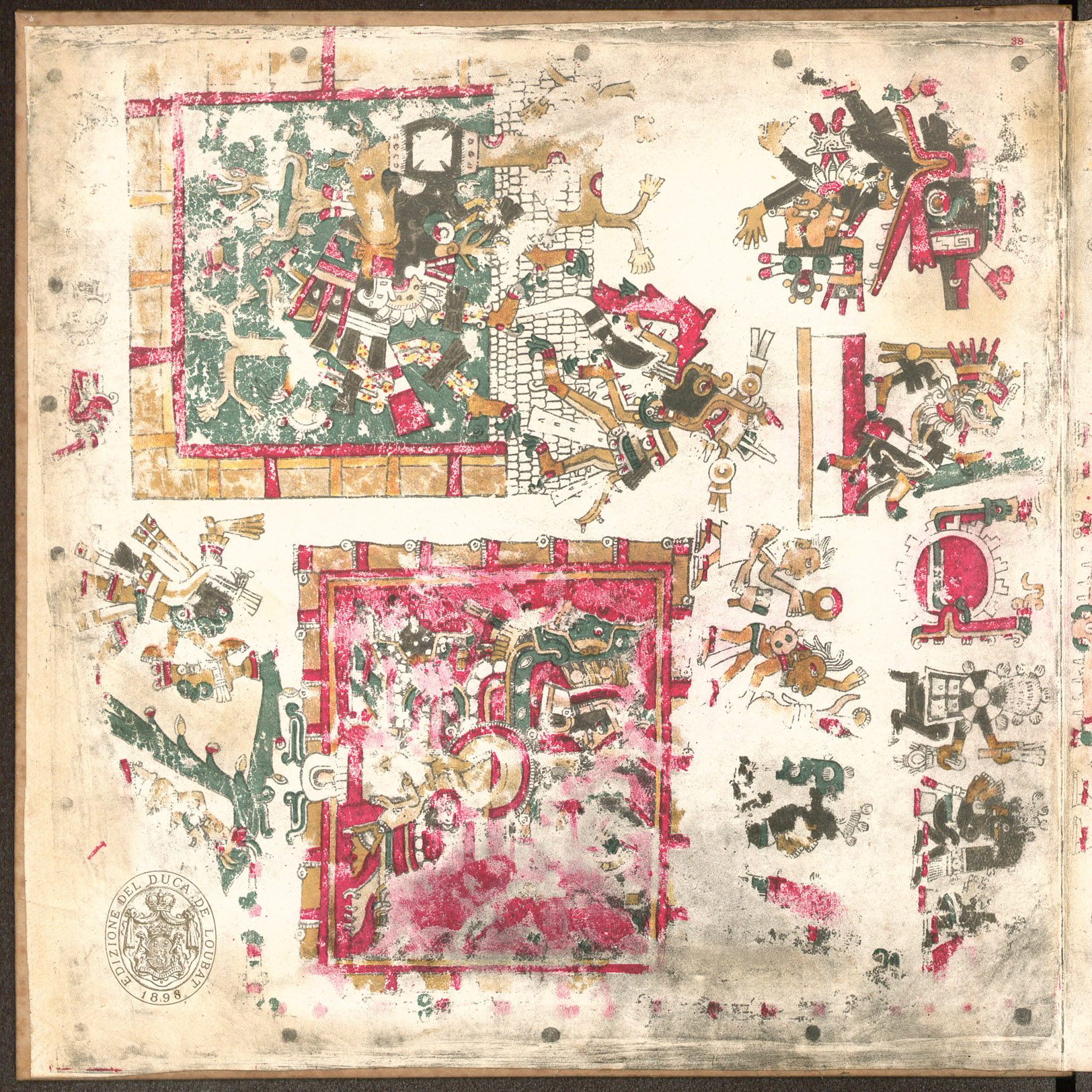
Pagina 38
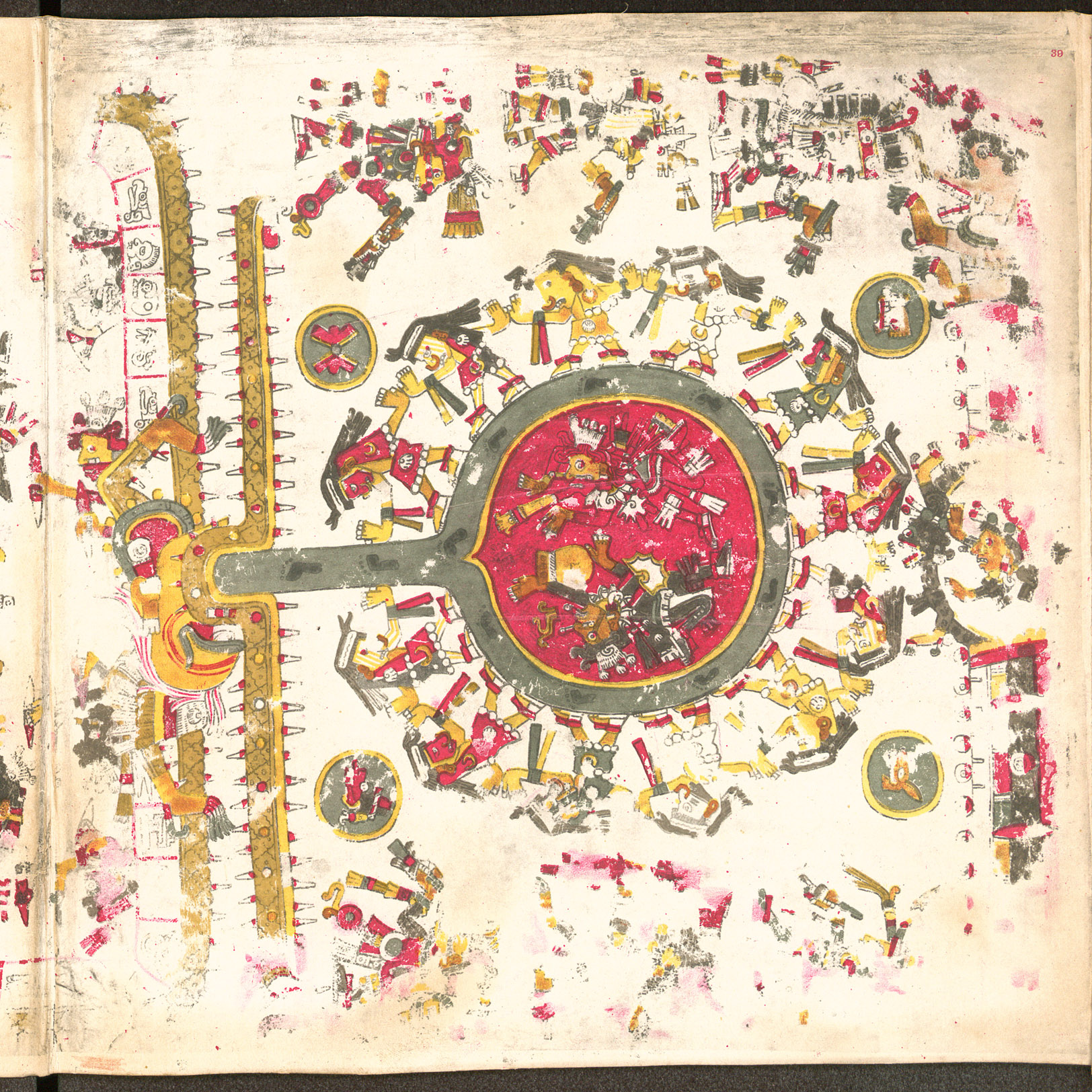
Pagina 39
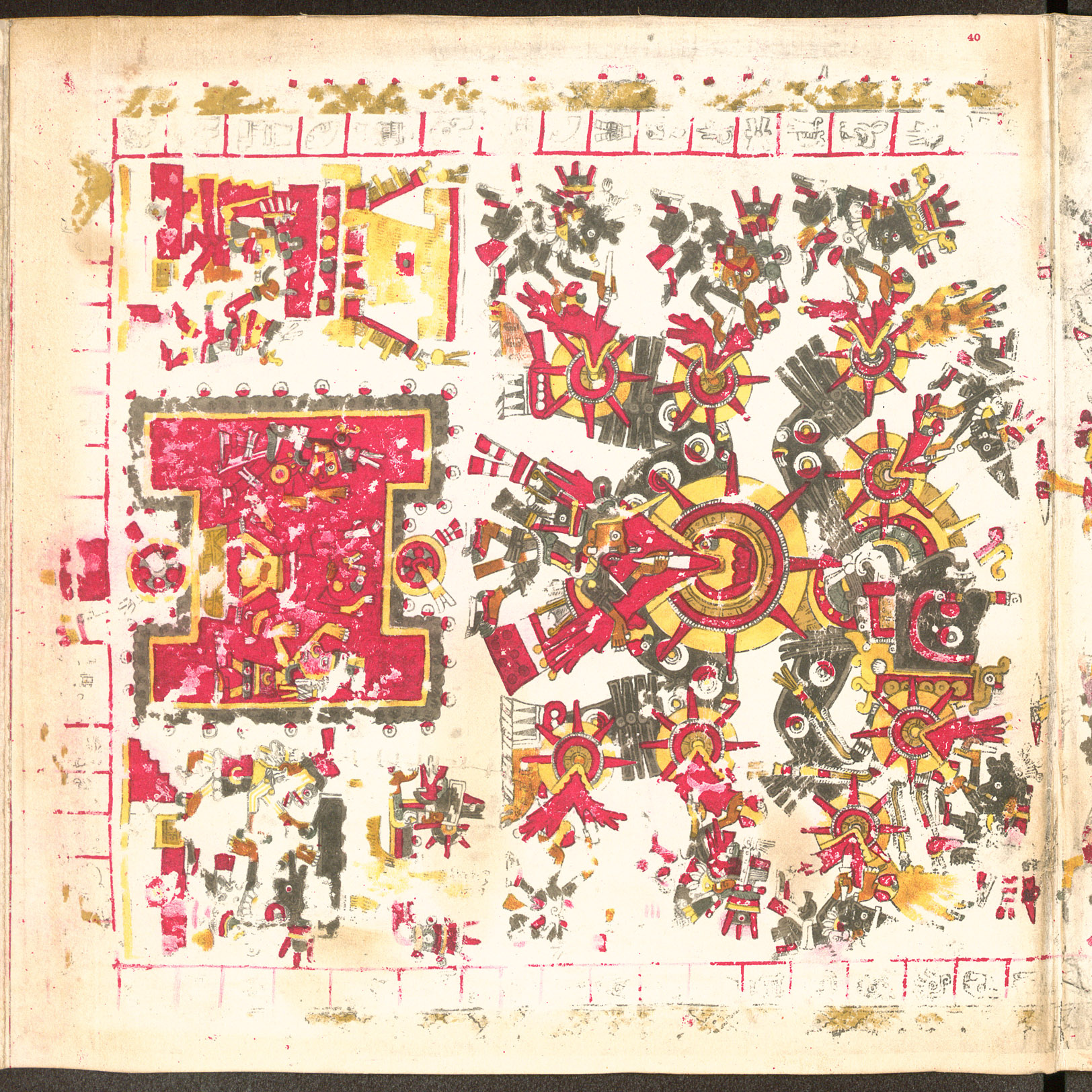
Pagina 40
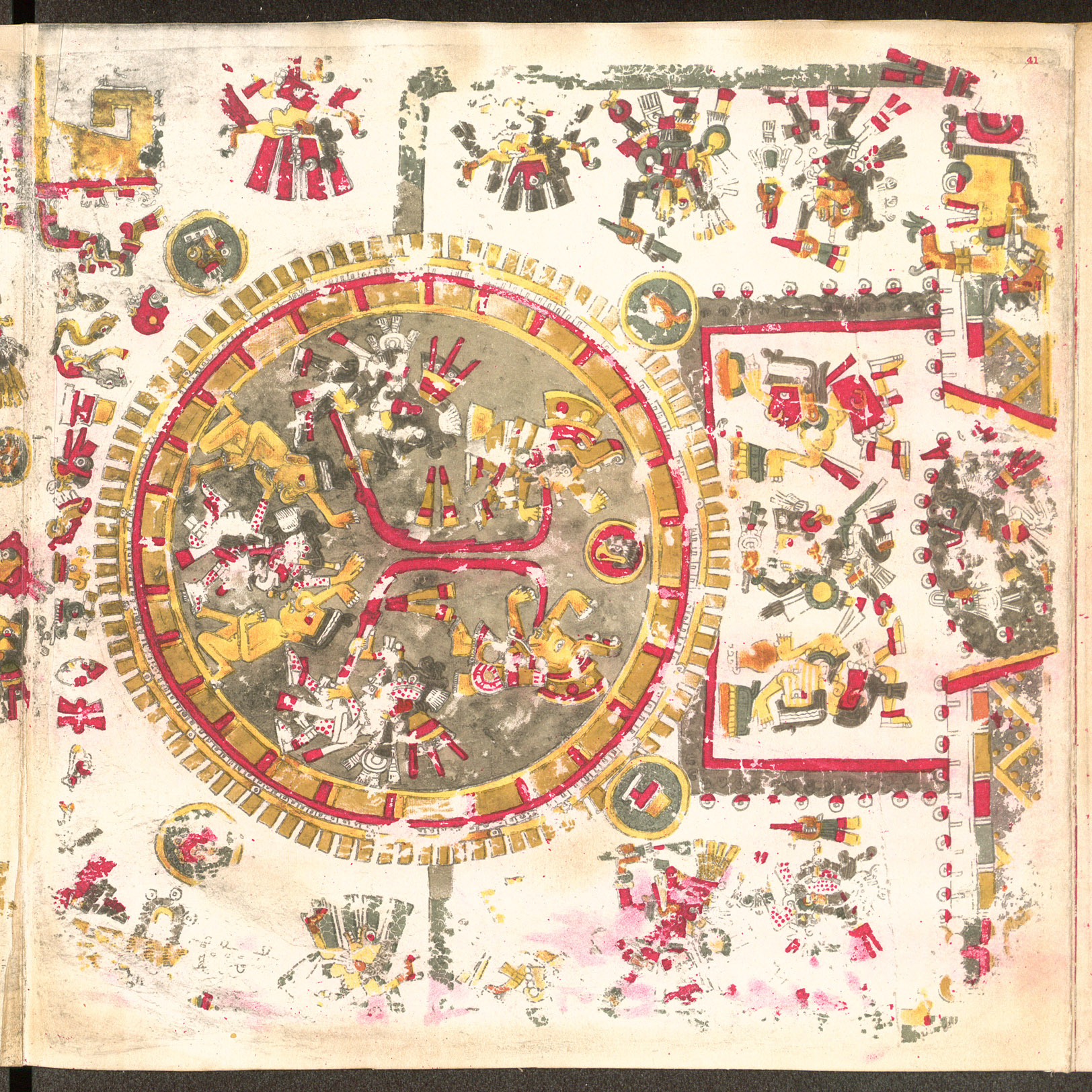
Pagina 41
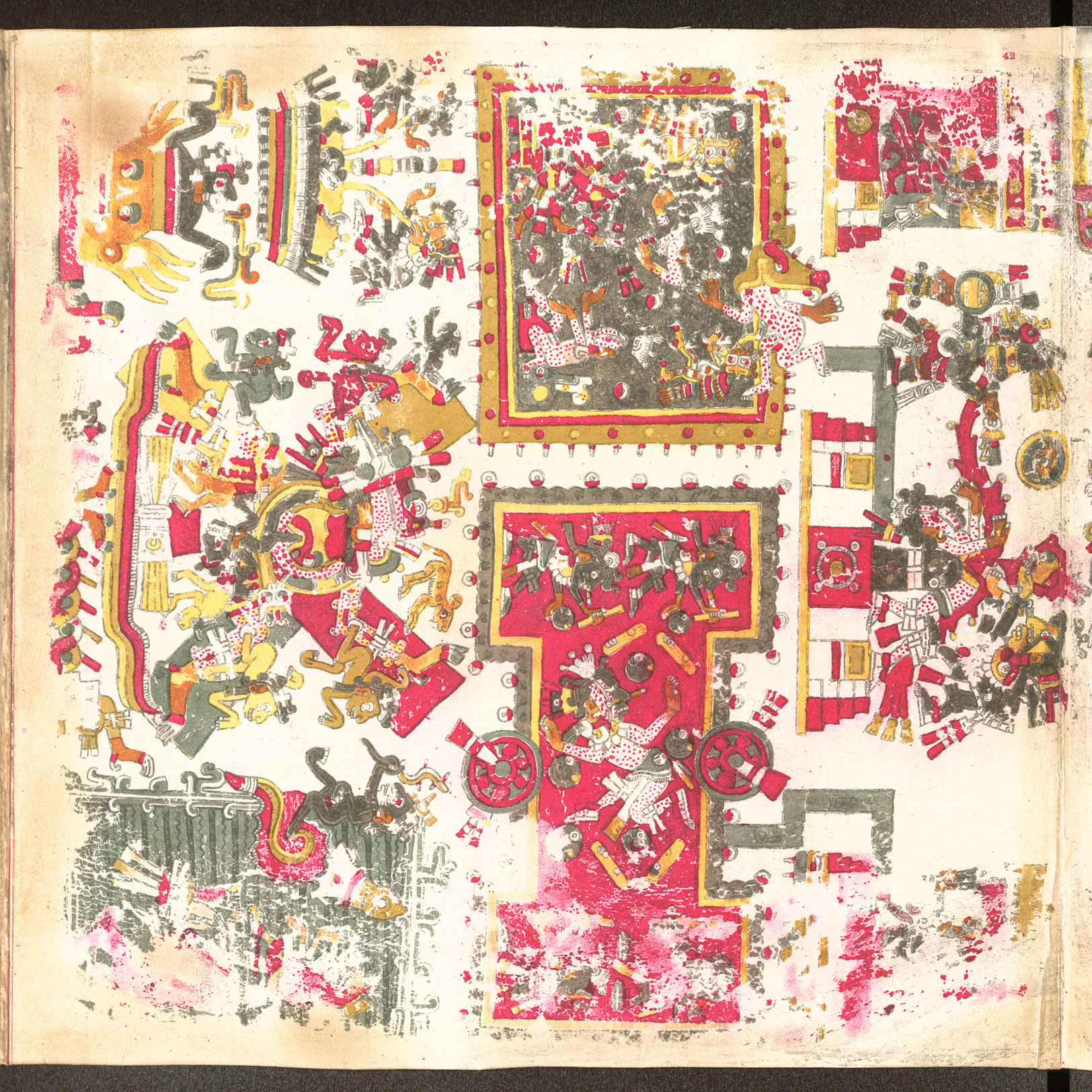
Pagina 42
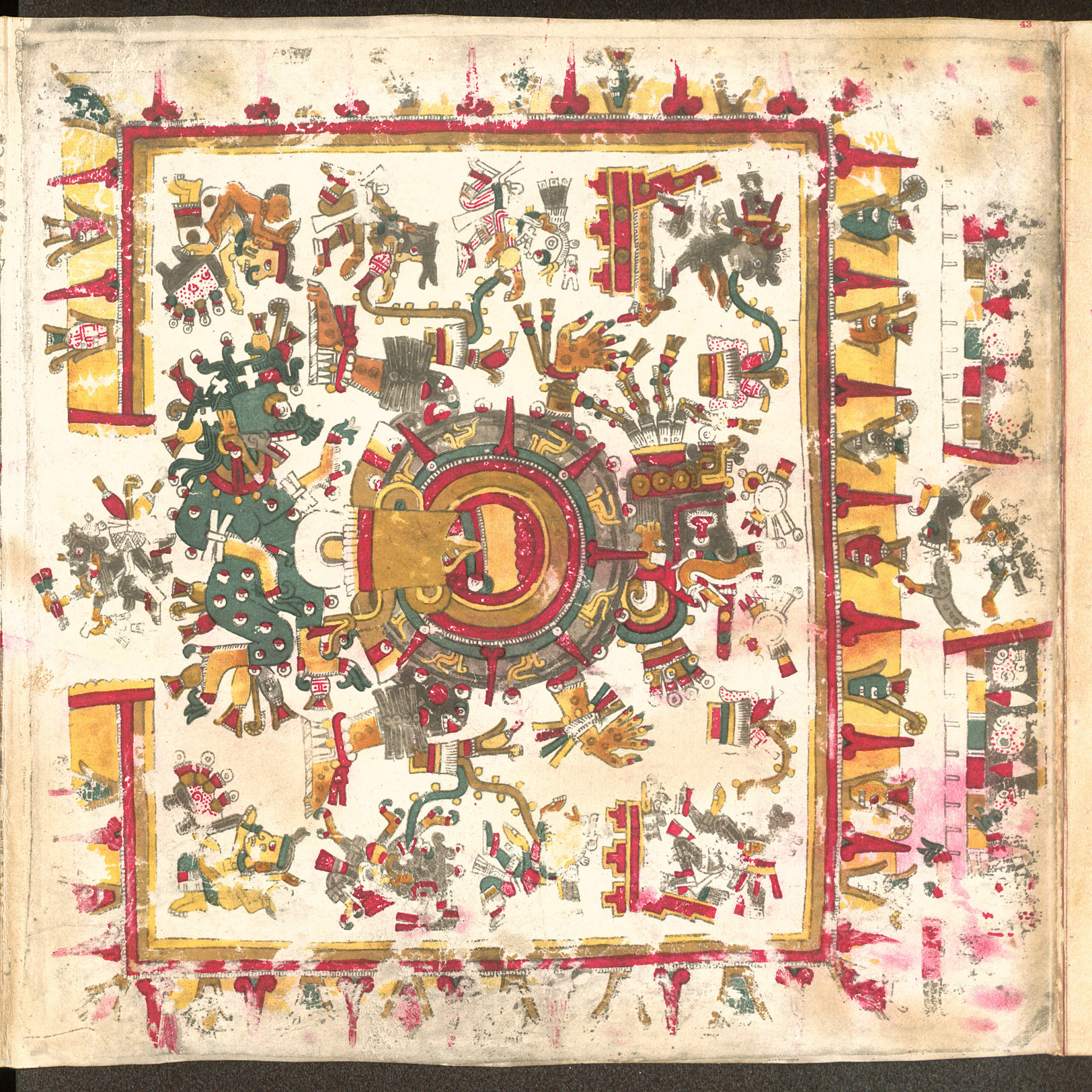
Pagina 43
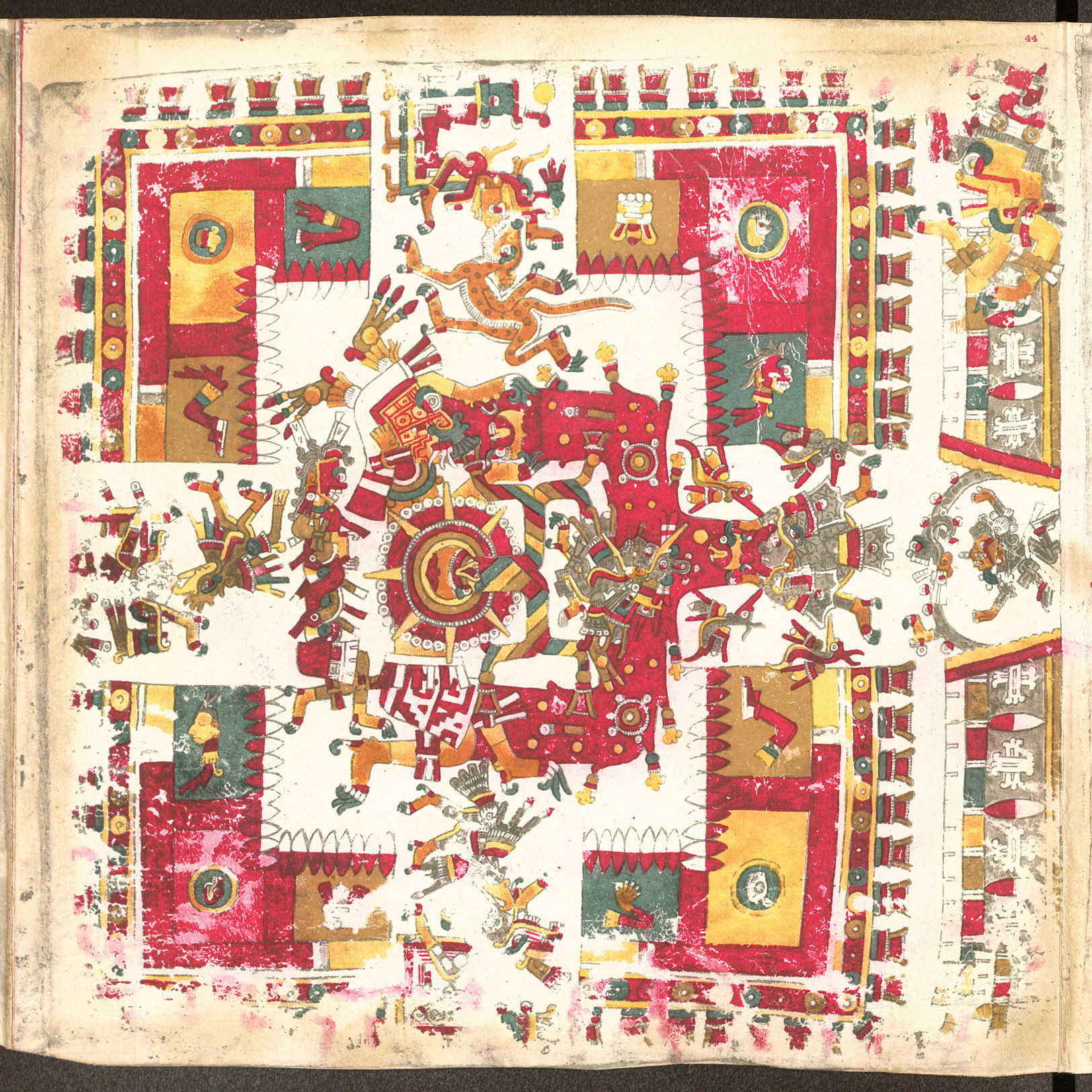
Pagina 44
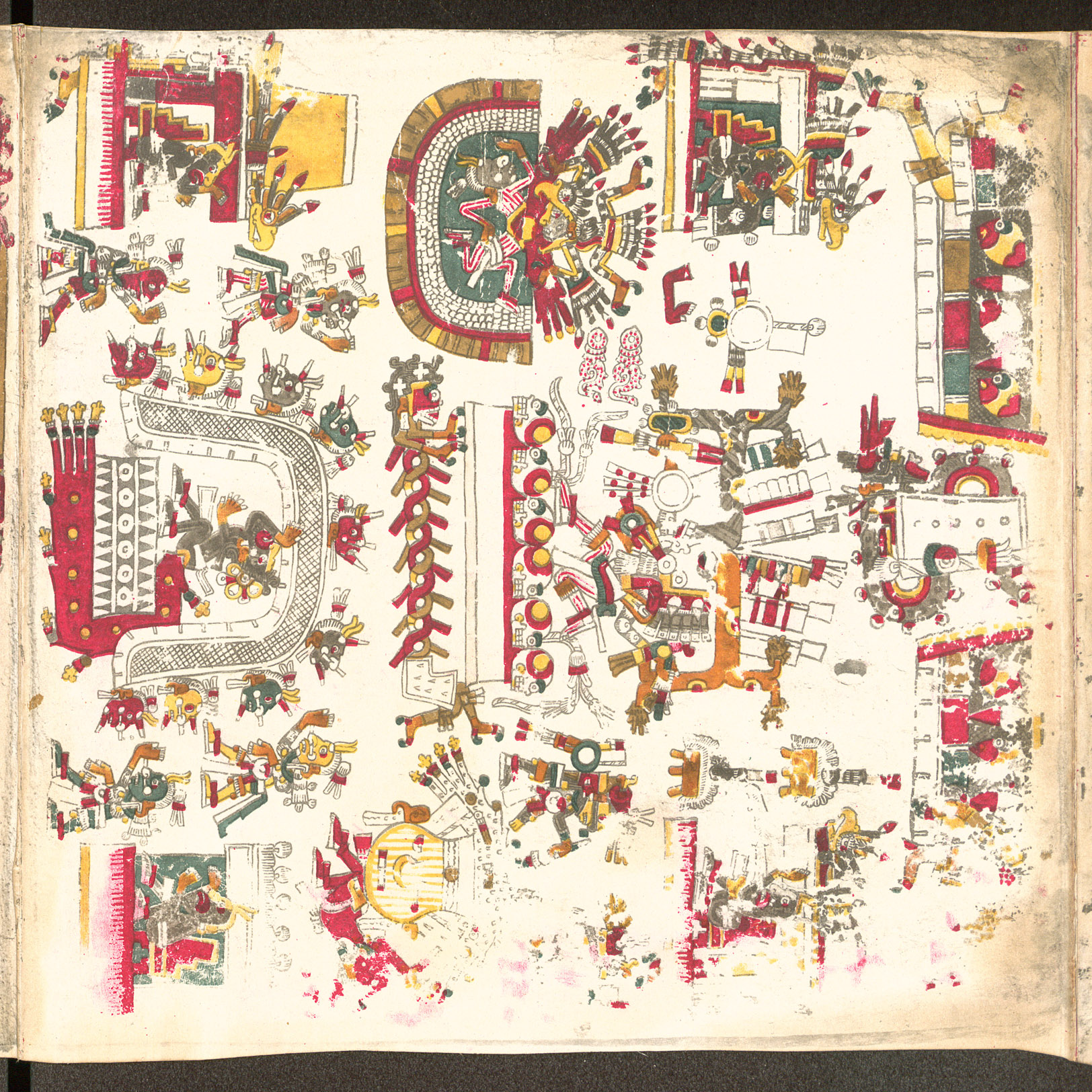
Pagina 45
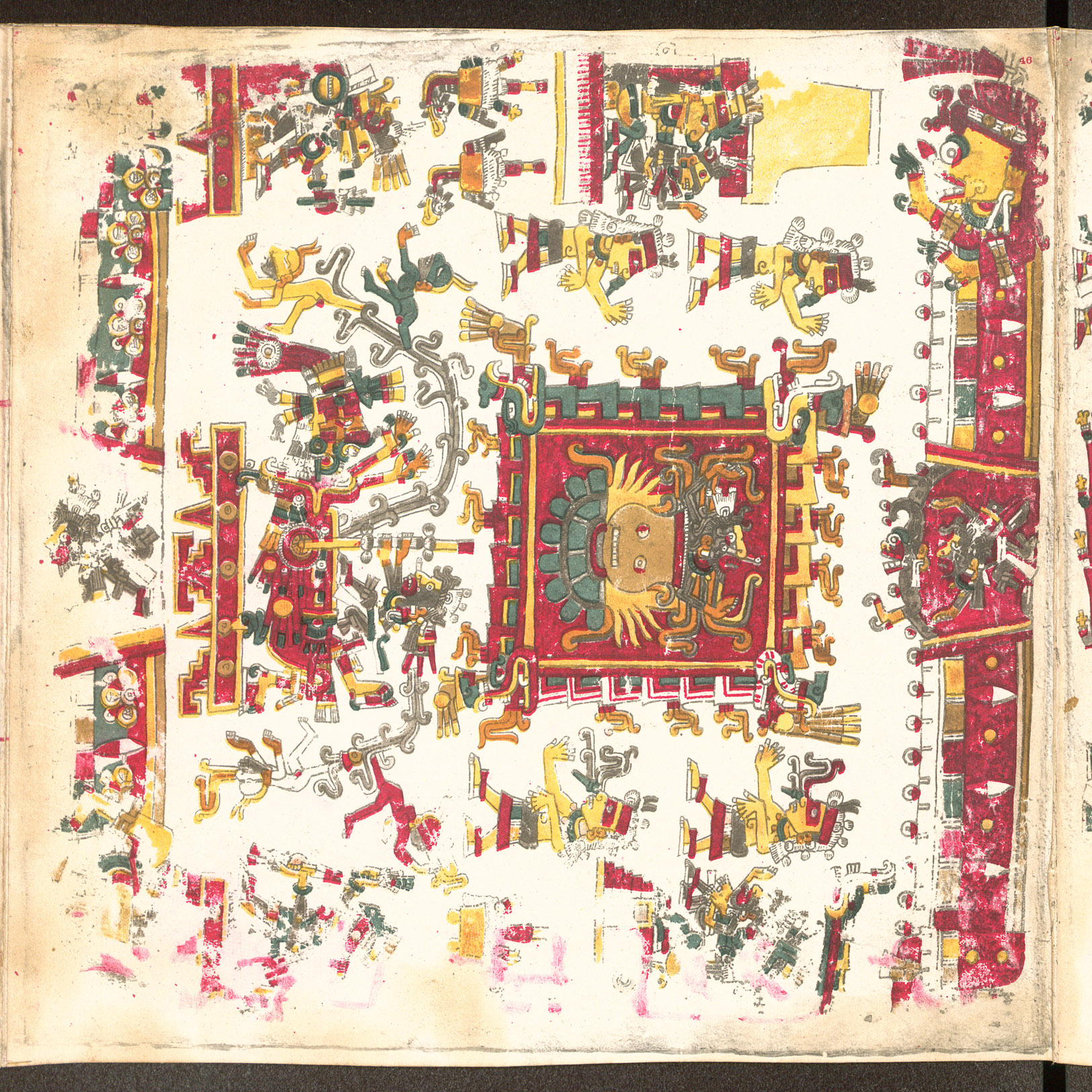
Pagina 46

### 47–56
Pagina 47 tot er met 56 toont verschillende goden, offers en andere complexe iconografieën.

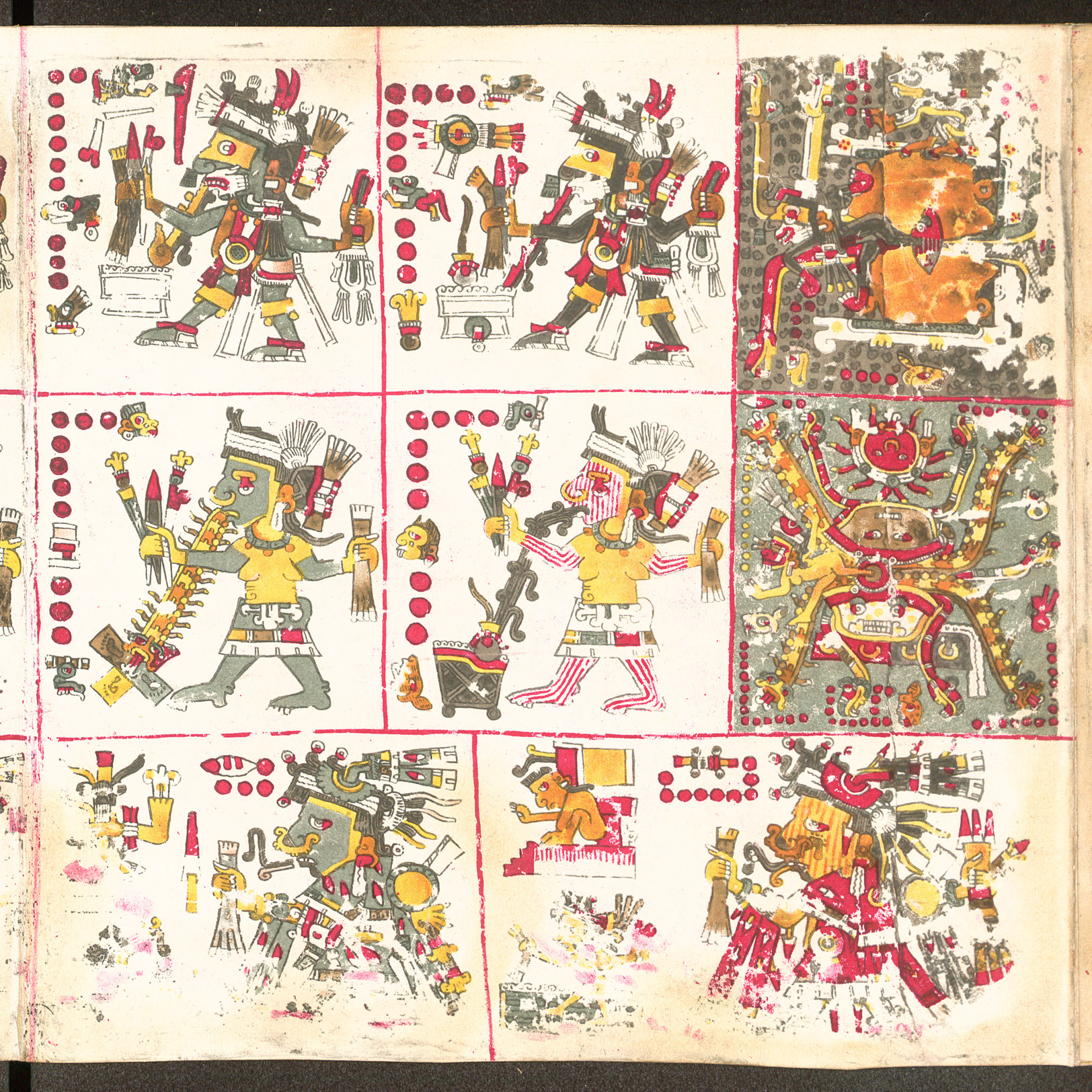
Pagina 47
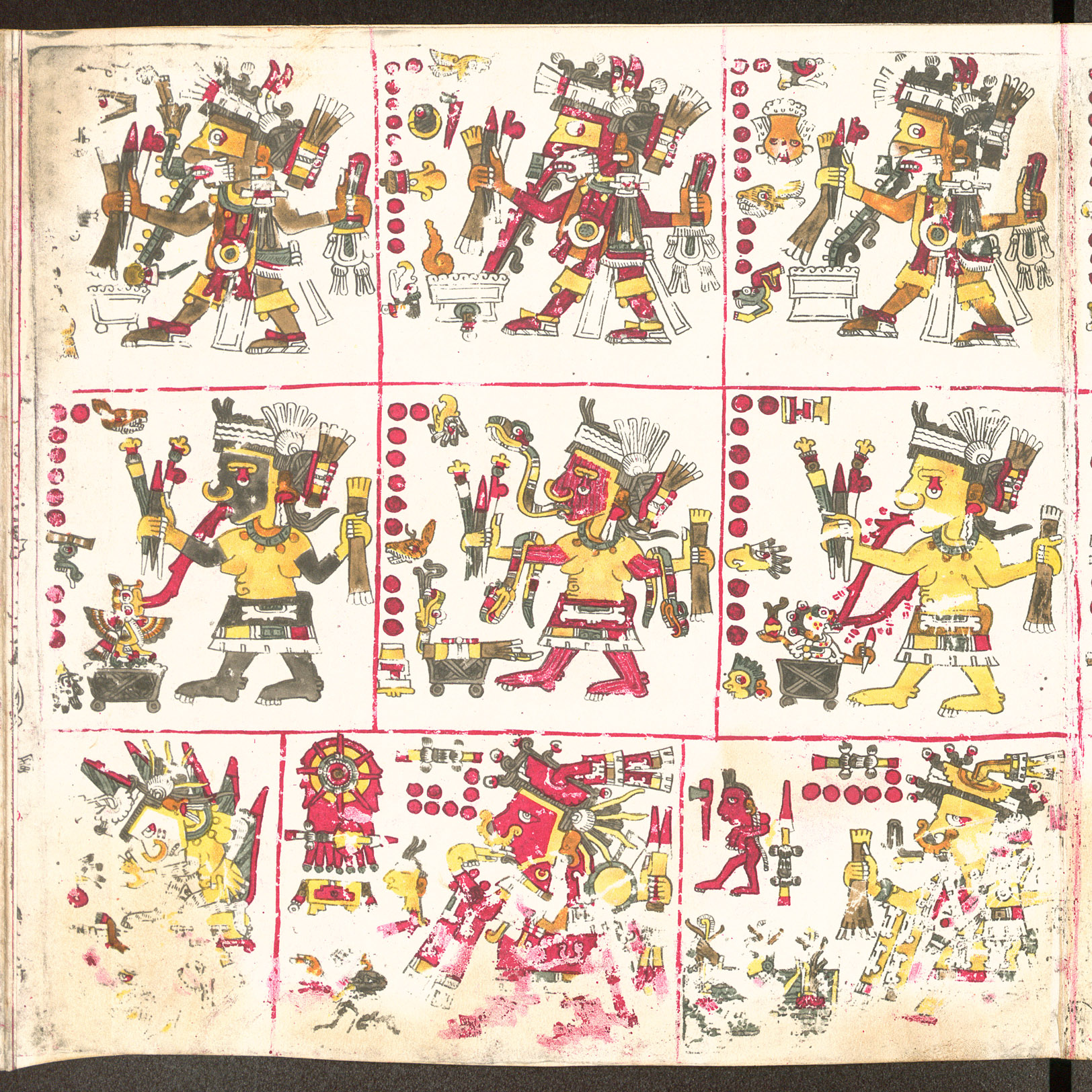
Pagina 48
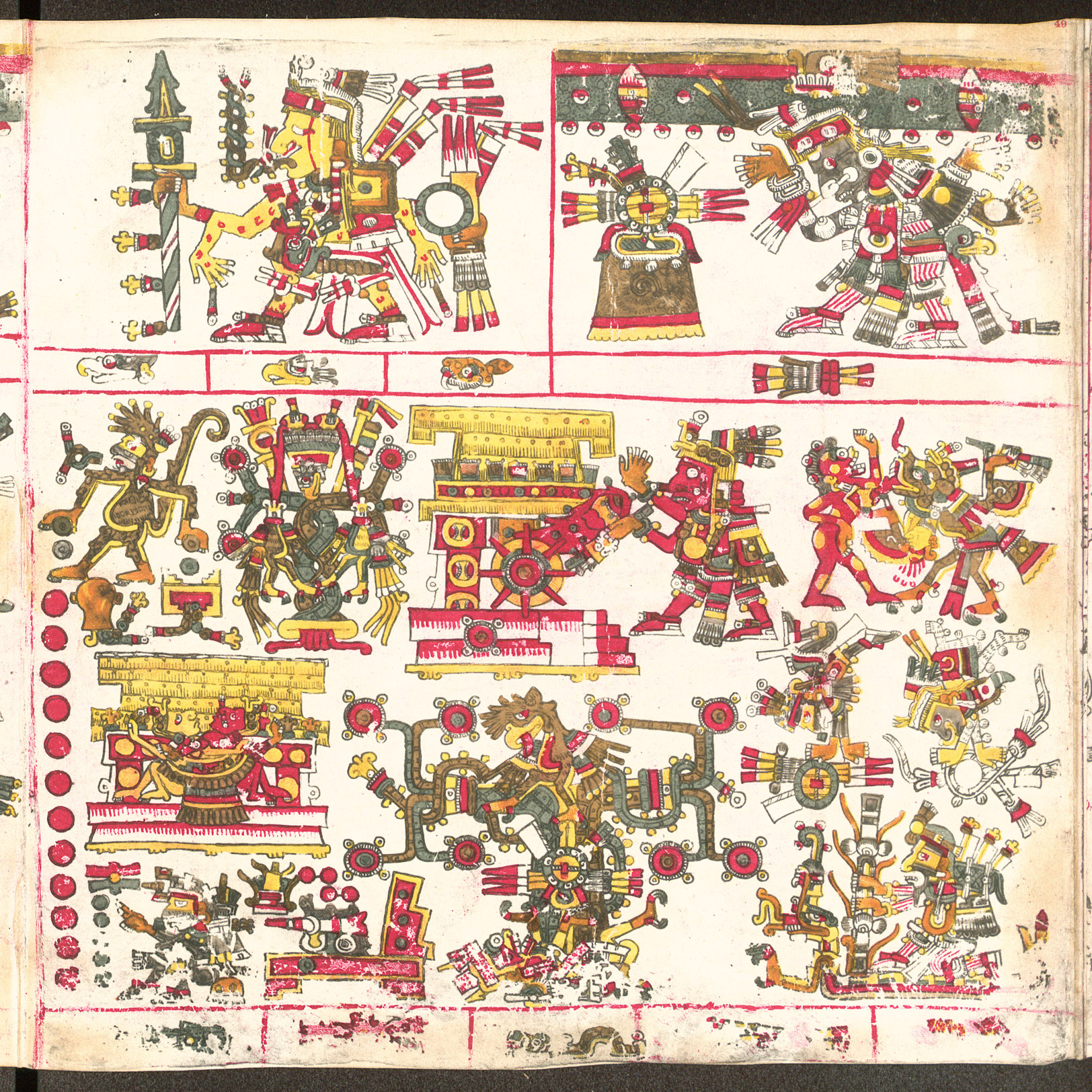
Pagina 49
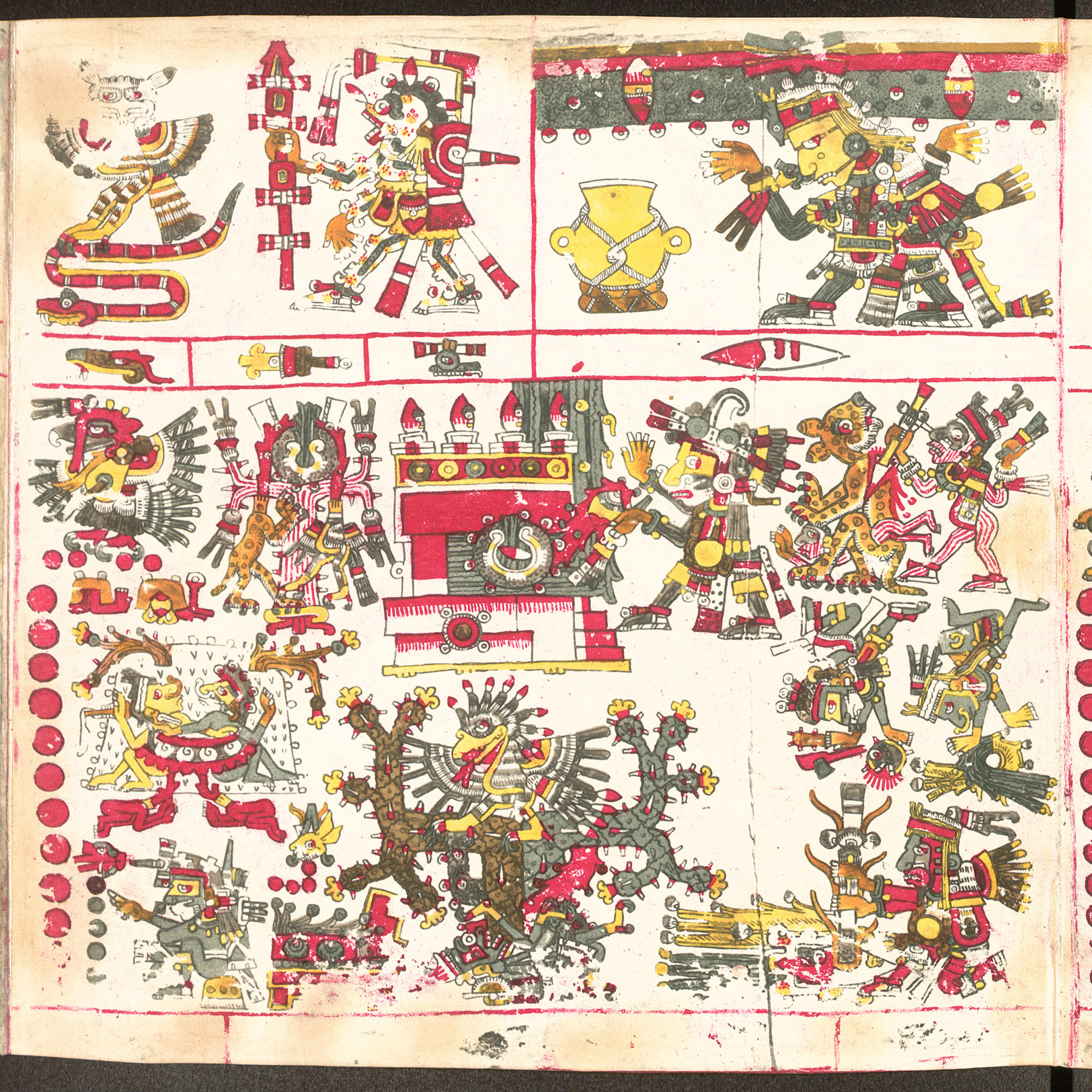
Pagina 50
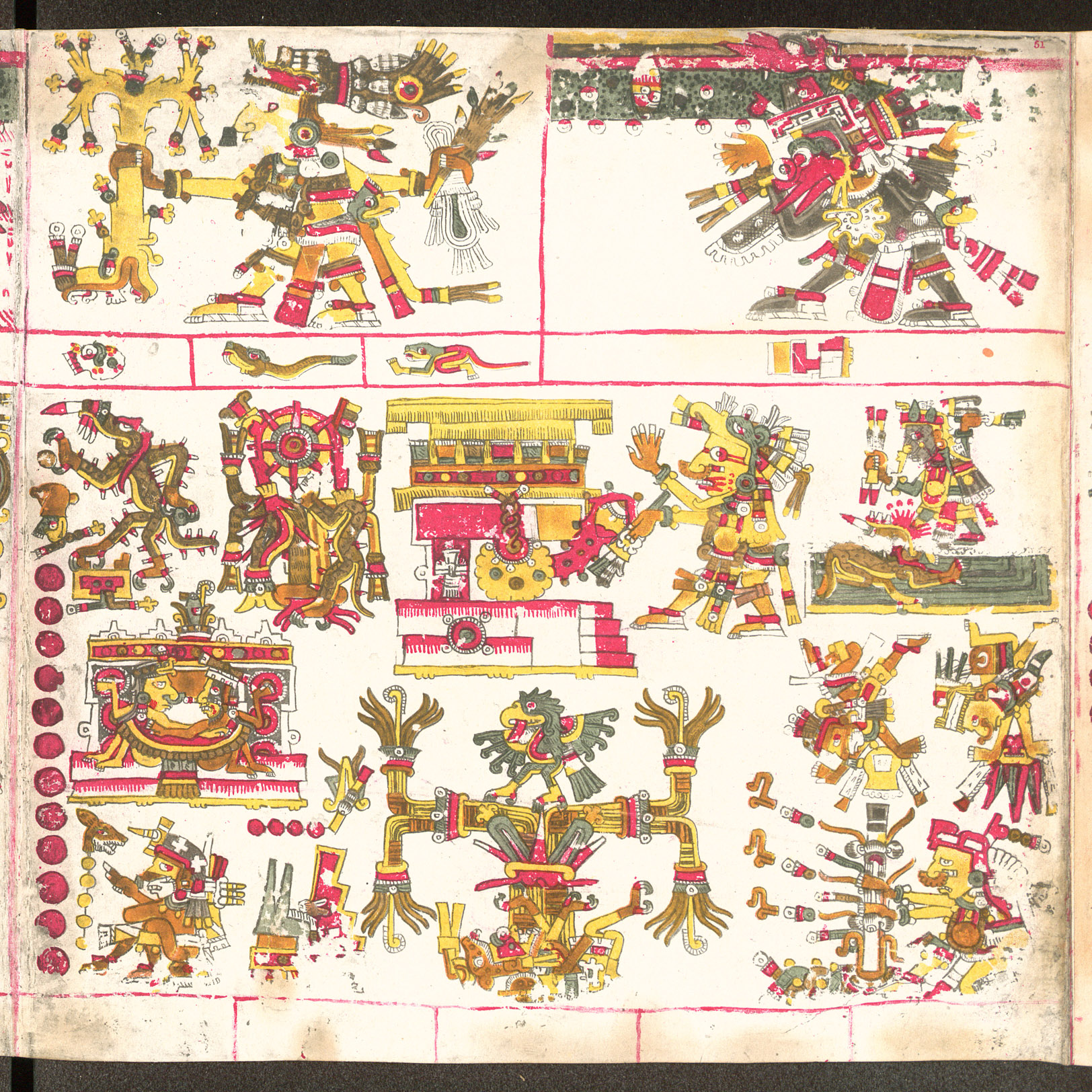
Pagina 51
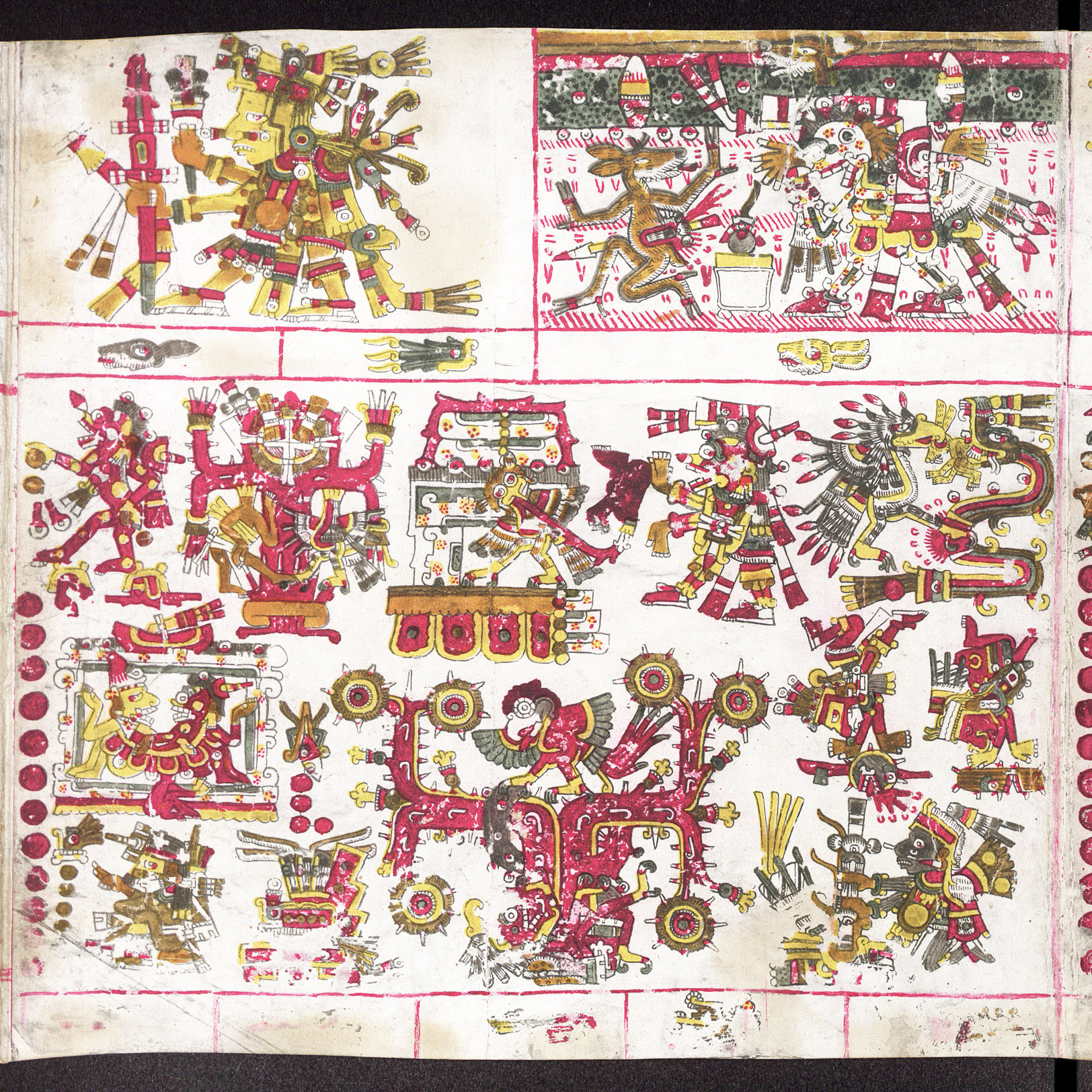
Pagina 52
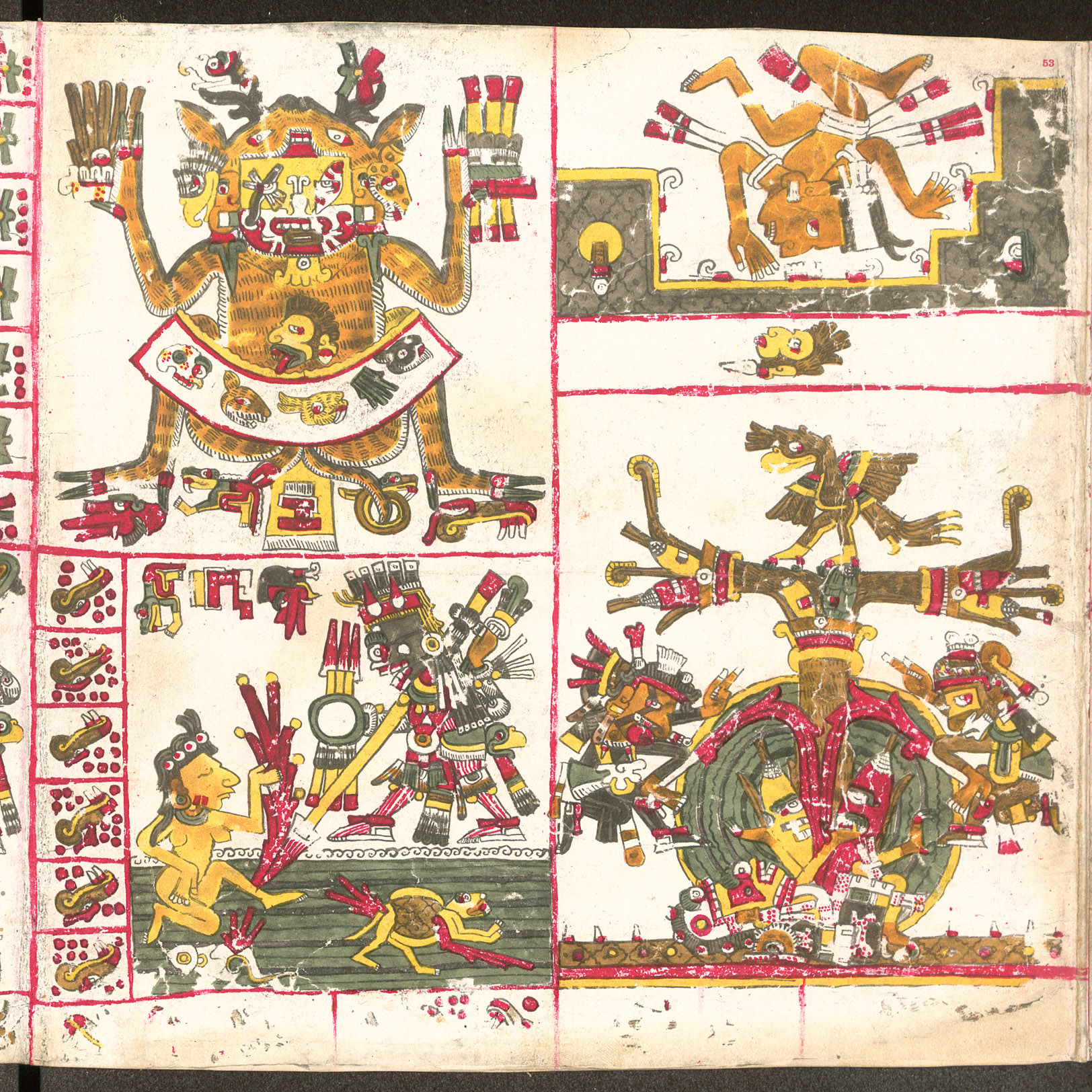
Pagina 53
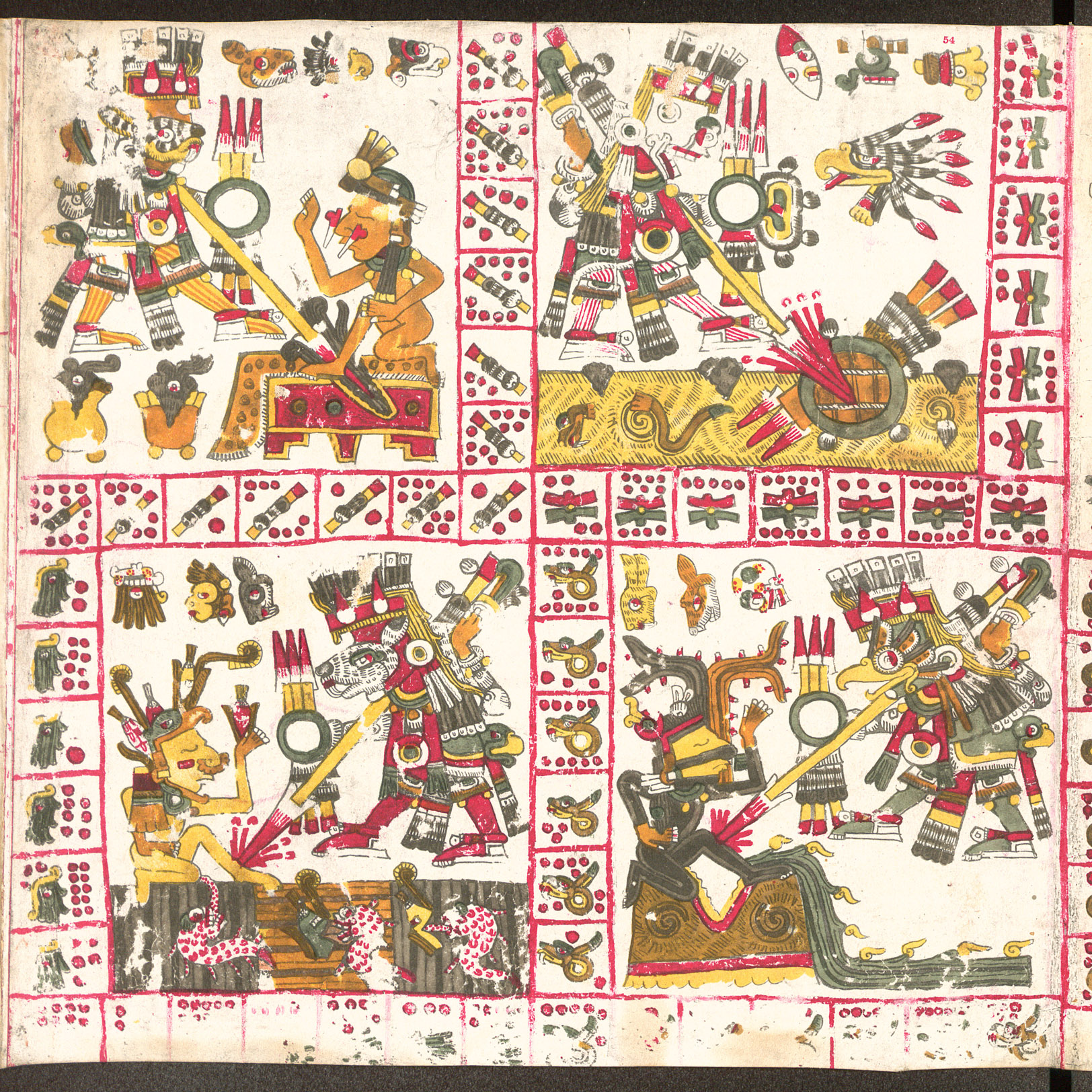
Pagina 54
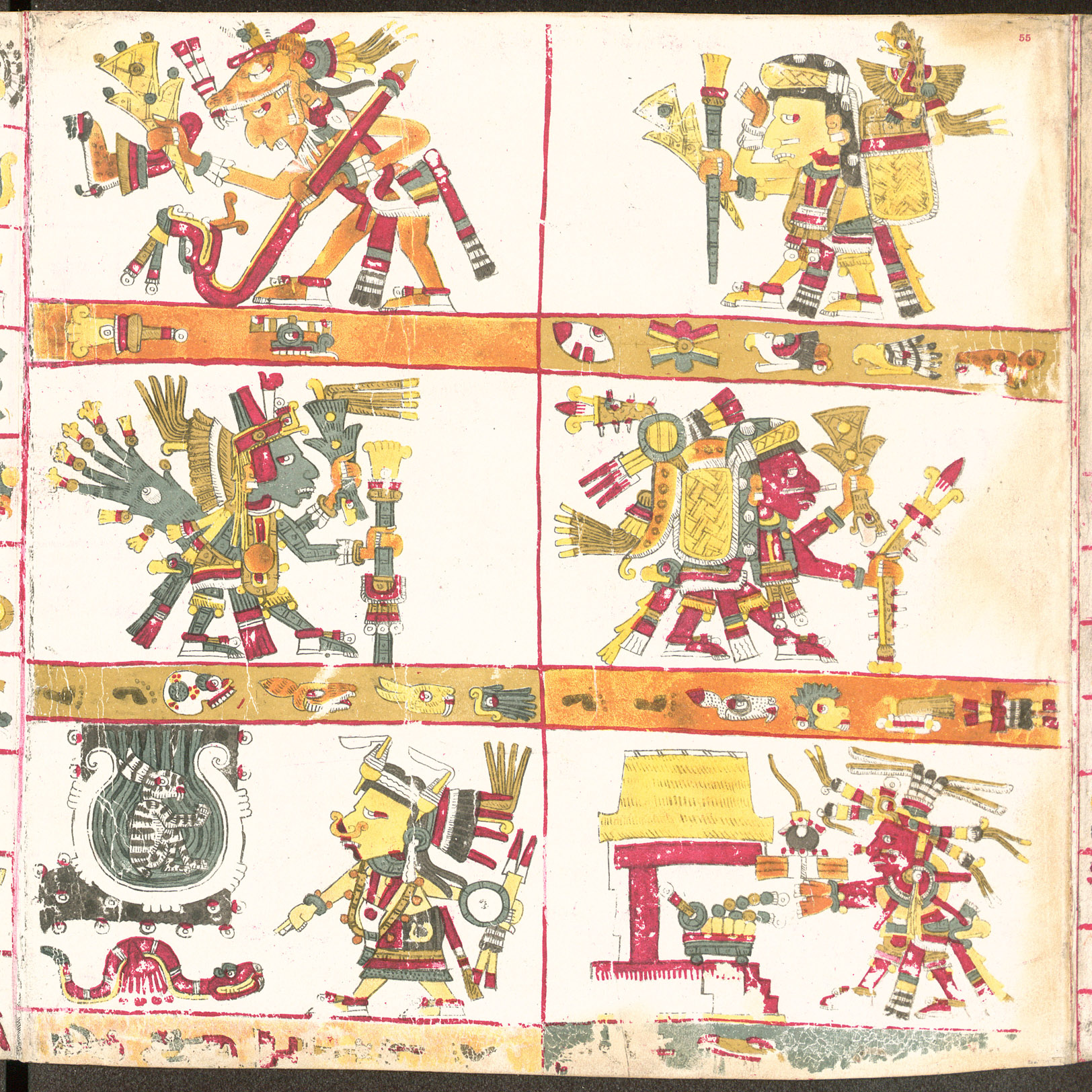
Pagina 55
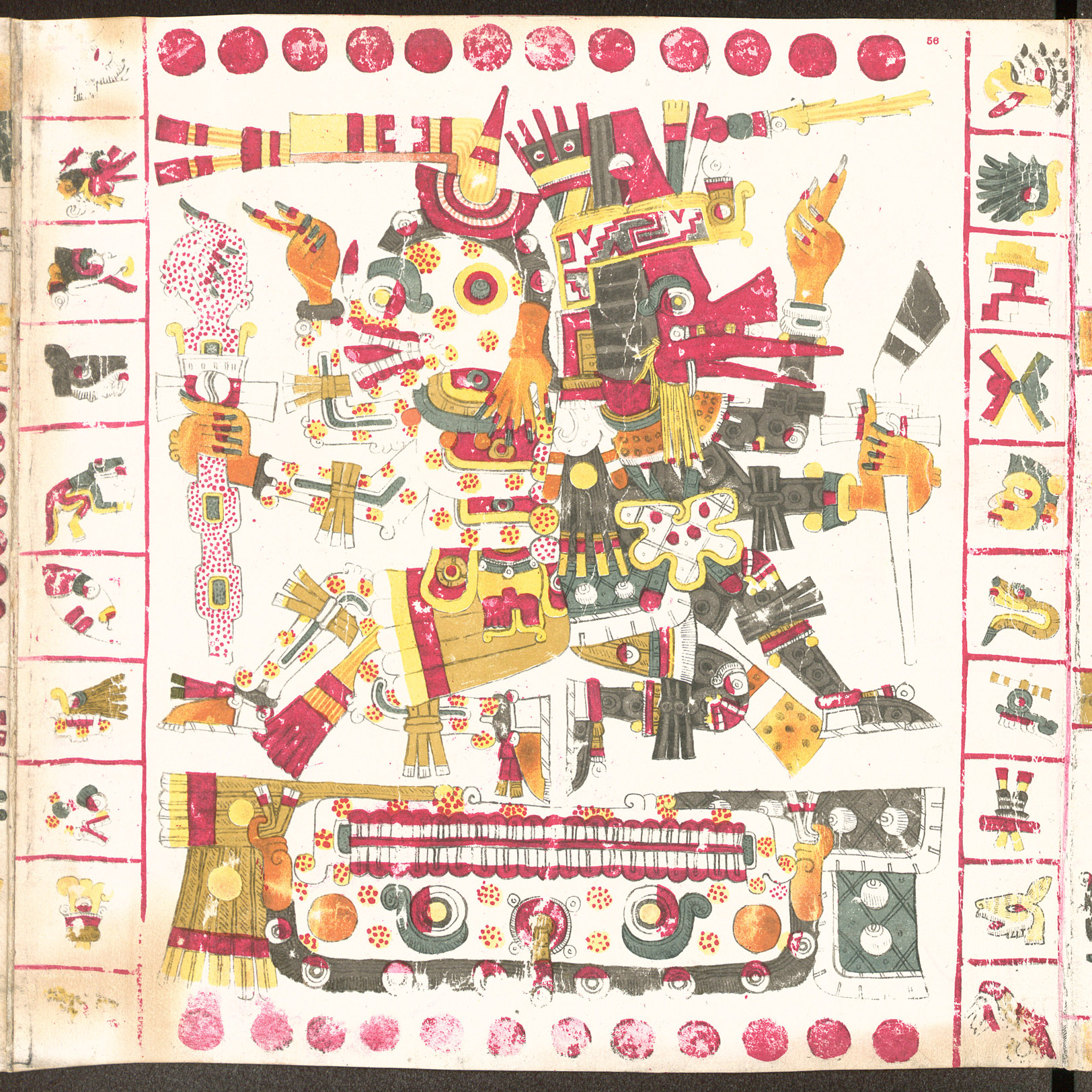
Pagina 56

### 57–60
Pagina 57 tot er met 60 geeft de priesters de mogelijkheid om de toekomst te voorspellen van (gunstige of ongunstige) huwelijken, op basis van de nummers binnen de namen van de koppels.

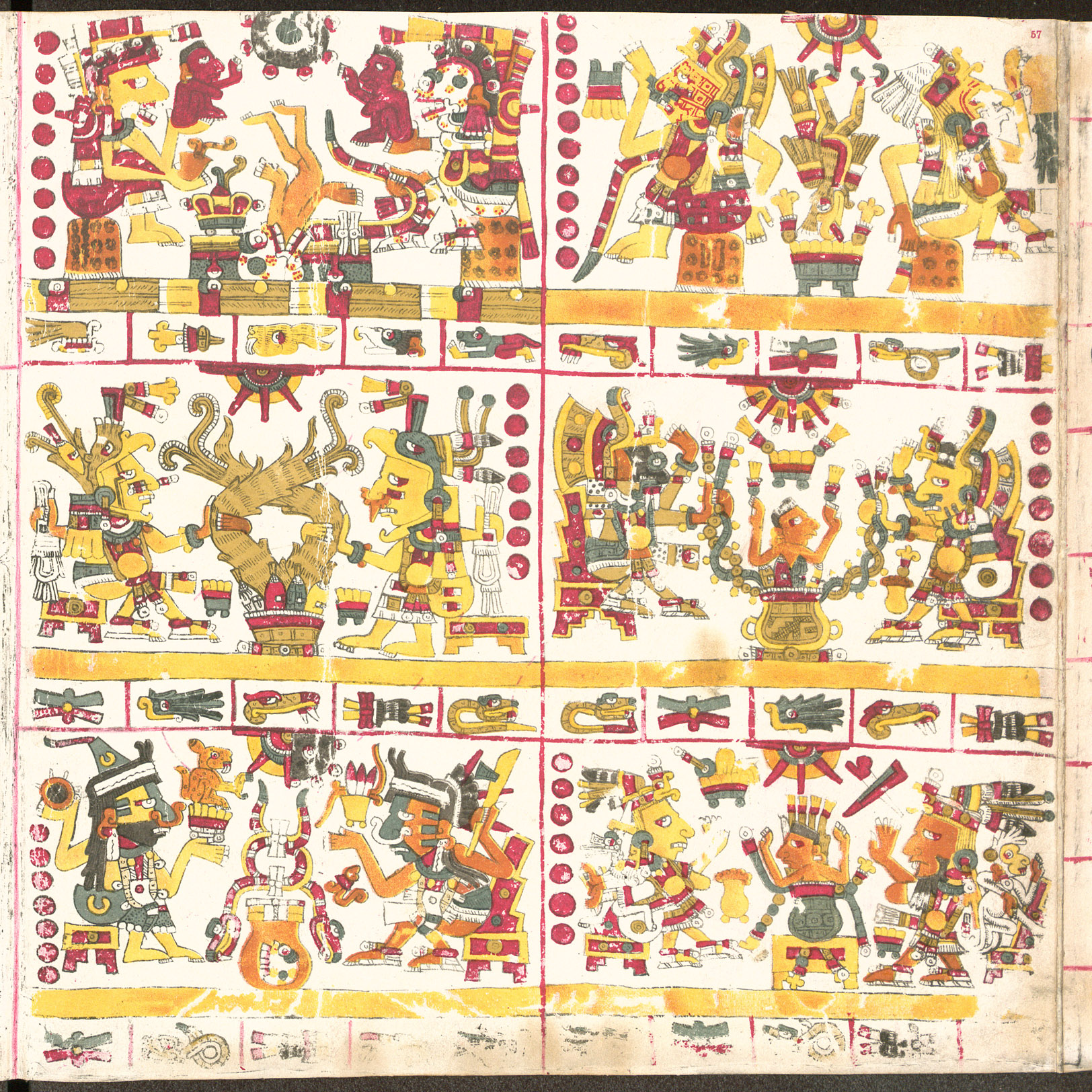
Pagina 57
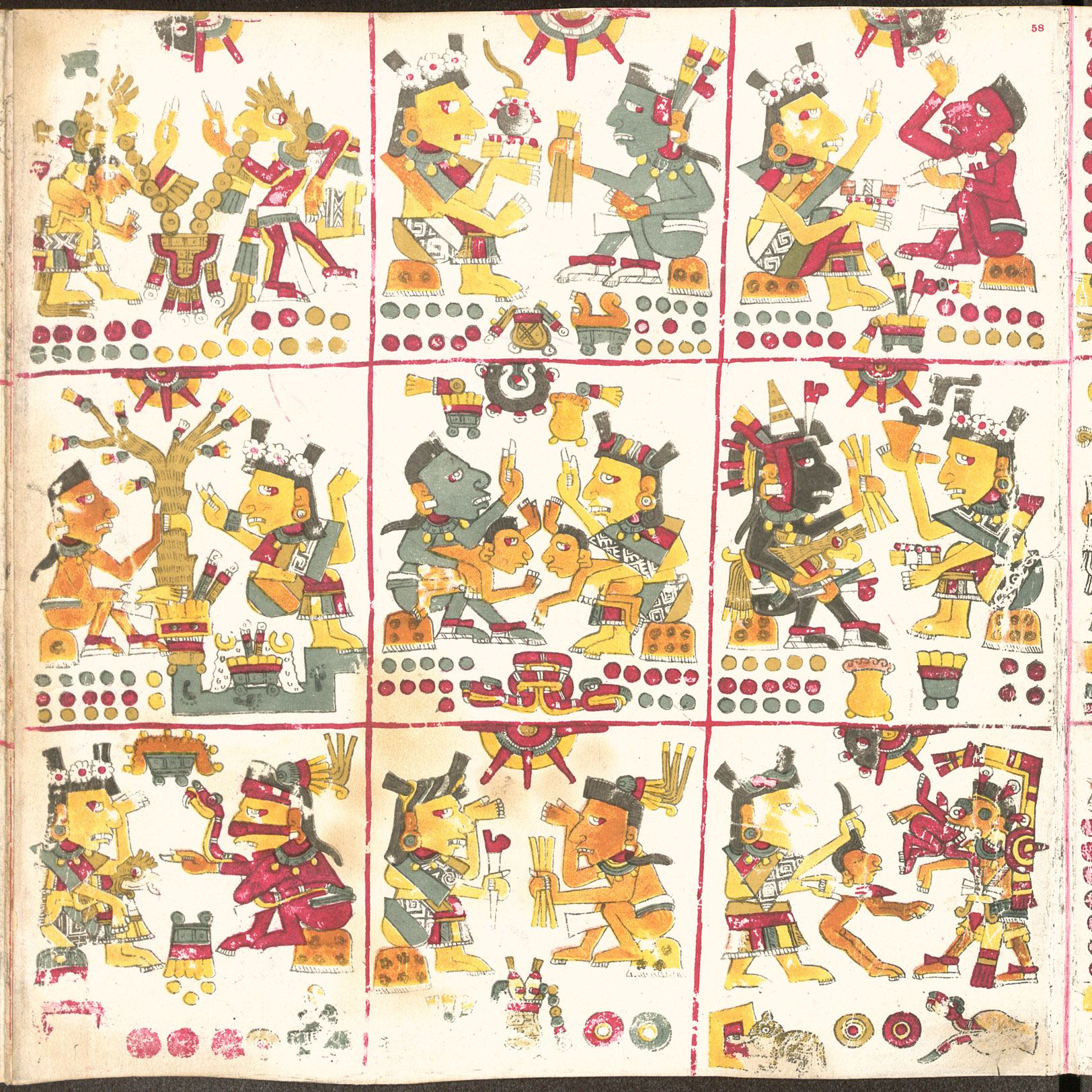
Pagina 58
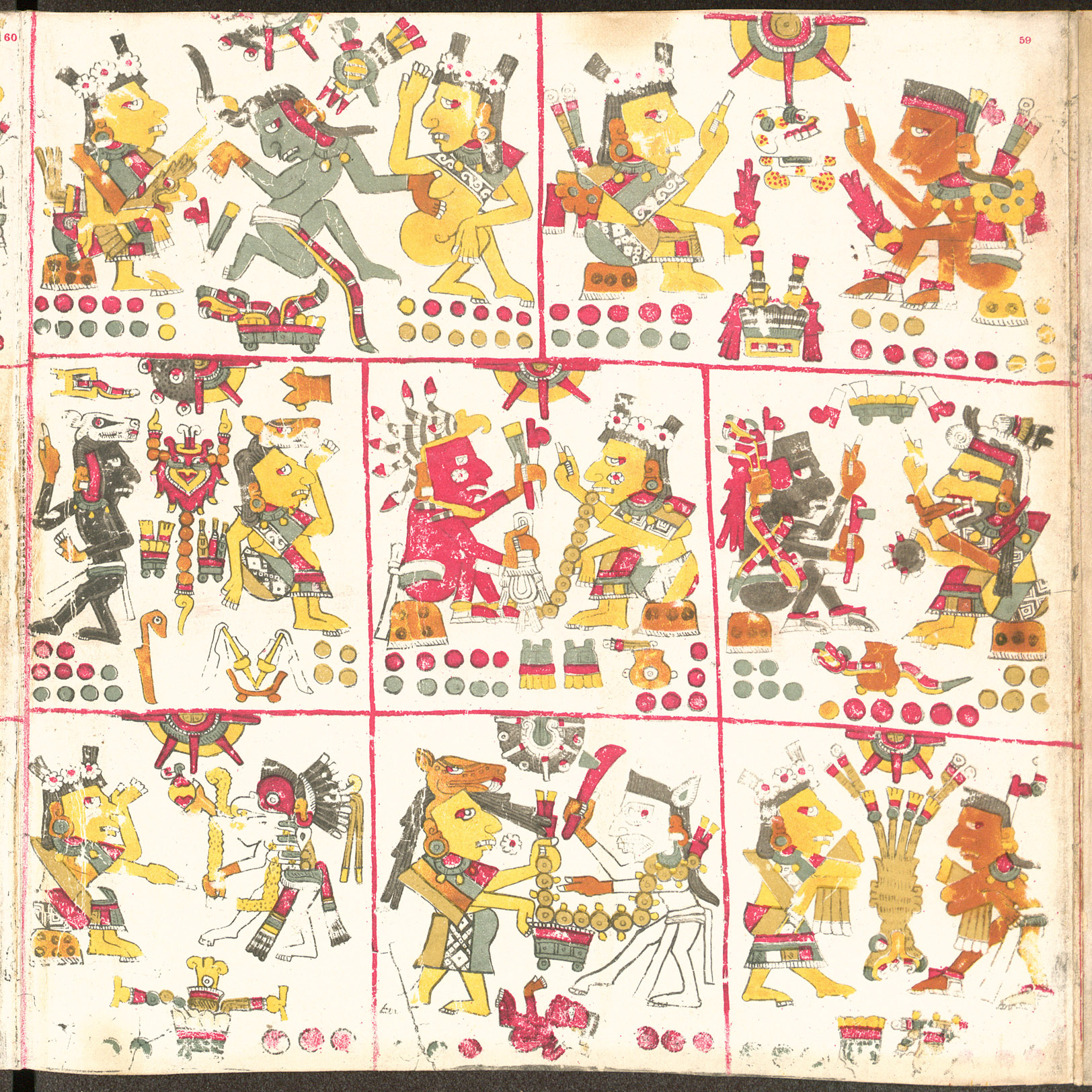
Pagina 59
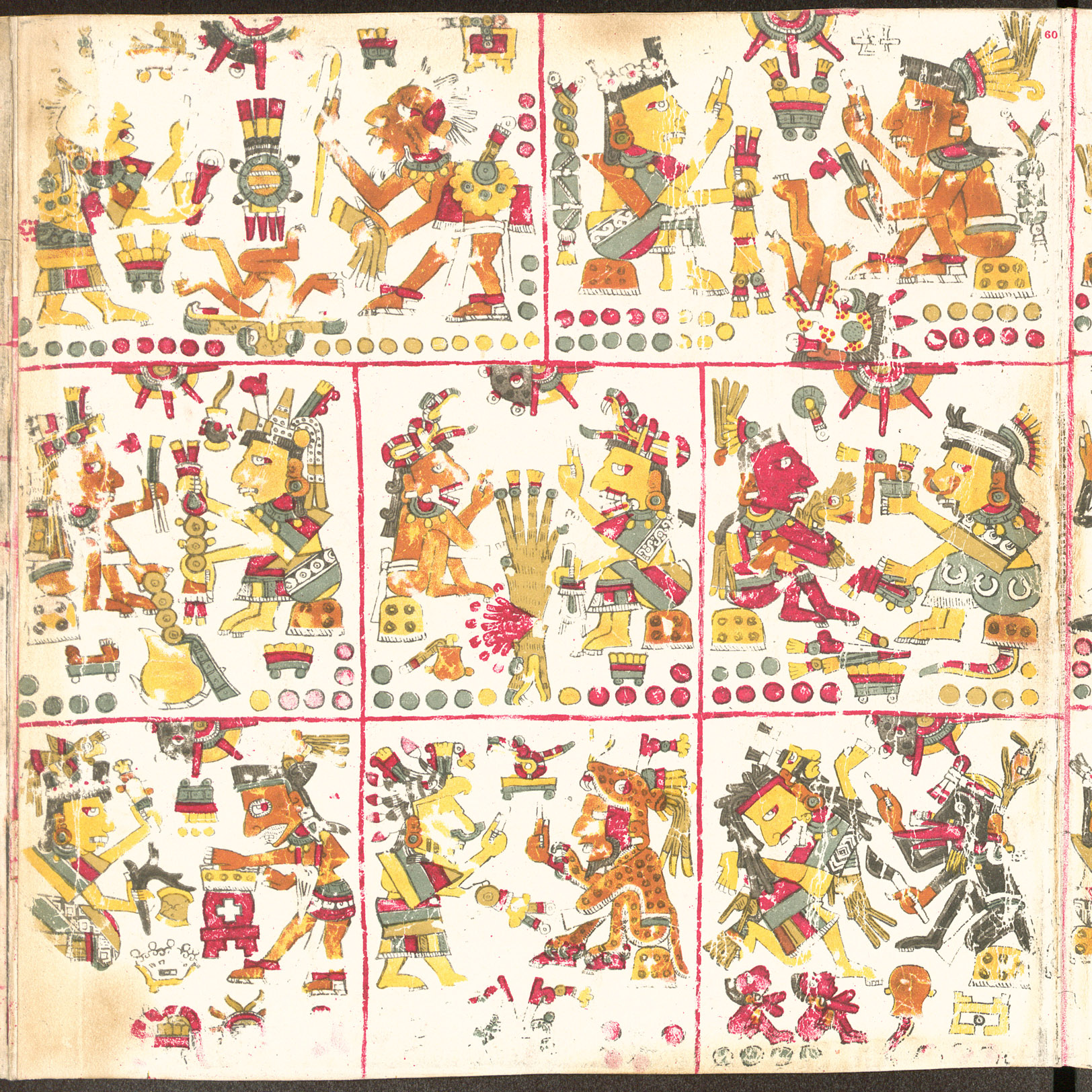
Pagina 60

### 61–70
Pagina 61 tot er met 70 lijkt op het eerste deel, en toont een variëteit aan dagtekens rondom scènes van goden. Elk van de 10 pagina’s laat 26 dagtekens zien.

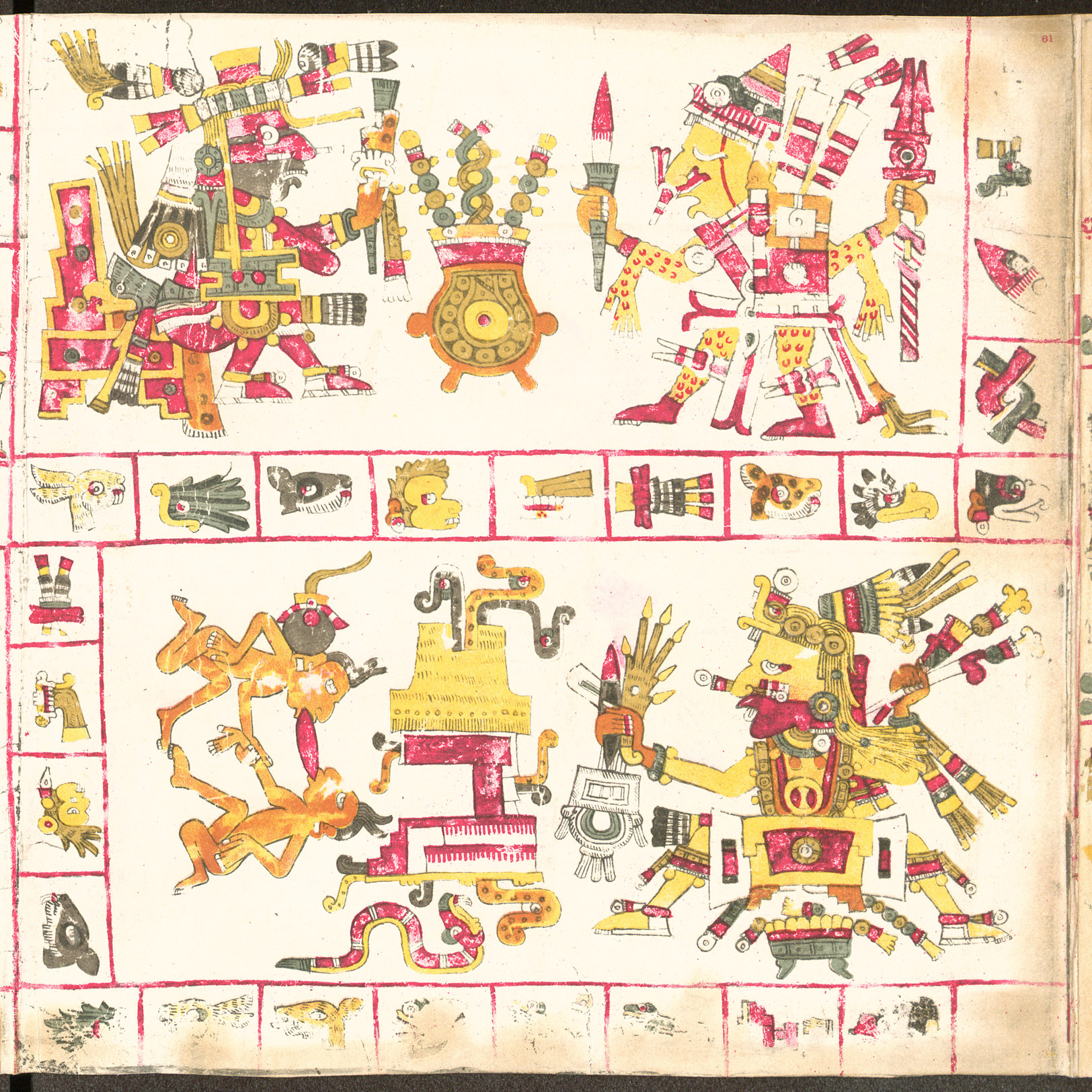
Pagina 61
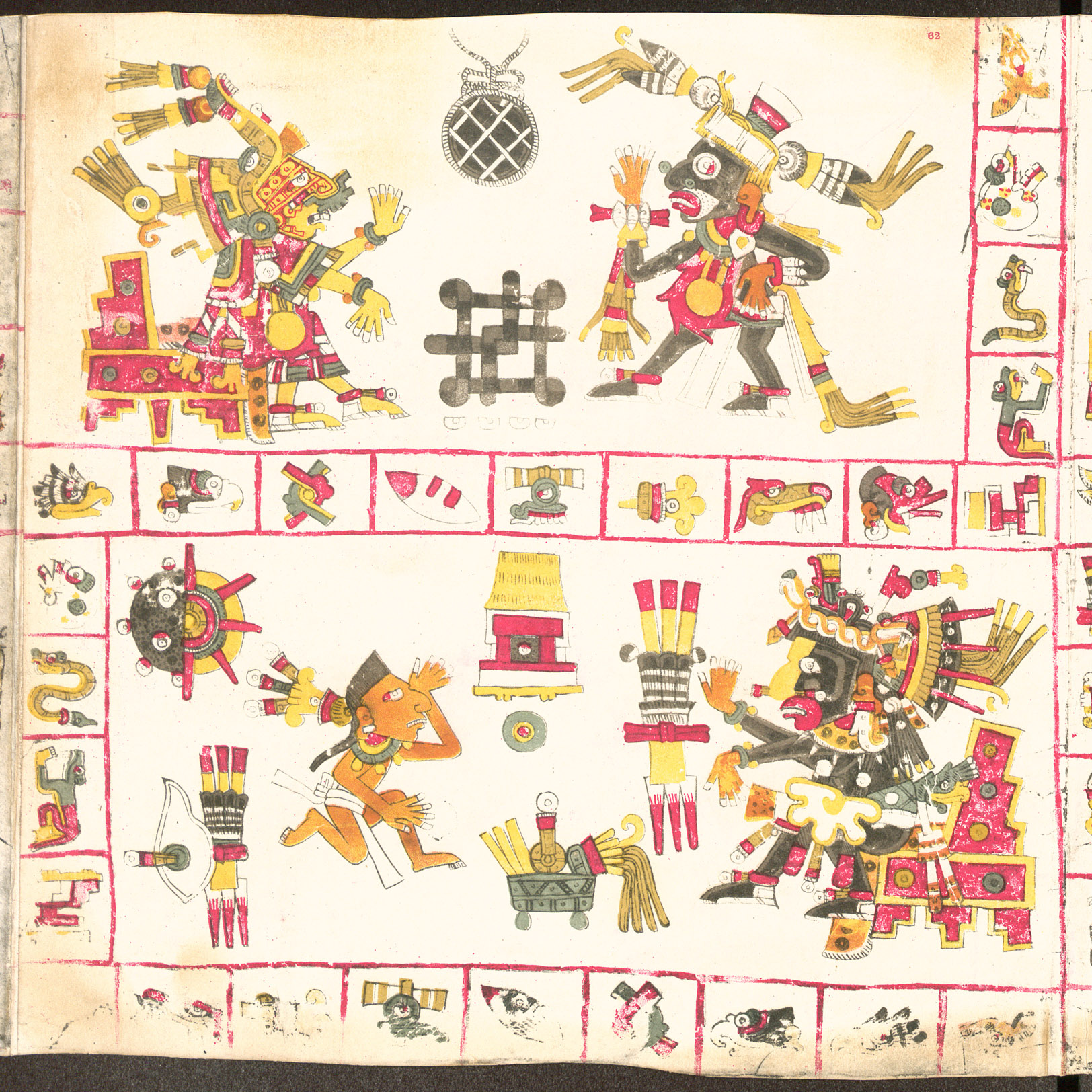
Pagina 62
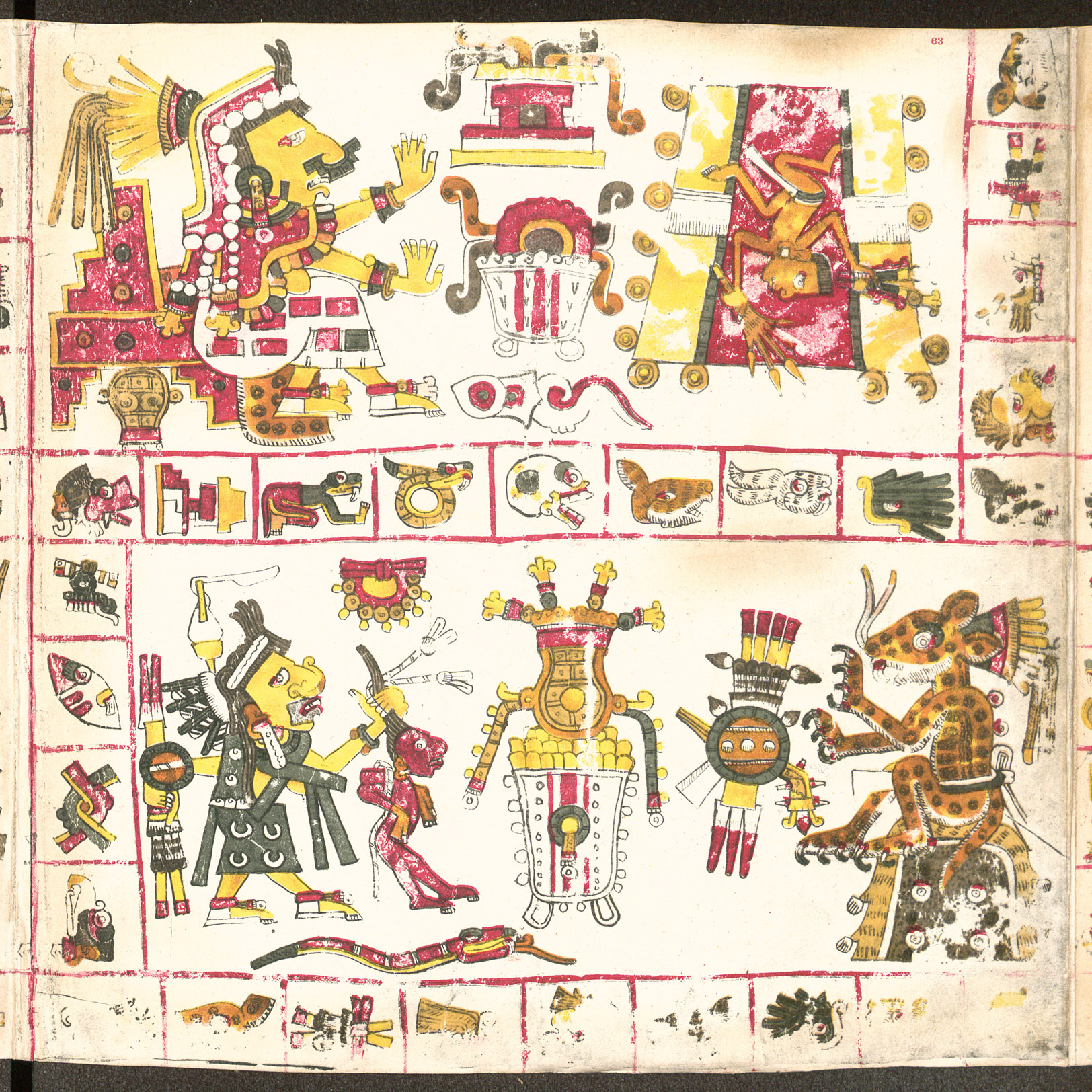
Pagina 63
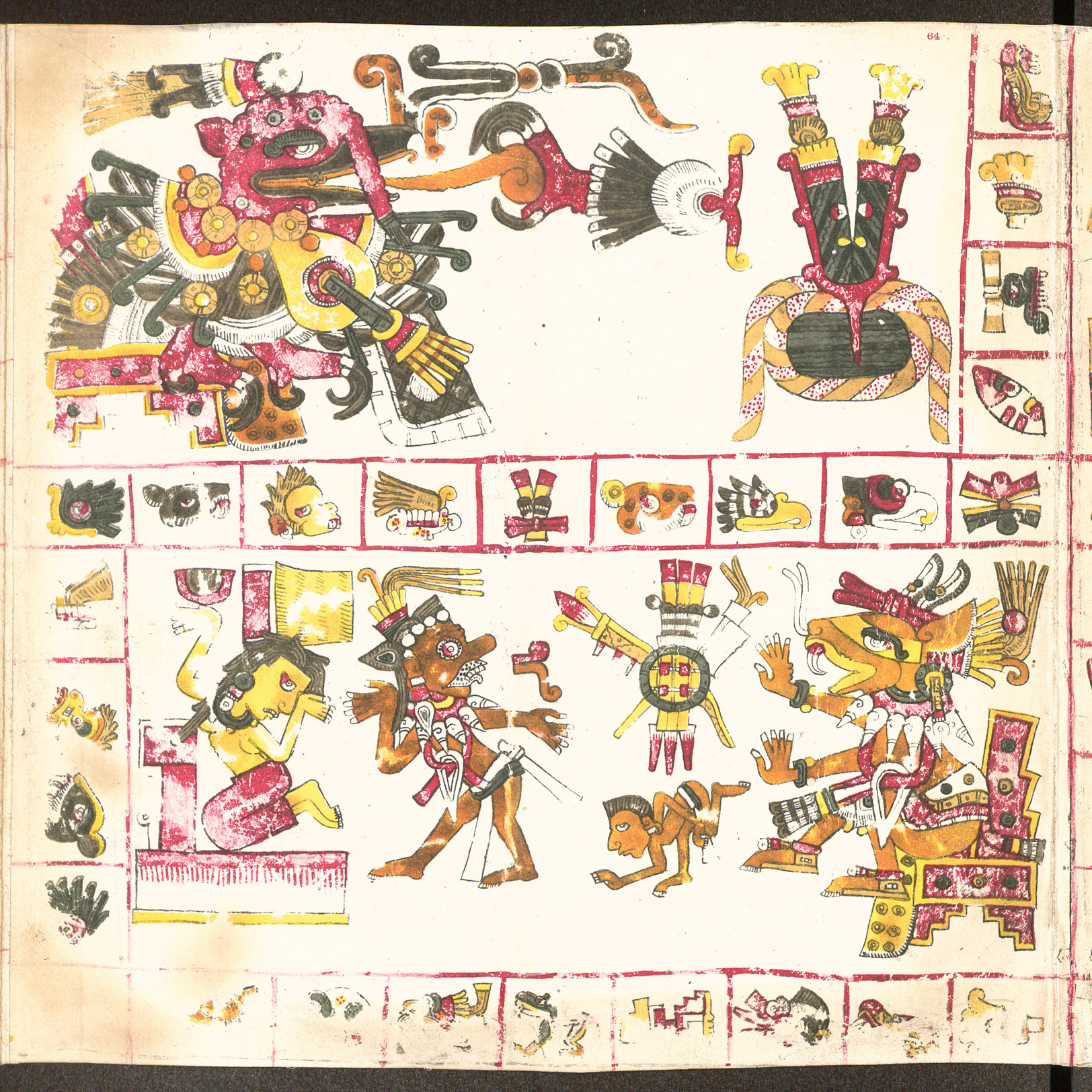
Pagina 64
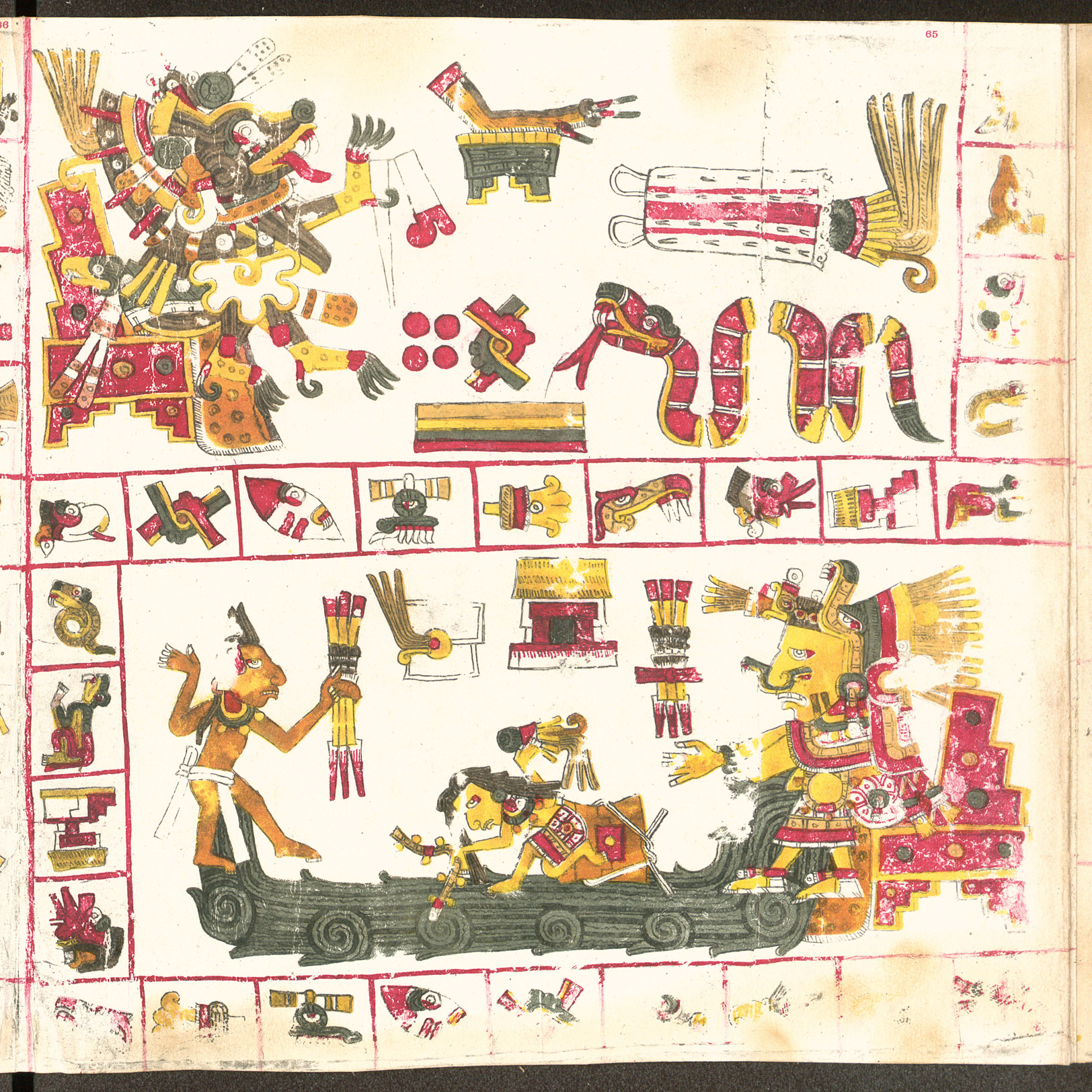
Pagina 65
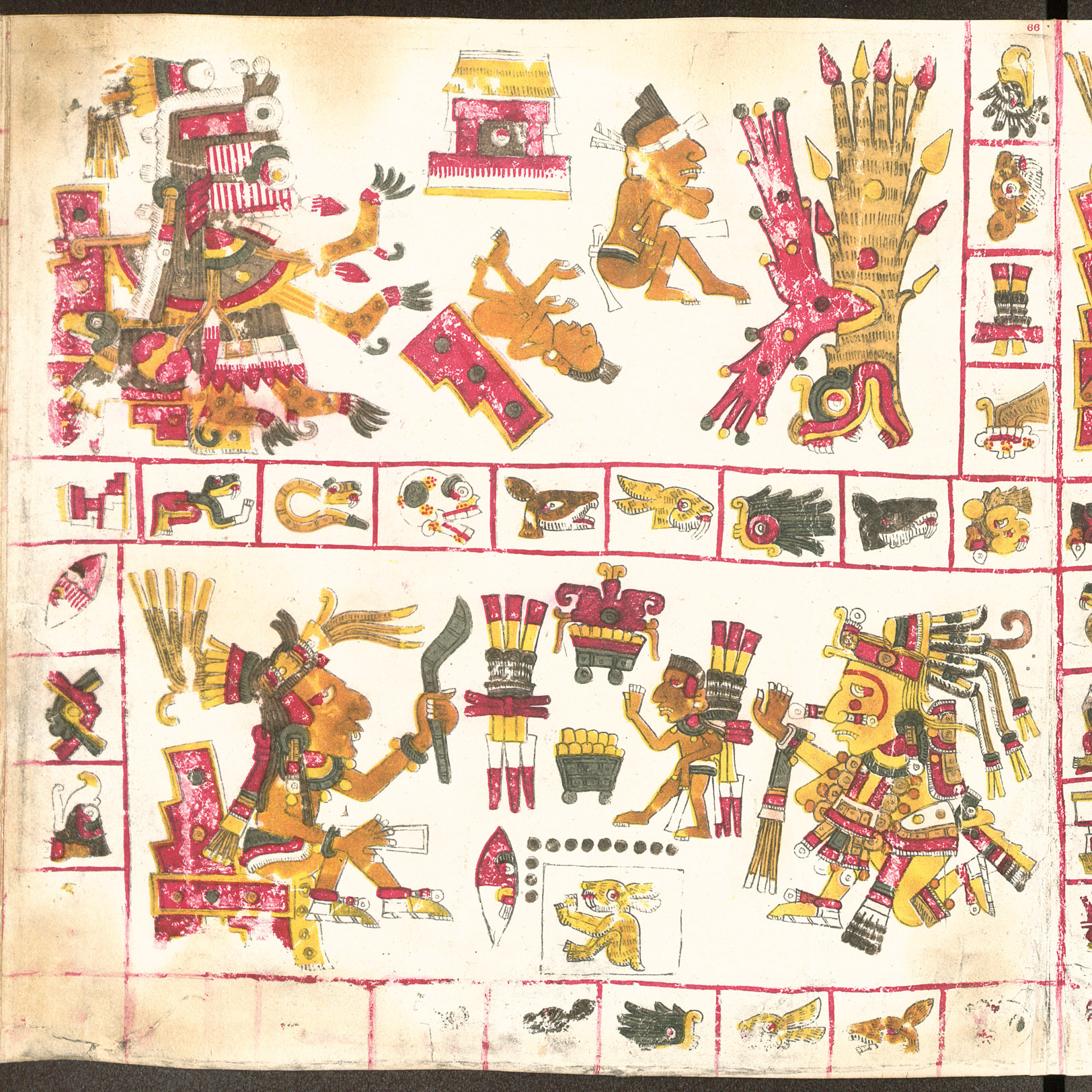
Pagina 66
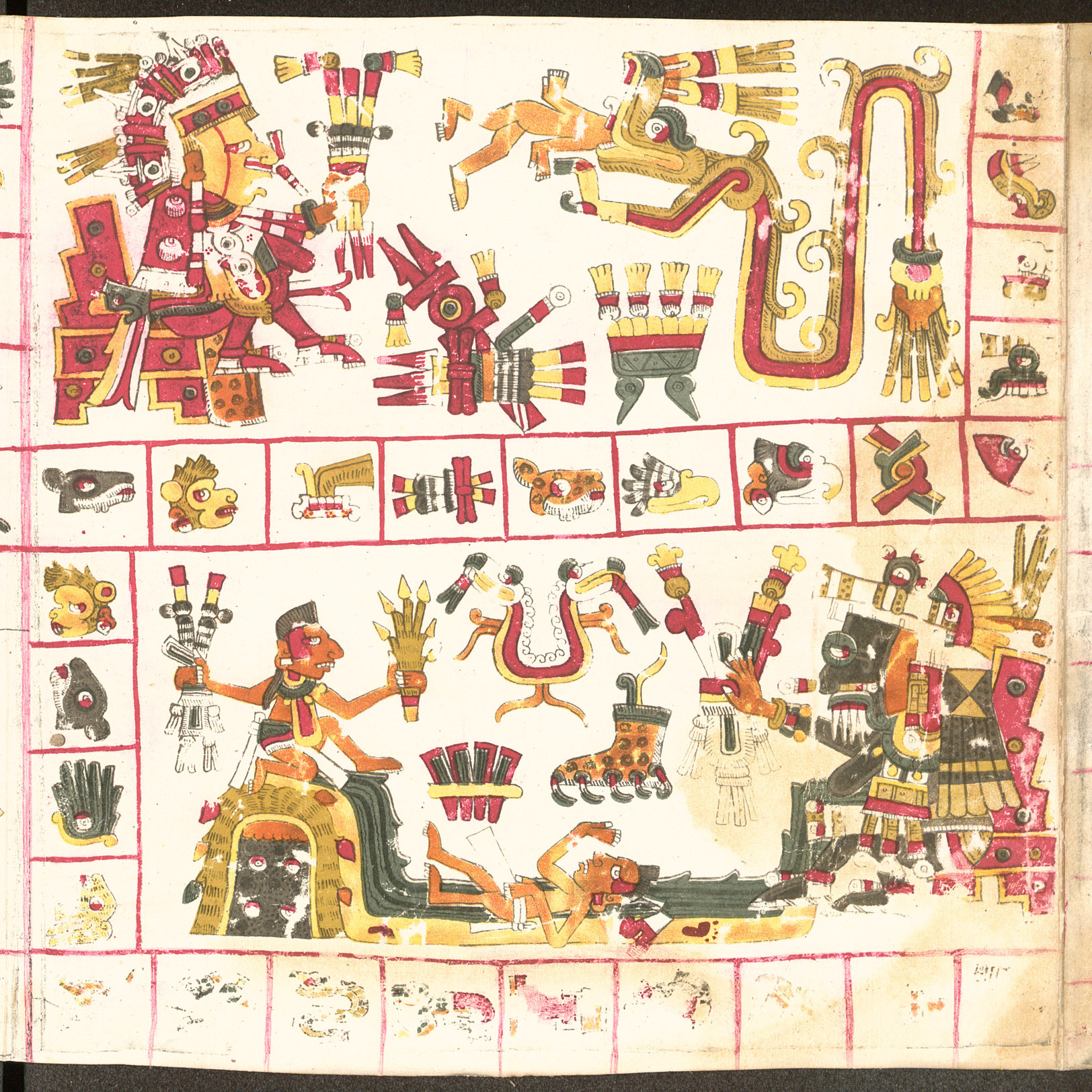
Pagina 67
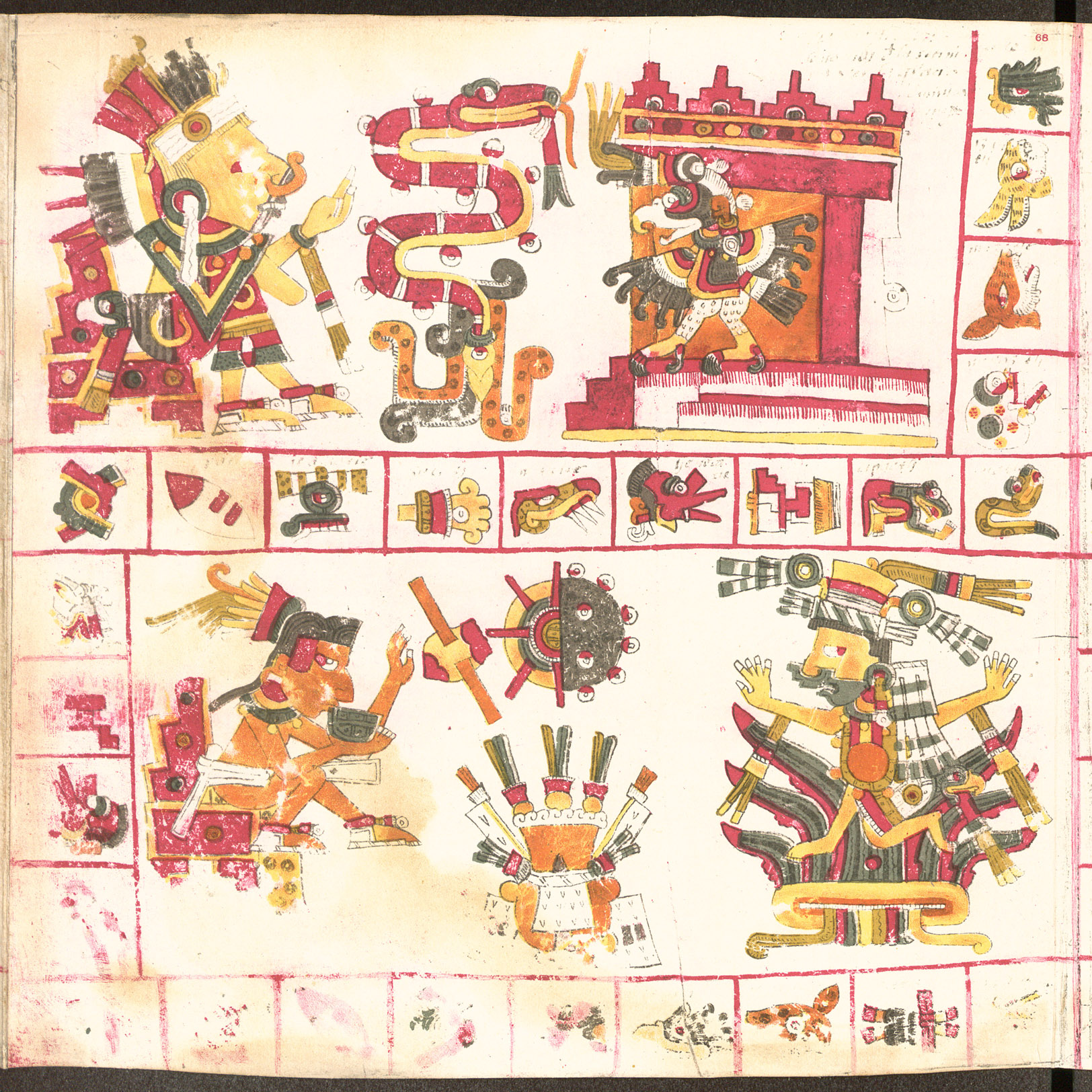
Pagina 68
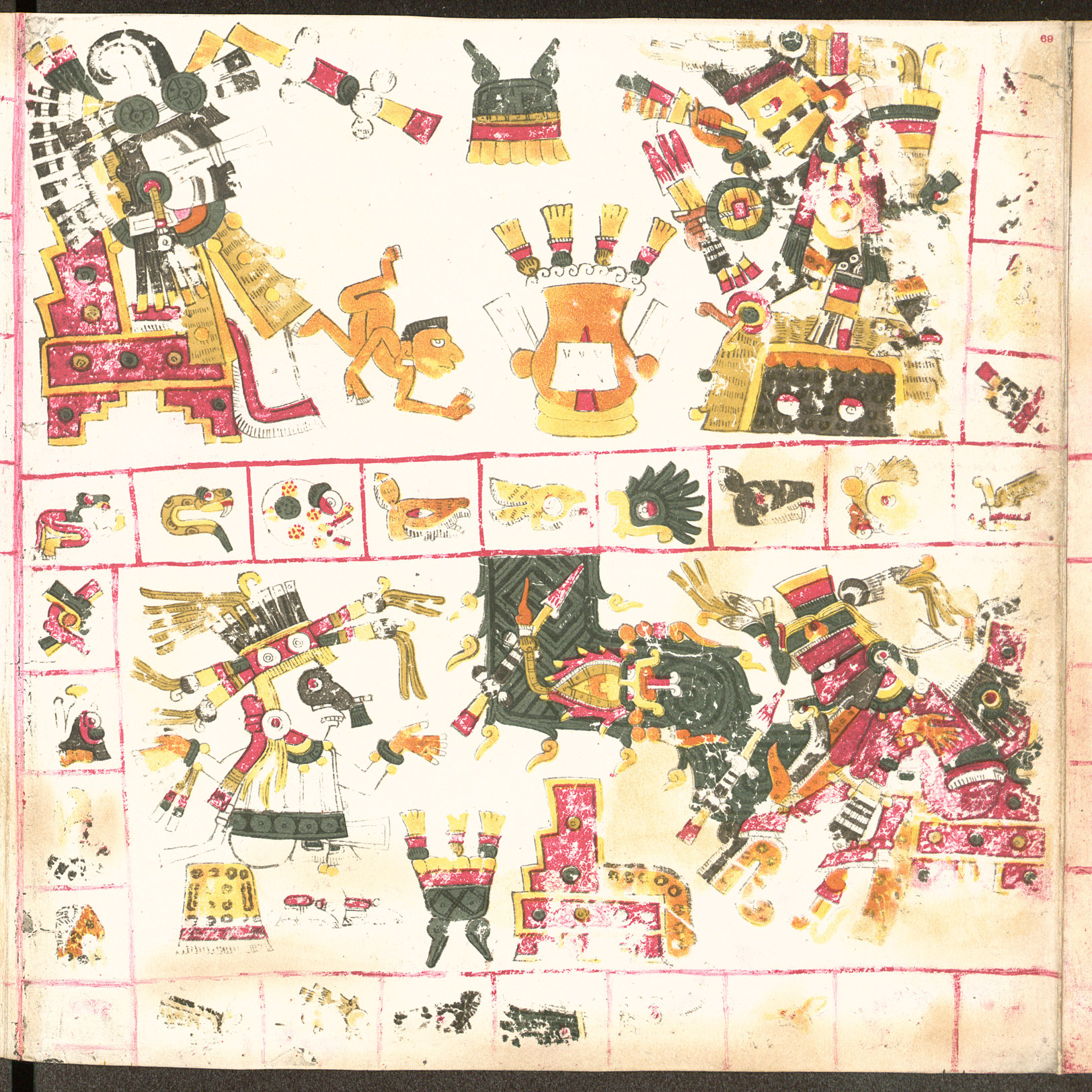
Pagina 69
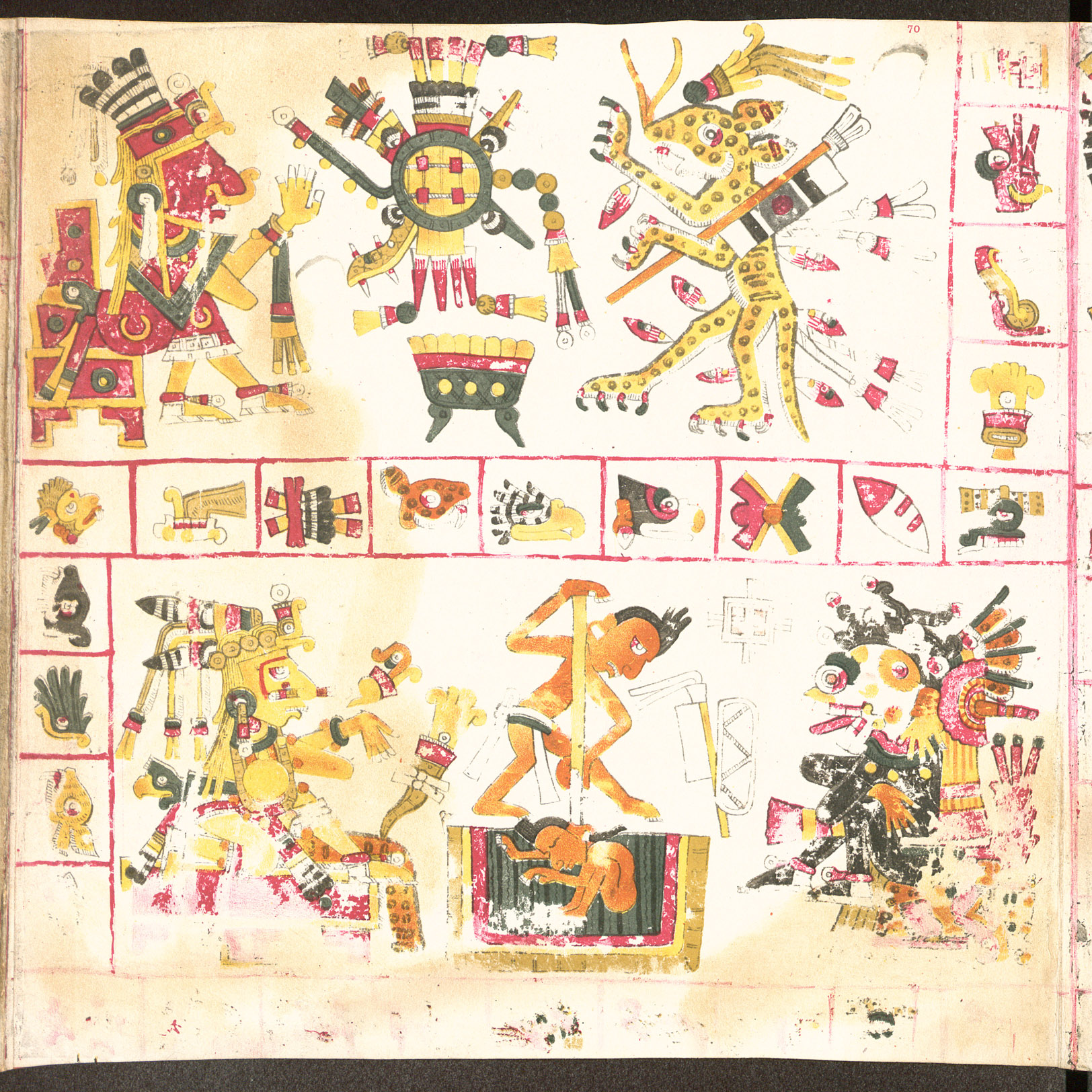
Pagina 70

### 71–76
Pagina 71 laat een afbeelding zien van Tonatiuh, de zon god; die bloed van een onthoofde vogel krijgt. Rondom deze scène zijn de dertien "Vogels van de Dag", deze corresponderen met elk van de dertien dagen van een trecena. Pagina 72 laat 4 goden zien met dagteksn verbonden aan delen van hun lichaam. Elke god is omgeven door een slang. Pagina 73 laat de goden Mictlantecuhtli en Quetzalcoatl zien die rug tegen rug zitten, gelijk aan pagina 56. Ze hebben ook dagtekens die verbonden zijn aan verschillende lichaamsdelen en de hele scène is omgeven door dagtekens. 

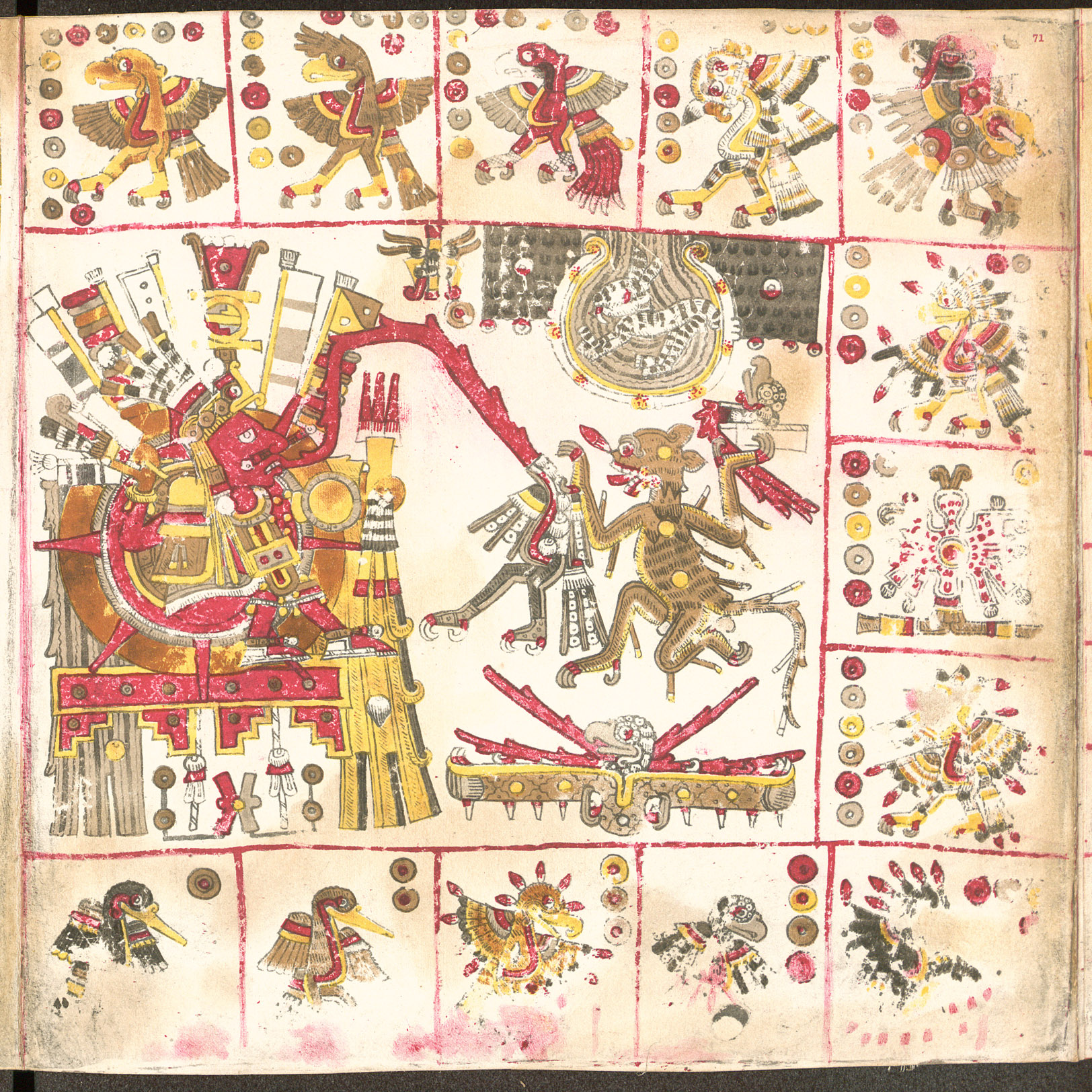
Pagina 71
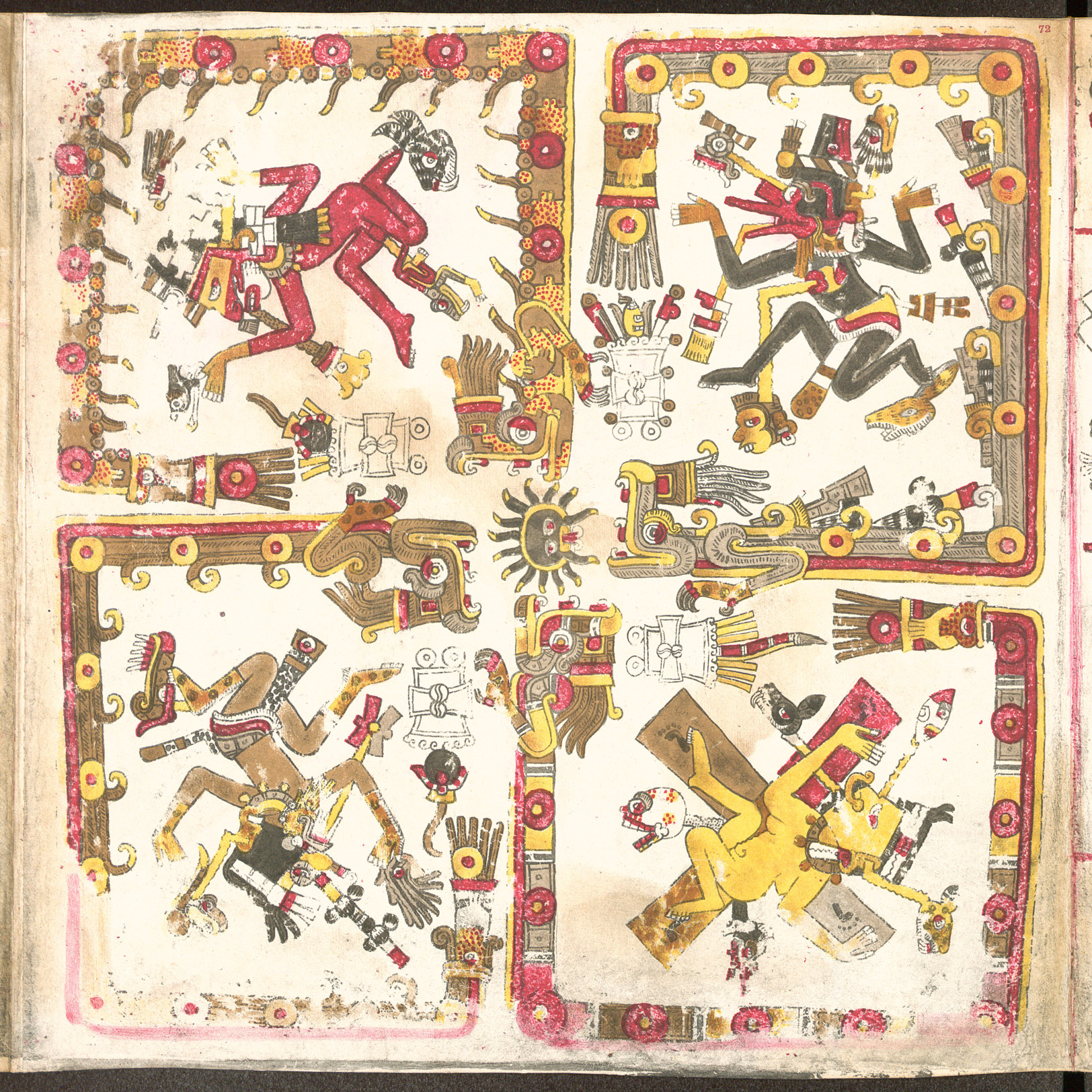
Pagina 72
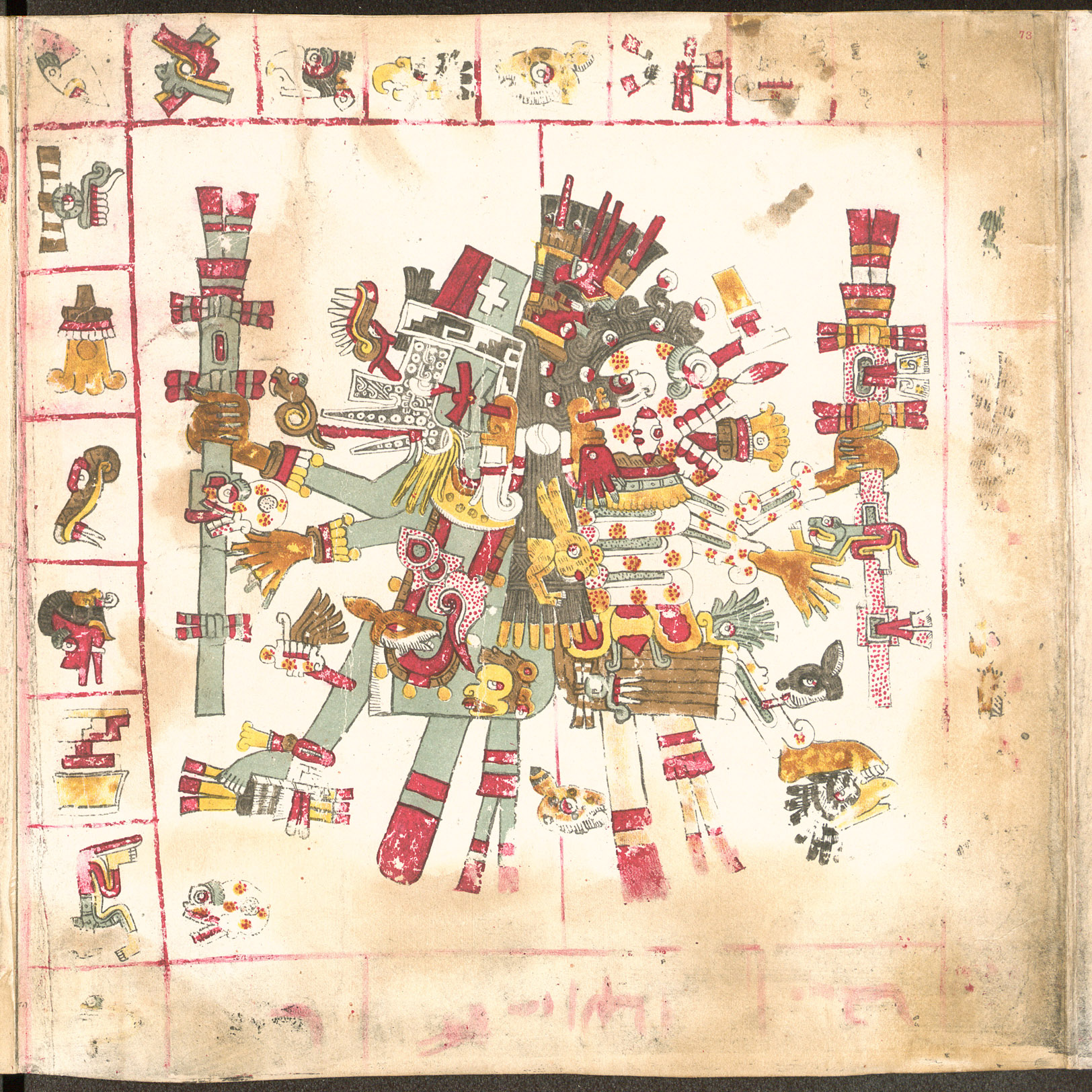
Pagina 73
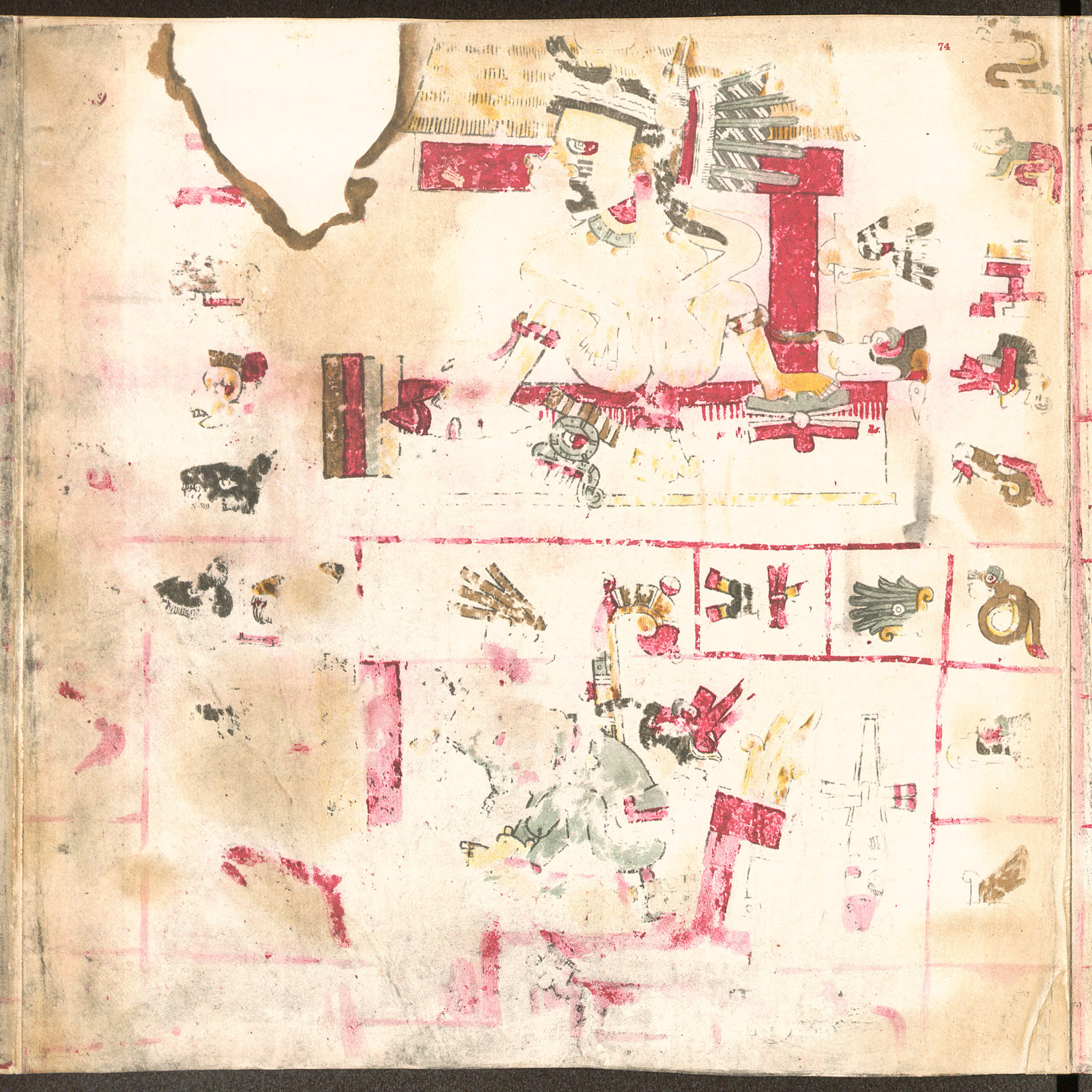
Pagina 74
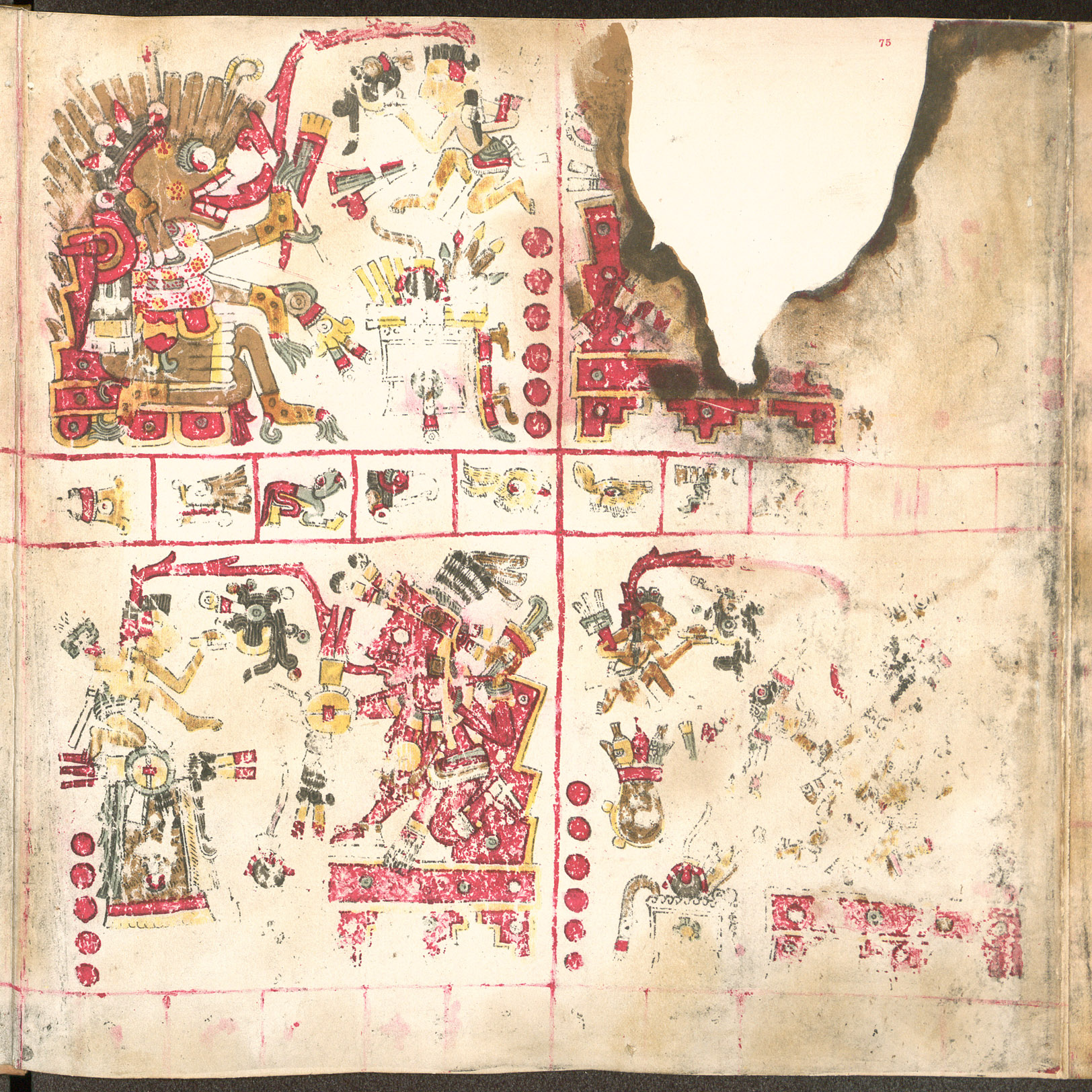
Pagina 75
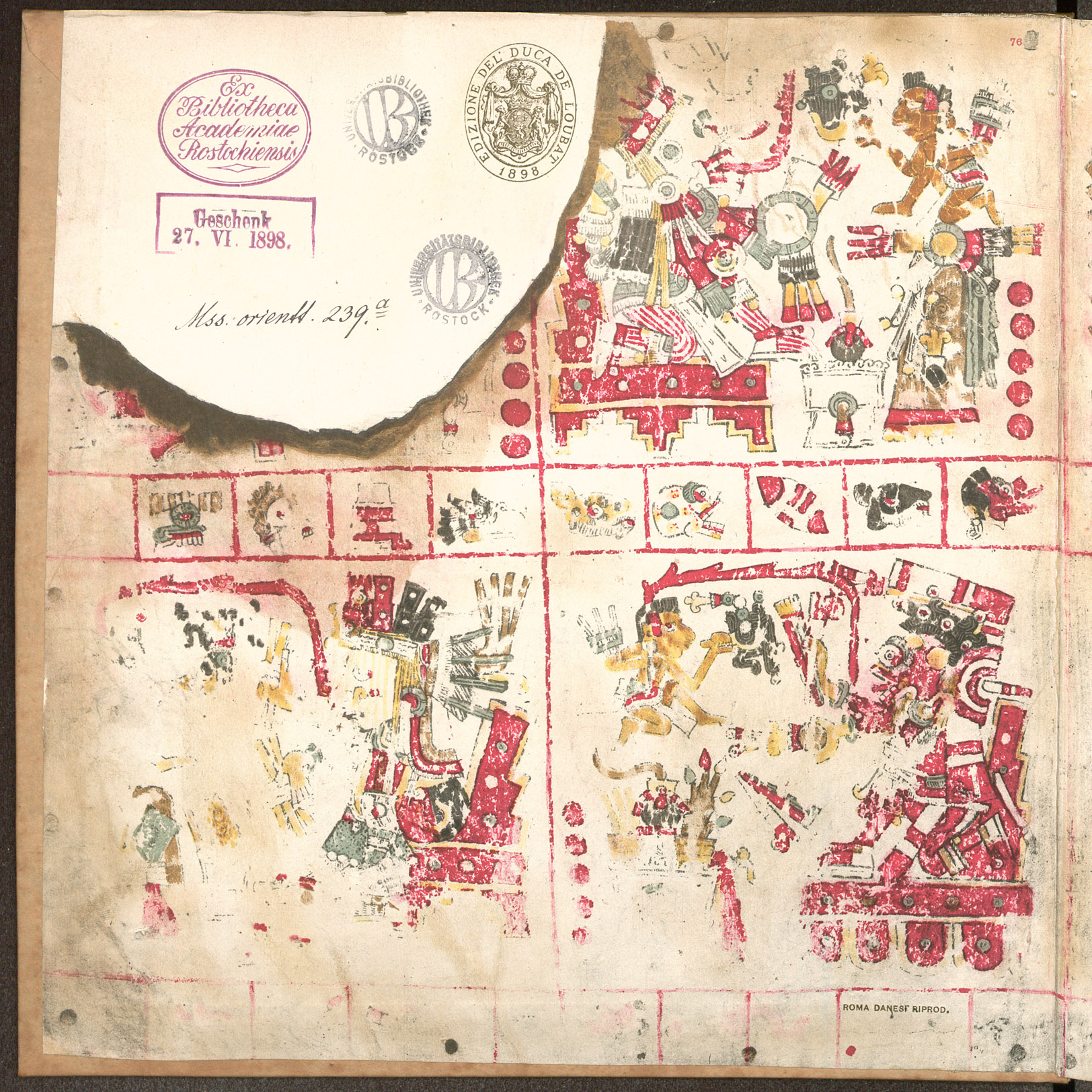
Pagina 76

## De Borgiagroep
Samen met een aantal andere codices wordt de codex gegroepeerd (Borgiagroep) met de Codex Borgia, gebaseerd op enkele overeenkomsten:
- Codex Vaticanus B (Bibliotheek van het Vaticaan.)
- Codex Fejérváry-Mayer (Merseyside County Museum, Liverpool)
- Codex Laud (Bodleian bibliotheek, Universiteit van Oxford)
- Codex Cospi (Bibliotheek, Universiteit van Bologna)
- Codex Porfirio Díaz

Ook het paginafragment, bekend als de Codex Fonds Mexicanus 20, nu in het bezit van de Bibliothèque nationale de France in Parijs, wordt vaak gecategoriseerd als een lid van de Borgigroep.

## Notities
1. ↑  Jansen and Jiménez: p. 270.